# F-35閃電II戰鬥機
F-35「閃電II」（英語：Lockheed Martin F-35 Lightning II）是由洛克希德·馬丁公司设计及生产之单座单引擎的多用途戰機，為全球最多國家引進的第五代戰鬥機和第一種在美國之外的國家使用的隱形戰機；採用了普惠公司的F135引擎，勞斯萊斯公司亦參與了引擎設計，自2015年以F-35B為首開始服役。開發廠商洛克希德·马丁以X-35验证机競標聯合攻擊戰鬥機計劃（JSF）並獲選成為續存設計，進而開發出F-35。此機種主要用於密接支援、目标轰炸、防空截击等多种任务，並因此發展出3种主要的衍生版本，包括采用传统跑道起降的F-35A，短距離起飛/垂直起降机种F-35B，與作為航空母舰舰载机的F-35C；3款皆為具匿蹤設計的第五代戰鬥機，其中F-35A與F-35C的作戰半徑可超過1,000公里。
F-35將是美國與其盟國在21世紀的主力戰機，美国空軍、海軍和海軍陸戰隊總計將裝備2,456架，用以取代F-16系列、A-10攻擊機、F/A-18系列、AV-8B等機型，加上海外市場後全球訂單合計已達3,500架。英国、意大利、荷兰、澳大利亚、日本、挪威、丹麦、以色列、加拿大、土耳其（已遭禁售）等國均参与研发并可能装备。

## 命名
當初JSF計畫是採實驗機（X）競標，而非原型實驗機（XF），得標時尚未賦予戰機正式型號，照現行《美軍航空器命名系統》，流水號應在F-22/23之後為F-24/25。
可是在2001年10月26日宣布X-35得標的記者會顯然沒有足夠的準備，主持的國防部官員Edward Aldridge就戰機型號被記者問倒，求助在場的空軍部長James Roche，部長不知所措又問一旁JSF計畫主持人美国海军陆战队Michael Hough少將，少將回答「F-35」，部長等人隨之附和；記者質疑型號是如何決定、哪來的，少將及主持官員則含混帶過。即使決策過程草率，但已昭告周知就此定案。
2006年7月7日，美國空軍宣布其名稱「閃電II」以承繼P-38閃電、也呼應英國閃電戰鬥機的威名。

## 设计

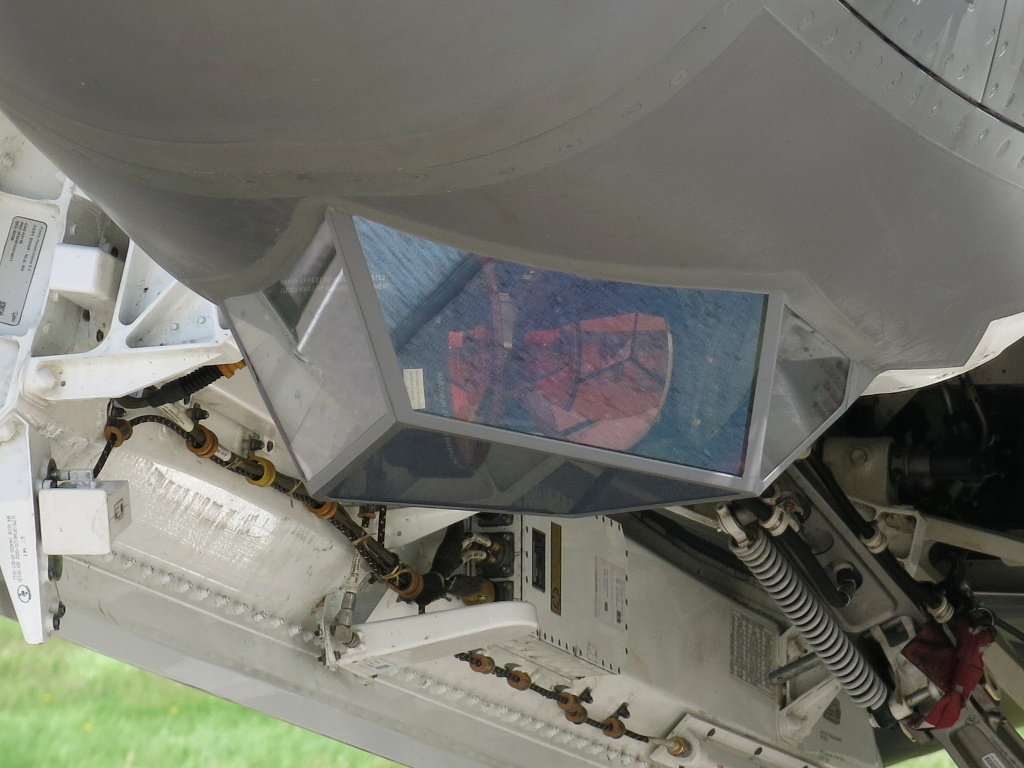
機首下方多樣感知能力的傳感器，不影響機體隱身性能，偵蒐的訊息在實境頭盔和友軍數據鏈整合

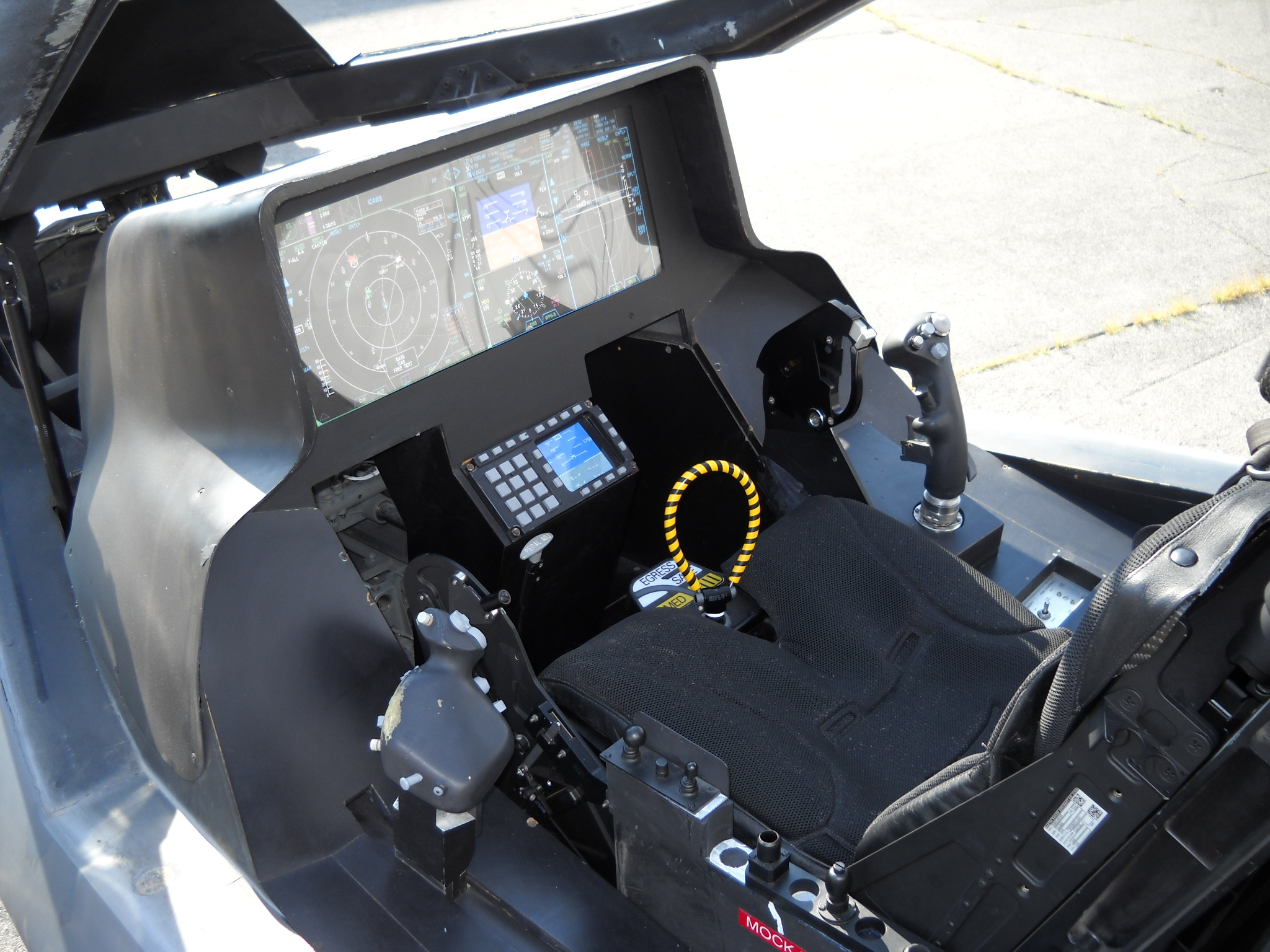
F-35的駕駛艙與儀表

F-35外型像似F-22猛禽戰鬥機的單引擎缩小版，而且它的確從中吸取了一些元素。F-35B的「三軸旋管噴嘴」（the three-bearing swivel duct nozzle，3BSD）架構，則從康維爾在1972年6月設計Model 200機型方案所得到的靈感，並購自俄國Yak-141性能及少量設計數據以供X-35參考。
F-35與它前一代戰機相比有如下進步：
- 综合的航電設備與感應器融合可以结合從機載與非機載的感應器得到的訊息。這些感應器主要位在F-35機首下方的玻璃罩中，不但可以增加駕駛員的狀況感知，目標識別與武器投射的能力，還可快速地傳輸訊息到其他的指揮及控制（C2）節點；
- 包含IEEE-1394b與光纖的數據交換網路；

頭盔顯示器已經整合到了像JAS 39、幼狮這样的第四代戰機上，而F-35已經利用更先進的頭盔顯示器完全替代抬頭顯示器的戰機，例如聯合頭盔顯示系統（Joint Helmet Mounted Cueing System，JHMCS），及具備擴增實境技術的頭盔。

### 配備

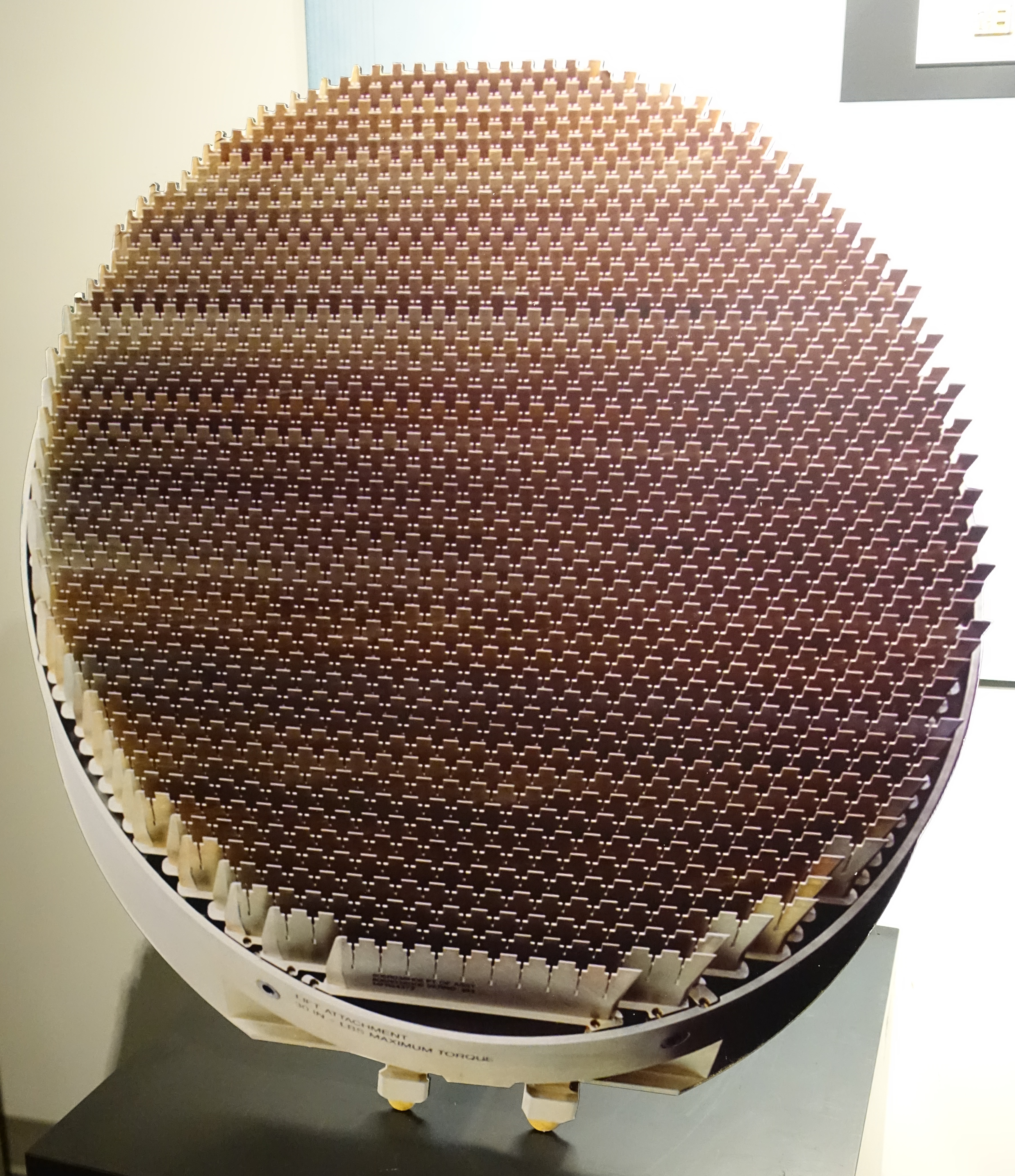
APG-81主動陣列雷達

- APG-81主動陣列雷達（單元模組天線1676個）。[28]
- AAQ-37分散式孔徑系統（Distributed Aperture System, DAS），環繞飛機前後上下裝設了6個紅外線感應裝置，即時提供駕駛員接近己方的飛行體資料。F-35駕駛員配戴的嵌入顯示幕的頭盔，可以從分散式孔徑系統中蒐集到全方位的目標資料。
- 無邊界層隔板超音速進氣道（Divert less Supersonic Inlet, DSI）可以改善飛機的隐身特性，並有利於進氣道-機身一體化設計。取消了附面層隔道、放氣系統和旁通系統，減少結構重量和降低了生產和使用費用，惟會降低高马赫數進氣效率。

### 推重比
早期的F-35B設計重量比项目预期的重量超出3000磅，導致飛機的推重比下降，使該機型在航程、速度、機動性等各項指標均不合格。洛克希德·馬丁公司為了解決“過重”而导致推重比下降的問題，缩薄了機身蒙皮，缩小了武器倉與垂尾，內部管線配置，重新設計了機翼構造與航電系统等，终於缩减了2205磅的重量。而最终采用的F-135引擎却不是設計來進行超音速巡航的。

### Z-13塗裝
F-35 原本使用的塗裝是灰色鋸齒狀的網格，這種像窗櫺般的網格覆蓋 F-35 的大部分機體，從遠處看起來就像是在機身上打了一層補丁一樣。以往生產這種符合產品生產要求以及採用「補丁」塗裝的 F-35 戰機時，需要耗費大量的勞動力和時間，在製作過程中要非常注重細節，因為複雜的塗裝問題等其他原因，使 F-35 最初的製作時間和成本超過原定預算的兩倍。為了改變這種狀況，「Z13」塗裝應運而生。這種被稱作「Z13」的新塗裝自2012年開始研發，2017年開始投入使用，首次嘗試使用「Z13」塗裝的是編號為 14-5103（AF-104）的 F-35戰機。
目前，F-35的新塗裝所佔比例正在逐漸提升，這種塗裝除了節省最後組裝階段的時間以及精力、提高 F-35 組裝工廠的生產效率並降低生產成本外，也減少戰機出現瑕疵返廠修復所需的工時。與原有塗裝在視覺上的主要區別是，使用了「Z13」塗裝的 F-35 戰機表面塗層顯得更加光滑和均勻，看起來也更加美觀。

### 與F-22比較
F-35雖為F-22的輔助機種。然而因後發優勢，像航電系統，甚至飛機結構隱形（特別是低可偵測DSI進氣道設計）反而都比F-22還先進。

## 改進及升級

### Sidekick
F-35有一個明顯的缺點，就是載彈量偏少，內載彈艙的容量只能攜帶4枚AIM-120先進中程空對空飛彈，這比起F-22的內載彈艙動輒可掛載8枚以上空對空飛彈來說，數量要少得多，在小規模衝突時尚堪使用，但若進行規模較大的空戰就很容易落入彈數不足的窘境。洛克希德馬丁公司設計了一種新式武器架，稱為Sidekick，可使F-35A和F-35C多帶上兩枚飛彈，從原先的4枚加到6枚，這等於增加了50%的攜彈量，不過，Sidekick僅是改善彈艙空間配置，不是擴大彈艙，因此僅限於AIM-120這種彈徑較小的空對空飛彈能多帶2枚，較粗的炸彈仍然無法裝。F-35B則無法使用，因為內部空間被導風扇所佔，武器艙比較小。
洛馬表示，F-35的第4批修改block 4可能就能應用Sidekick。
在沒有使用Sidekick的情況下，F-35若要增加掛彈數，就只有掛載於彈倉以外的部位，但如此一來將會大幅降低匿蹤性。

### 新型中央处理器
第四次升级（Block 4）项目中的另一项重大改进是配置了新型中央处理器，其訊息接受/处理能力是此前的25倍，并且使飞机的电子战能力得到提高。

### 新型油箱
F-35第四次升级（Block 4）项目中包括机翼内新型油箱，预计，这一改进将使F-35航程增加25%。目前，F-35A的航程为2200公里，F-35B的航程为1670公里，F-35C的航程为2500公里。F-35C可挂载隐形副油箱，增强远程攻击能力，战斗半径增至2000公里。
Block 4的升级具体内容依然保密，但大致分为6大类：
1. 整合7种武器，包括小直径炸弹SDB II，英国的武器，如ASRAAM导弹和“流星”导弹，土耳其的武器和挪威的联合攻击导弹等；
2. 8個物流和支持变化；
3. 13個电子战系统的更新；
4. 7個互操作性和網絡的變化；
5. 7個座艙和導航升级；
6. 11個雷達和光電系统的升级

### 新型變循環引擎
美國國會目前正在進行2022年國防授權法案預算審議，將在法案中要求空軍在 2027年以前，替部分或全部F-35機隊換上新型變循環引擎，以增加航程，強化執勤彈性，並減少空中加油機出勤率。近幾年頻繁的部署出勤狀況下，F-35 引擎的妥善率不甚理想，許多零件耐用度不夠，尤其是渦扇葉片的抗熱塗層損耗過快，光是2021年度就有46架F-35因這問題無法出勤。美軍等通過2022年國防授權法案預算後，就會開始計畫換裝F-35A和F-35C的引擎，預計2030年代將F-35機隊全數升級完畢。
目前普惠和奇異（GE）兩間廠商，都正在為第六代戰機「次世代空中優勢」（NGAD）計畫，開發變循環引擎（Adaptive Versatile Engine），分別是奇異XA100和普惠XA101，兩間公司都對外表示變循環引擎可以在2027年完成。普惠公司仍同時進行F135引擎的升級工作，由於兩款變循環引擎皆不適用垂直起降版本的F-35B，因此F-35B型之後還是必須以升級版F135換裝。
變循環引擎的特色，是透過可自動變化的旁通比，即渦輪引擎外進氣道和內進氣道之間的空氣流通比率，解決以往大旁通比省油但速度拉升慢，小旁通比拉速度快但耗油的兩難。估計新的兩款變循環引擎預計可讓F-35A最大航程增加30%~40%，從現有的2,172公里增加到2,897公里左右。

## 試飛
第一架進行試飛的F-35是空軍型F-35A，編號AA-1。試飛時間是2006年12月15日在德克萨斯州沃斯堡展開。
第二架F-35A（編號AF-1）於2009年1月14日進行第一次試飛。
第三架F-35A（編號AF-2）於2010年4月20日試飛。

## 子型号

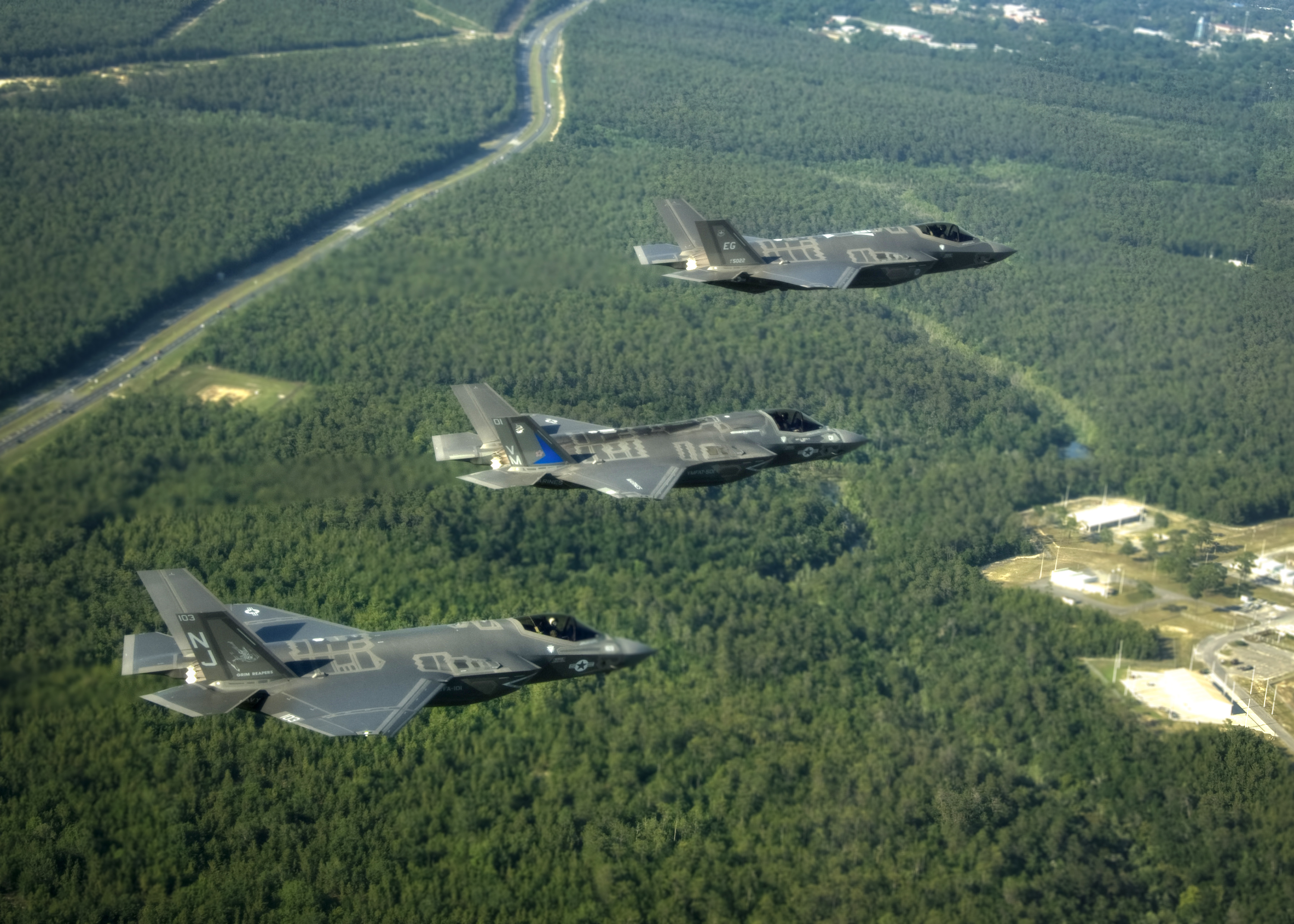
三种型号的F-35列队飞行，从上到下分别是F-35A、F-35B和F-35C。F-35B装有用于垂直起降的风扇，座舱玻璃较短。F-35C的机翼比F-35A大，并且可以折叠，另外雖然沒看見起落架，但為了上艦在短距起落架的部分還是有差別的。2014年5月20日。

雖然只有F-35B才算是垂直起降型，但相對於傳統的戰鬥機，即使是A和C型的起降距離都算短距起降的。另外，A、B、C三型結構差異比外表來得大。
美國國防部與洛克希德·馬丁於2013年5月31日交付給國會一份IOC報告指出，F-35三種版本在初始作戰能力（Initial Operational Capability, IOC）測試結束之時間分別為：
- F-35A：目標時間訂為2016年8月至同年12月間
- F-35B：目標時間訂為2015年7月至同年12月間
- F-35C：目標時間訂為2018年8月至2019年2月間

### F-35A

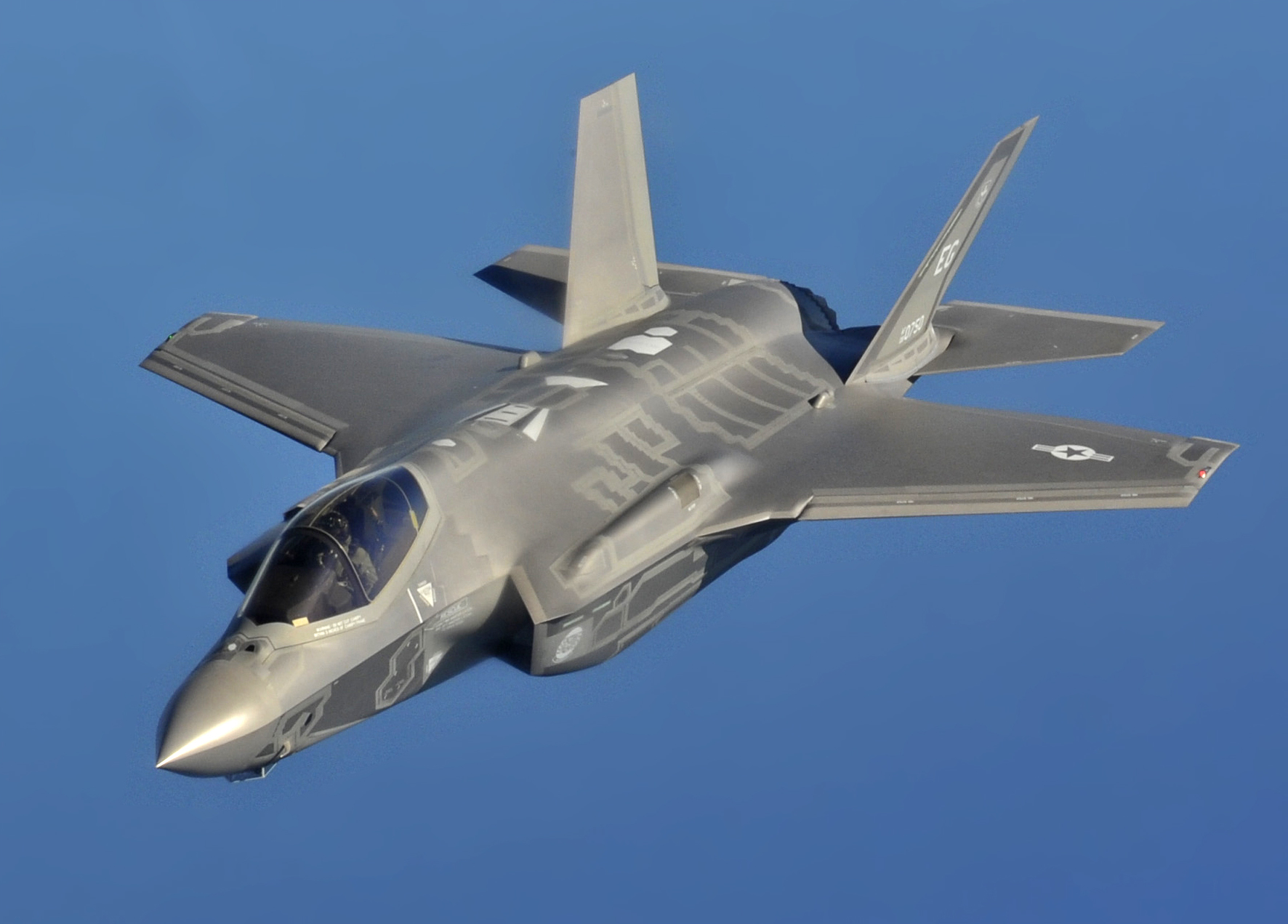
美國空軍F-35A

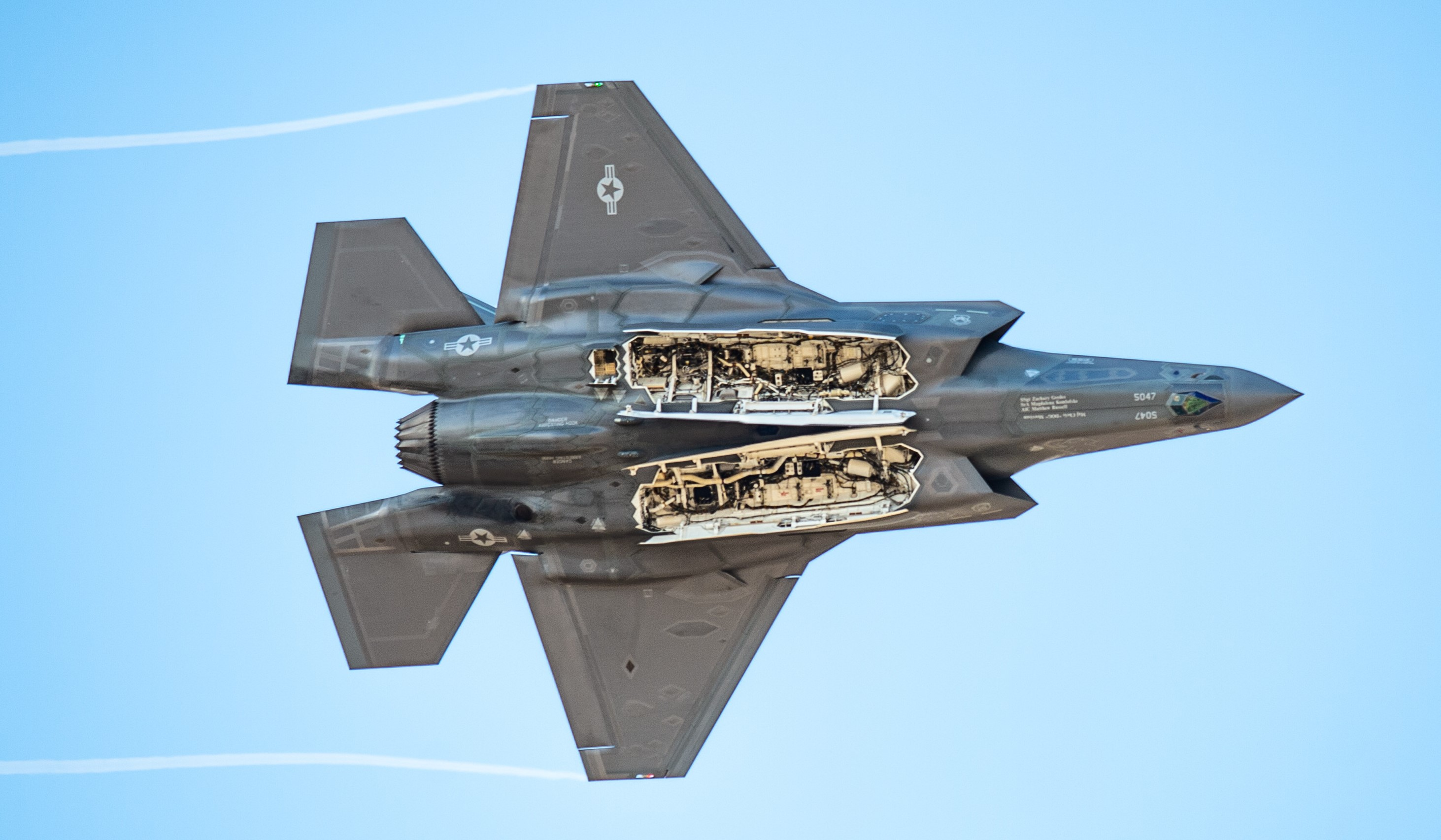
美國空軍F-35A武器倉

F-35A，為美國空軍與其他國使用型號，屬傳統起降型。價值1.116億美元，F-16和A-10的後繼機種，F-22猛禽式戰鬥機的輔助型號。
2016年8月2日美國空軍空戰司令部司令赫伯特·卡萊爾上將宣佈，美國空軍首支具備12－24架F-35A的作戰中隊具備初始作戰能力。
2017年1月23日至2月10日舉行的第17-1號紅旗演習，駐紮希爾空軍基地的美國空軍第338戰機聯隊與預備役第419戰機聯隊的F-35A首次參與，演習期間共執行了226次原定飛行架次中的207架次飛行任務，妥善率達90%。空戰表現共擊落敵機145架，7架F-35A皆在視距內被擊落，經換算後交換比為1:20。對地方面成功執行了壓制敵方防空任務，對51座中的49座地對空飛彈投下了模擬彈藥。
2017年4月15日隸屬於美國空軍希爾空軍基地第388戰機聯隊第34戰機中隊及預備役第419戰機聯隊第466戰機中隊的F-35A，橫越大西洋前往英國的雷肯希思皇家空軍基地參與訓練任務，成為F-35A自宣佈具備初始作戰能力後首次的境外佈署及跨越大西洋至歐洲的訓練佈署紀錄。
2019年5月9日，美國空軍宣布因為預算減支問題而解散的空軍第65假想敵中隊將重出江湖，並且換裝早期批次的F-35A「閃電二式」匿蹤戰機，與其他假想敵中隊一同訓練美軍現役第五代與第四代戰鬥機的飛行員。預計將佛羅里達州埃格林空軍基地訓練單位的早期批次、且不具完整戰力的9架F-35A，在2022年初集中至奈利斯空軍基地，重新組成第65假想敵中隊。除此之外，加州艾德華空軍基地也將把2架F-35A，撥交給奈利斯基地的第24戰術空中支援中隊，讓第五代戰機也加入美空軍密接支援的訓練體系之中。
F-35A裝備一具普惠F-135-100渦輪風扇引擊、 F-35A在背部設有硬管加油受油口 (OIL OUTLET)、 F-35A在機身左側進氣道上方裝有一門25mm固定機炮

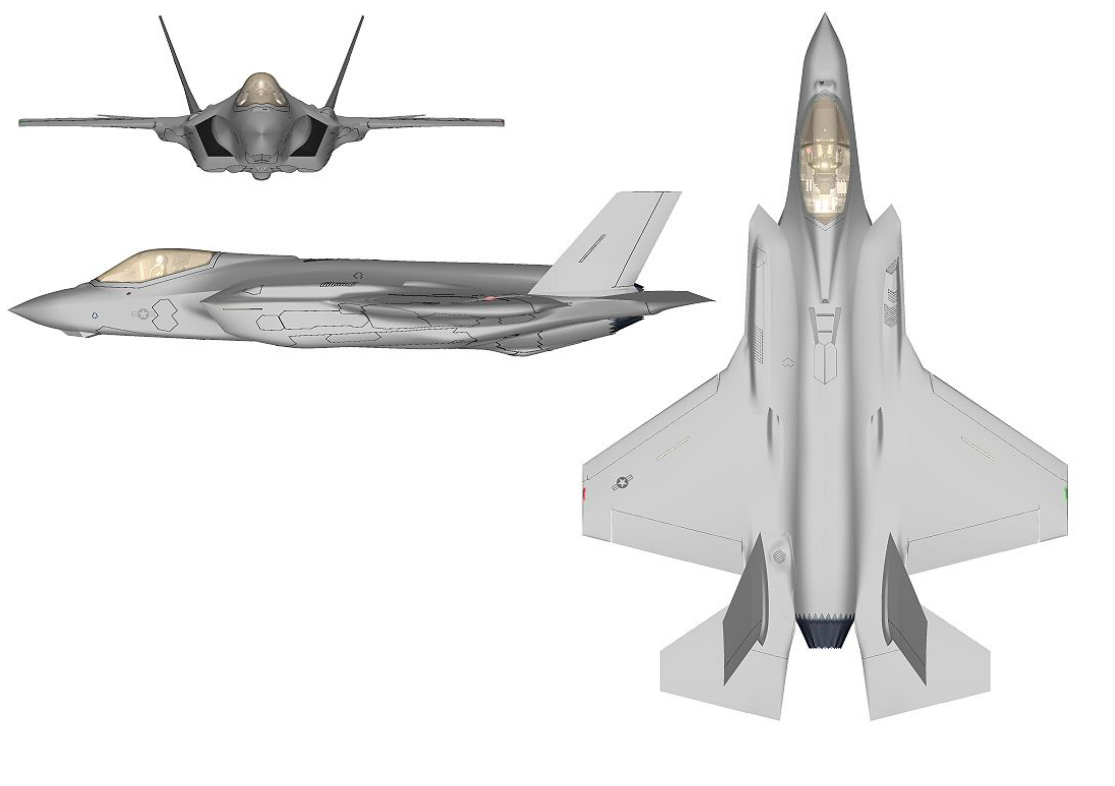
F-35A的三視圖
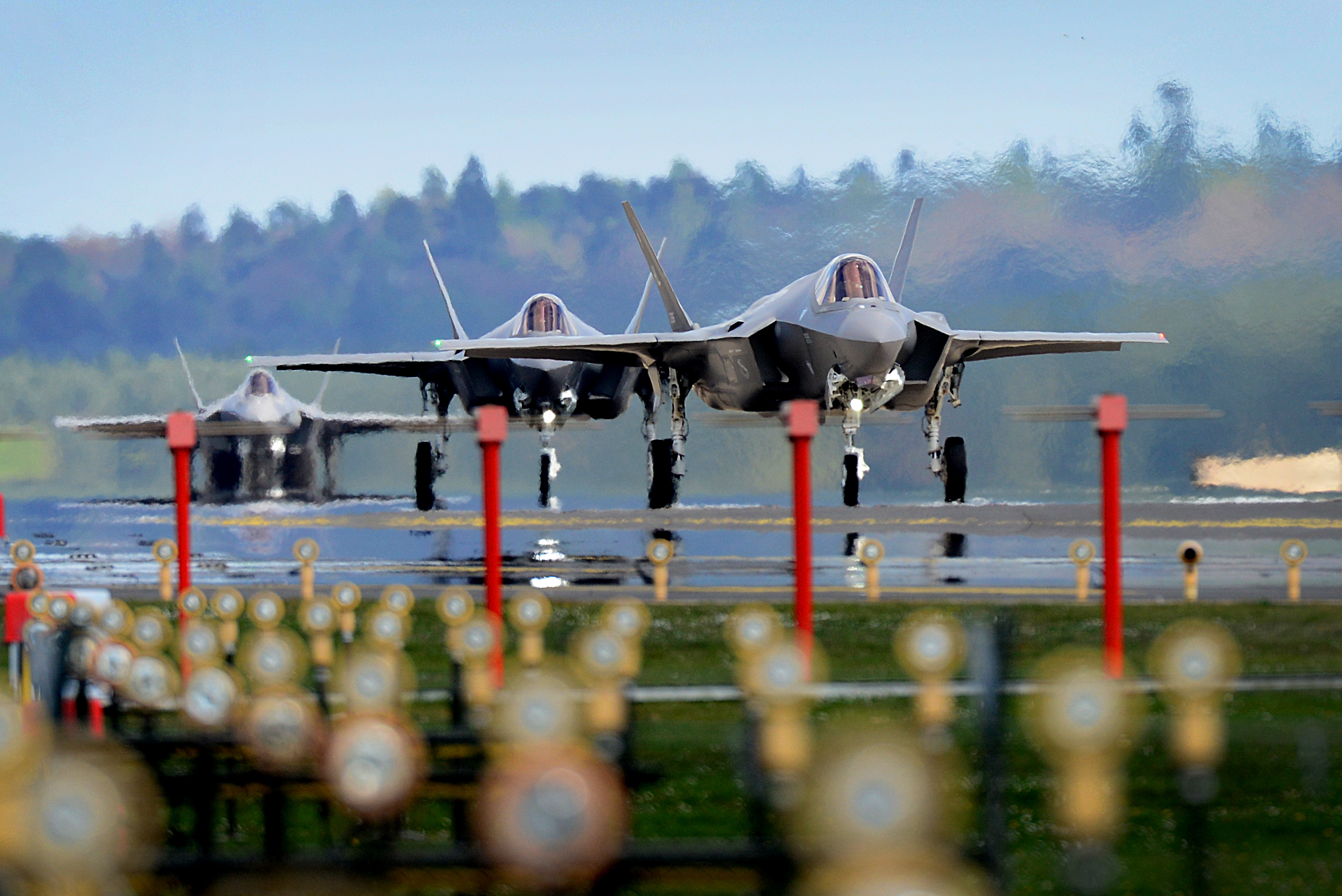
2017年4月15日，美國空軍F-35A戰鬥機降落在英國雷肯希斯皇家空军基地
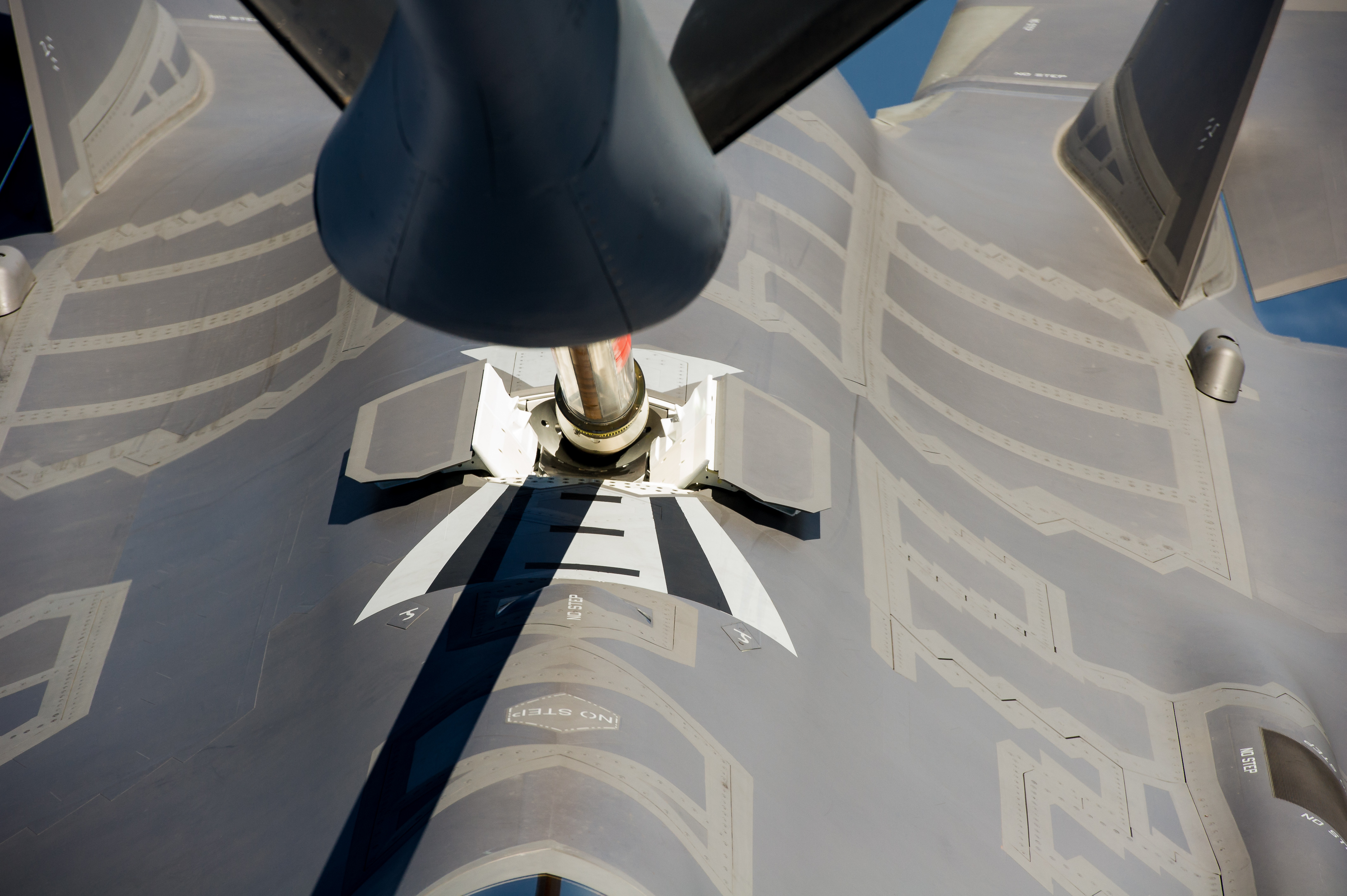
2013年5月16日，美國空軍KC-135空中加油機正在為F-35A進行空中加油

### F-35B

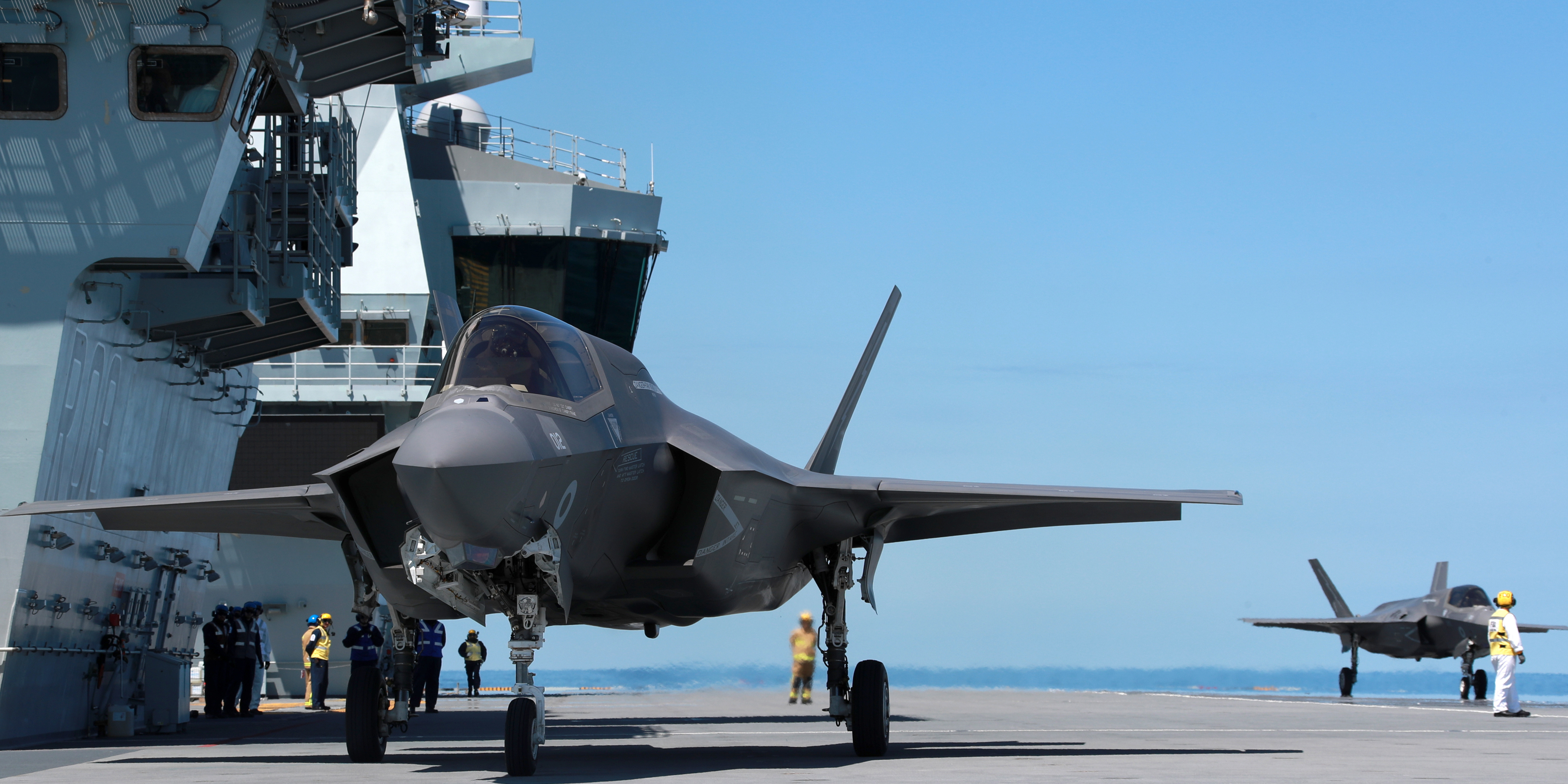
英國皇家海軍的F-35B首次登上伊麗莎白女王號，進行首次航母海上訓練

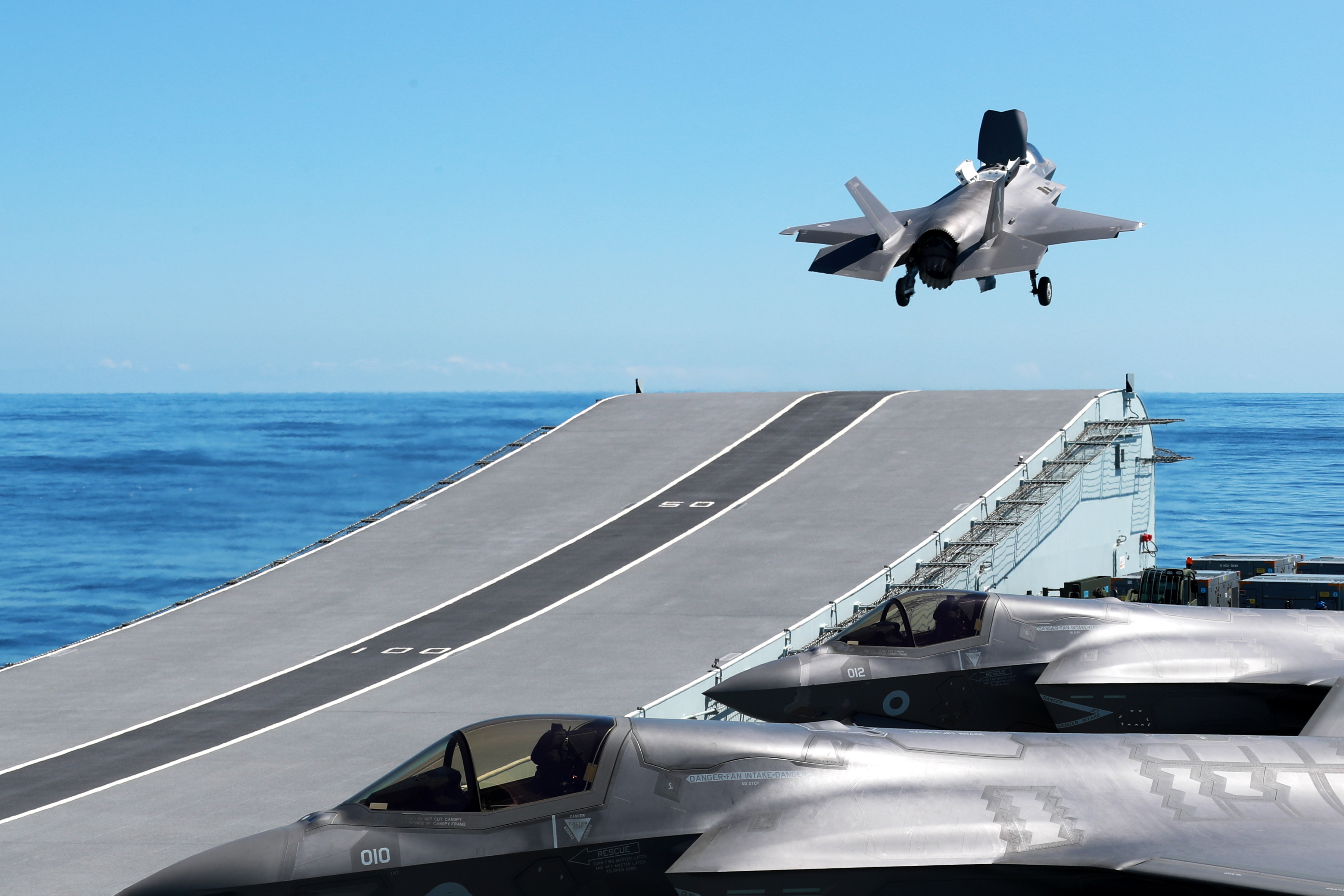
英國皇家海軍的F-35B自伊麗莎白女王號上起飛

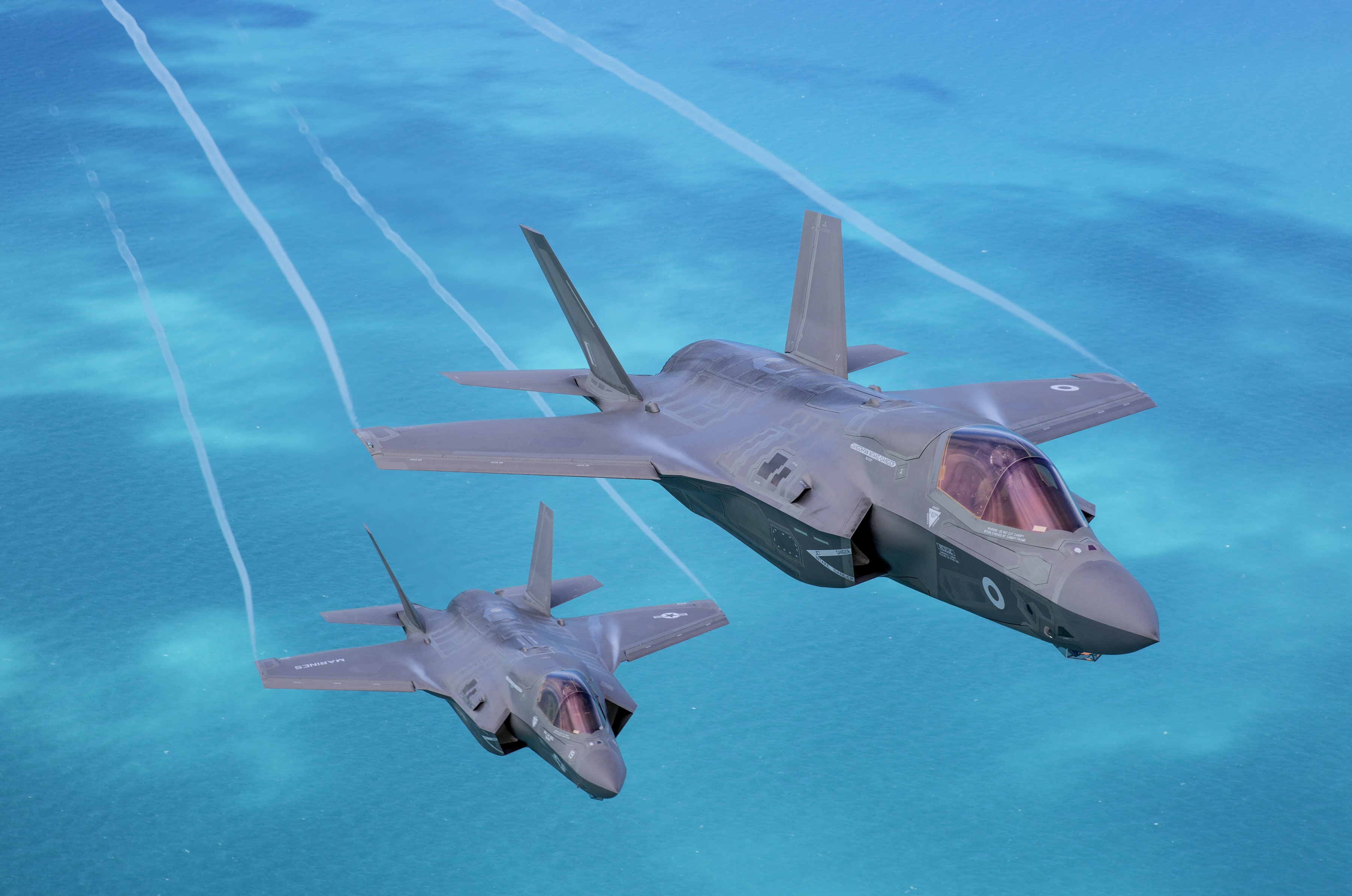
英國皇家空軍和美國海軍陸戰隊的兩架F-35B，在英格蘭東方海岸上空進行雙機編隊飛行

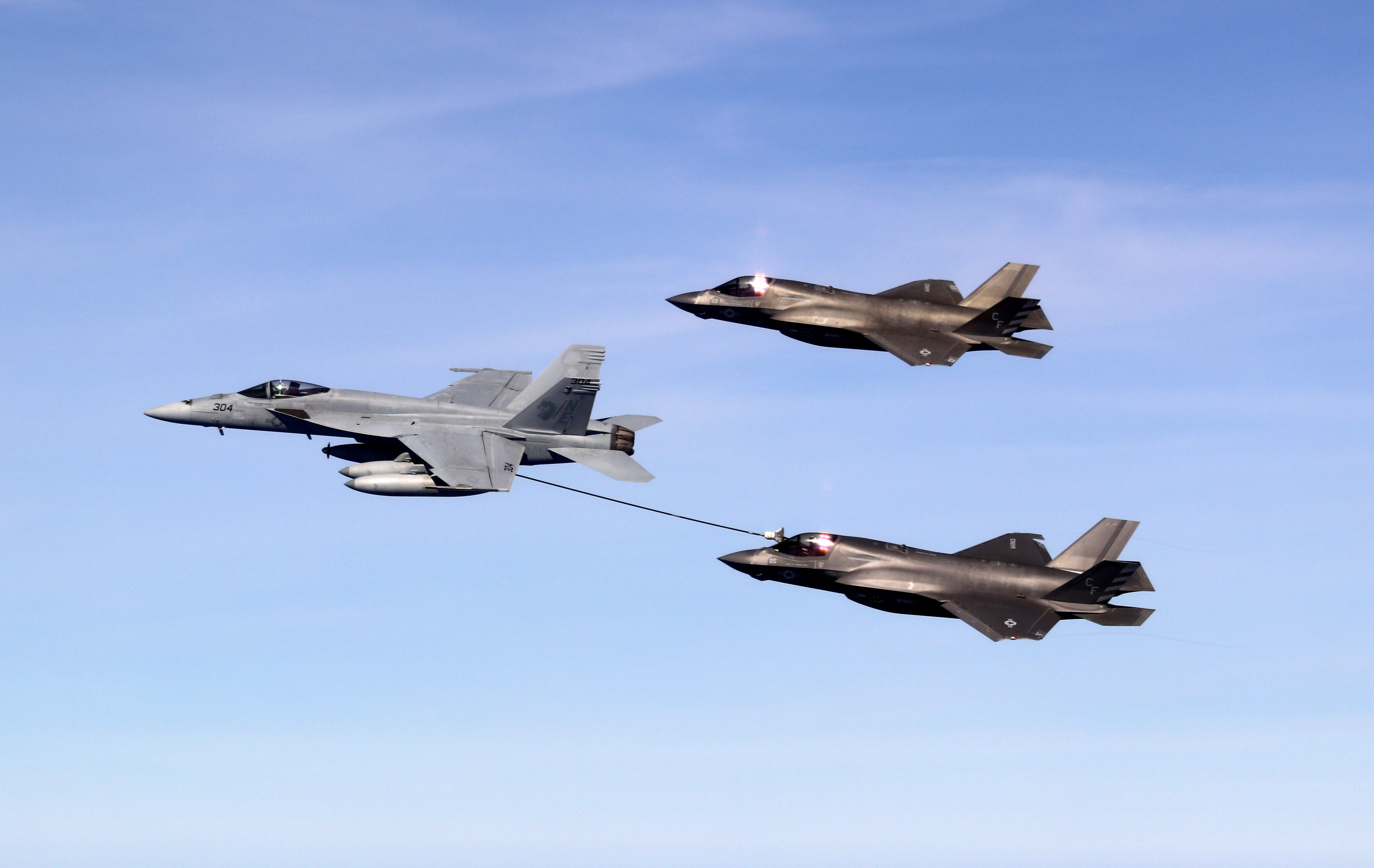
一架F/A-18E為美國海軍陸戰隊的F-35B空中加油

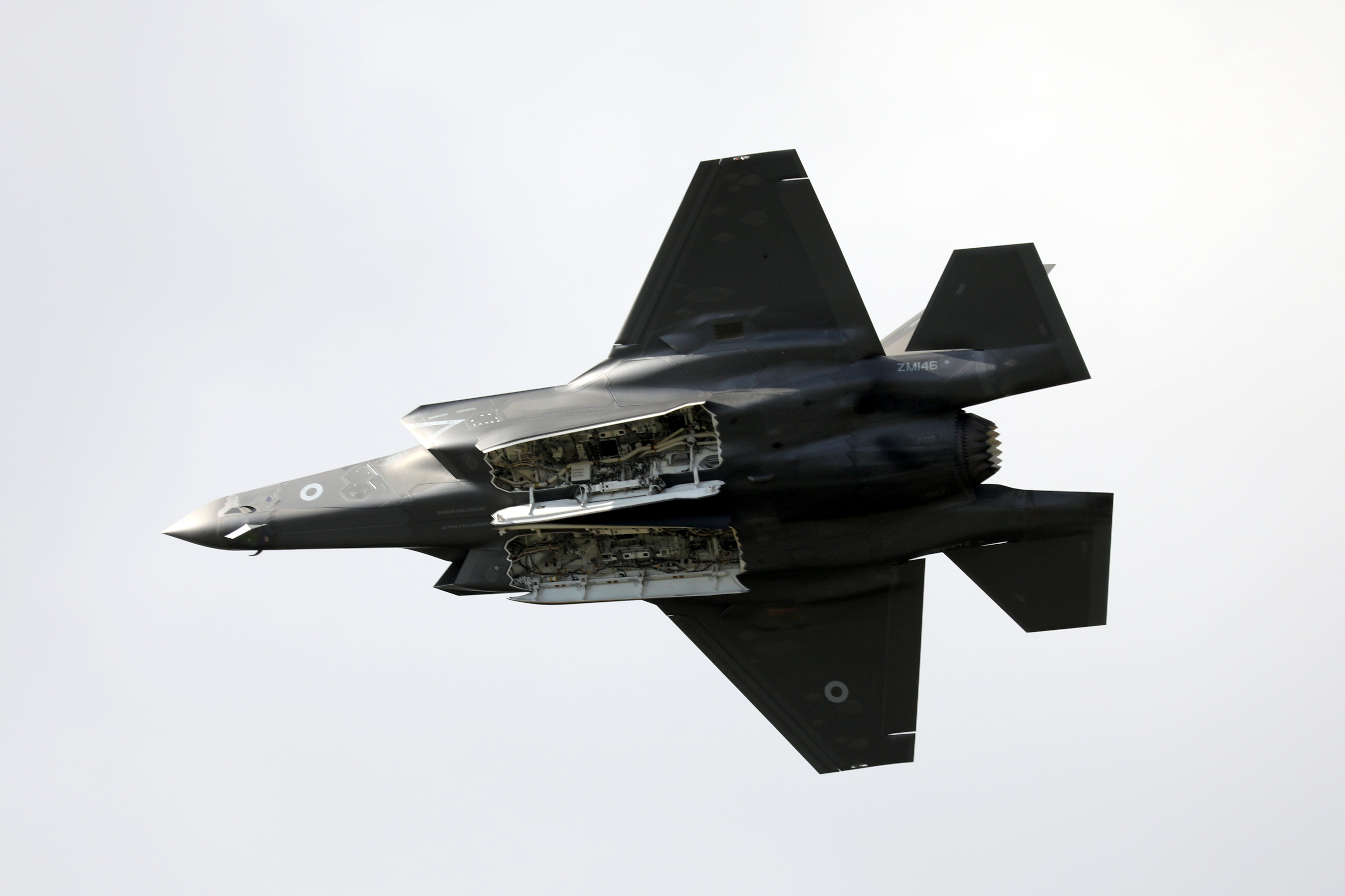
英國皇家空軍F-35B武器倉

F-35B，美国海军陆战队、英國皇家空軍、英國皇家海軍、意大利海军、及意大利空軍、日本航空自衛隊用作艦載機的型號，屬於垂直（短距）起降型。單座設計，搭載3台電腦。兩級對轉升力風扇是F135引擎之外新增加的装置，是F-35B動力系统的重要组成部分。它安装在駕駛艙後部，可提供44.5千牛的附加推力，所以使主发动机能在较低温度下以较小的负荷运转，从而提高了可靠性和使用寿命。F-35B的垂直升力主要靠机上装置的两级对转升力风扇提供，它的进气道自然就可以设计得比较小。價值1.094億美元，為霍克·西德利鷂式攻擊機、海獵鷹戰鬥攻擊機、AV-8B獵鷹II式攻擊機的後繼機。可以進行垂直起降的F-35B（編號BF-1）於2008年6月11日進行第一次試飛，不過起飛的過程仍是採用傳統的滑行方式，事實上F-35B的設計是可以垂直起飛的，但垂直起飛時載彈量會受到很大的限制，且垂直起飛很耗油，所以垂直起飛不具戰術上的優勢，而任務結束返航時，因燃油消耗與彈藥已投射讓重量減輕，適合垂直降落的模式，垂直降落只需要小的空間、不需嚴苛的平坦場地、不需攔截索等設備，即可短時間內讓多架戰機迅速降落，所以實戰時通常是選擇短場起飛、垂直降落的模式。BF-1同時也是19架系統發展與展示（System Development and Demostration）機組當中的第二架，以及第一架採用重量最佳化生產程序的飛機。

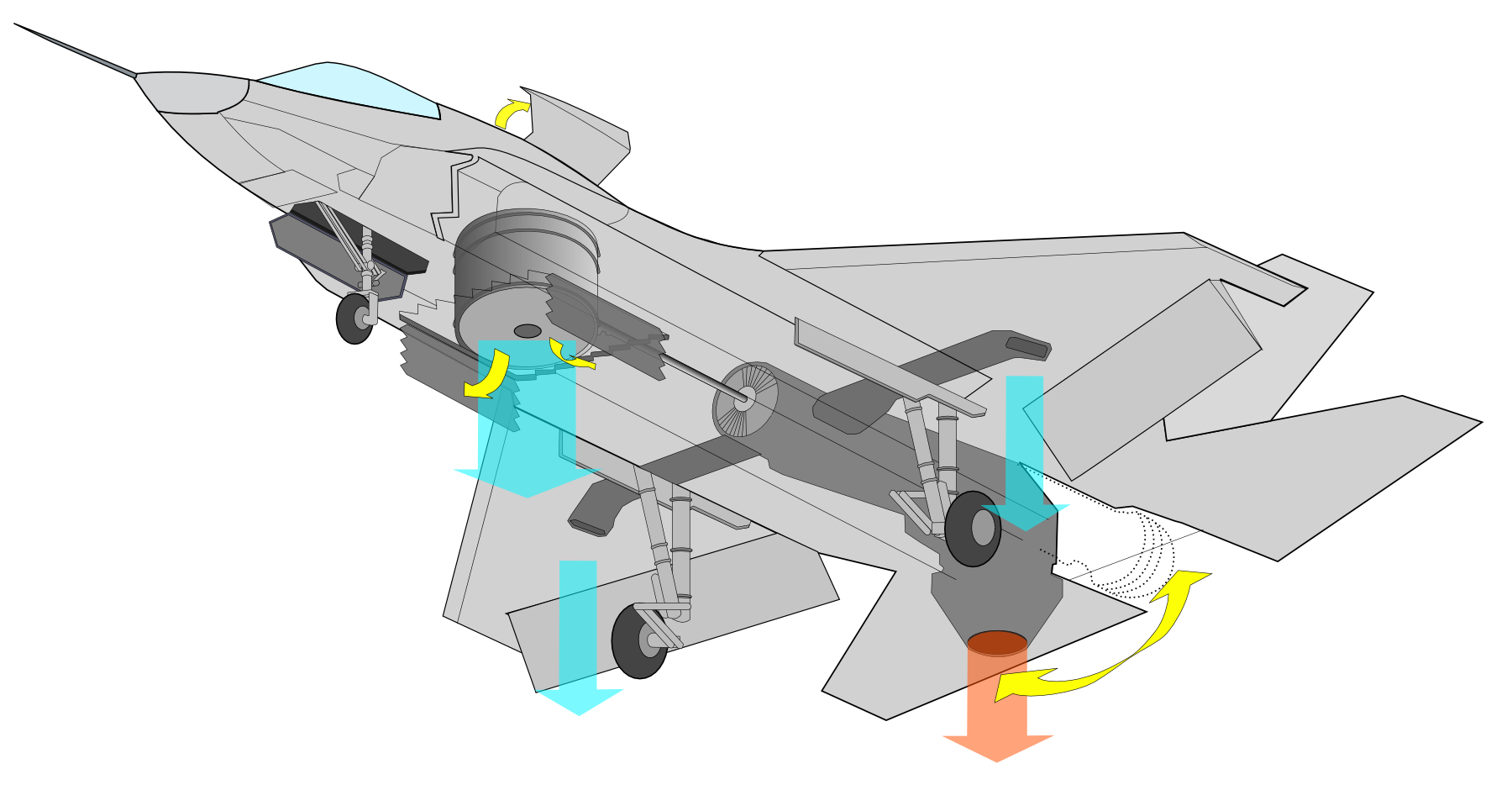
F-35B（推力向量）垂直起降動力解剖圖
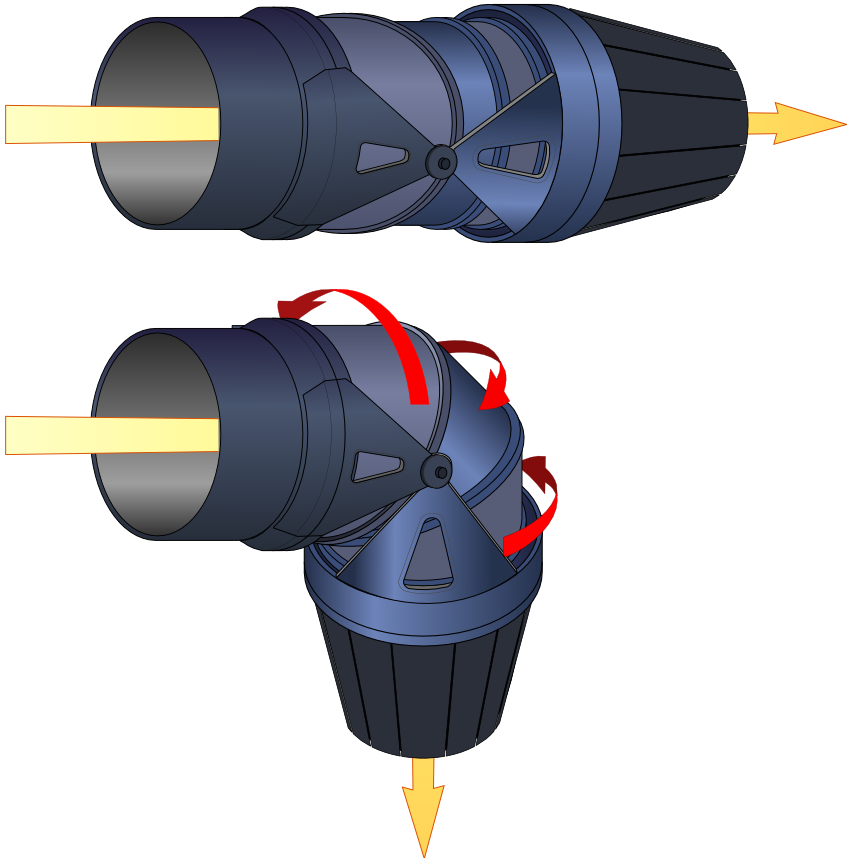
F-35B（推力向量）解剖圖
- F-35B在2016年展示滯空垂直運動能力
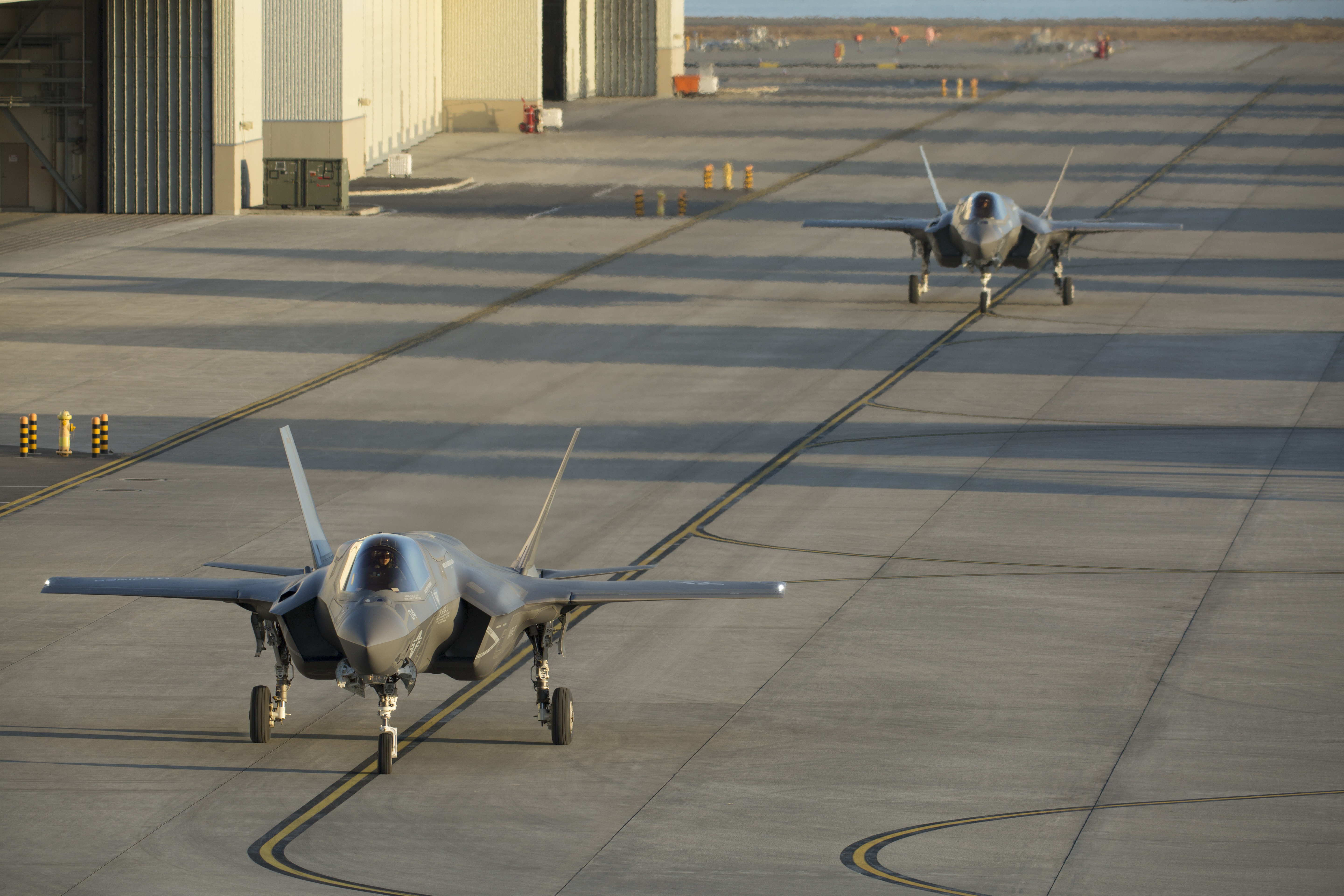
美國F-35B進駐日本岩國航空基地
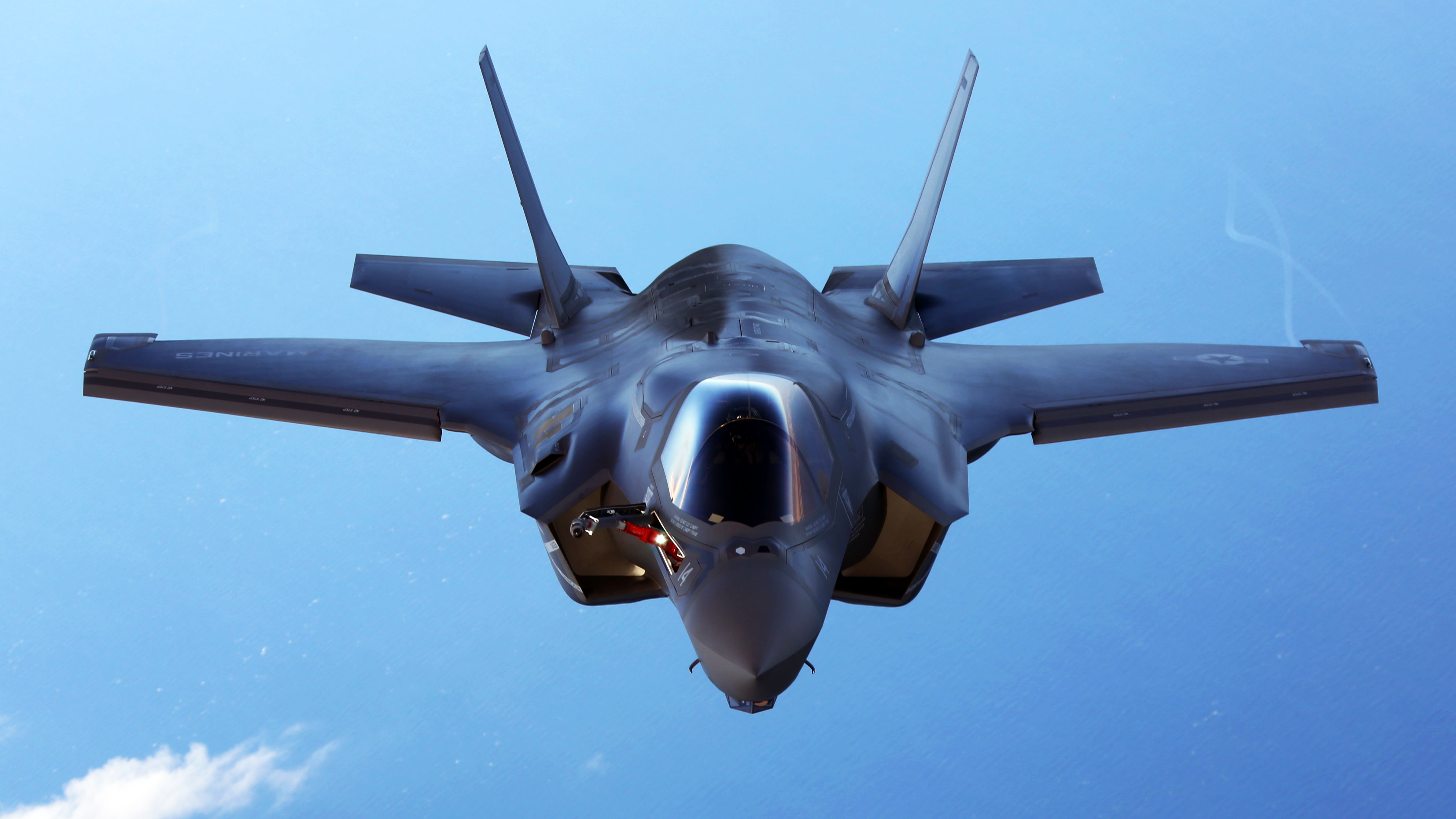
美國海軍陸戰隊F-35B準備進行空中加油

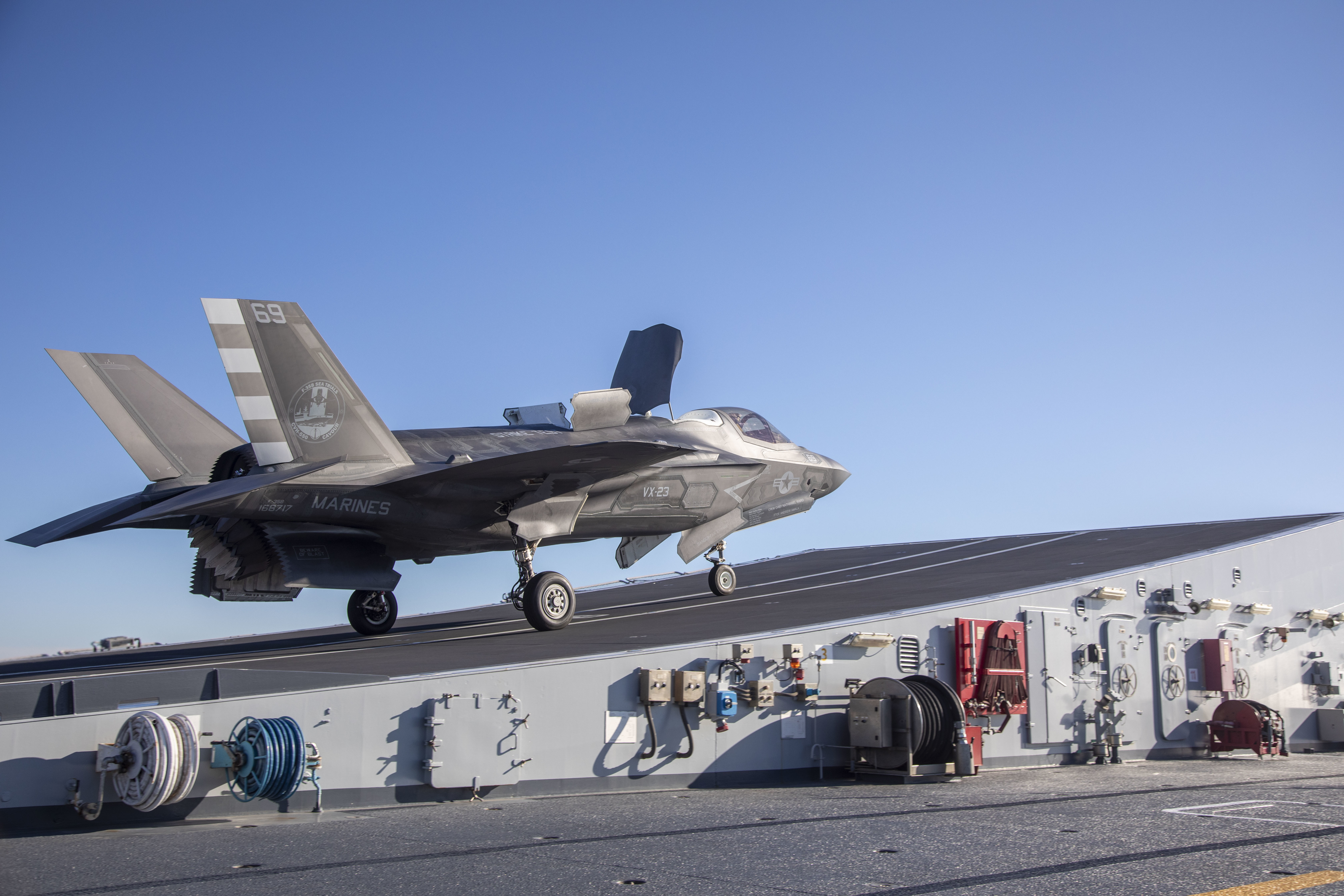
美國海軍陸戰隊F-35B在加富爾號航空母艦滑跳起飛
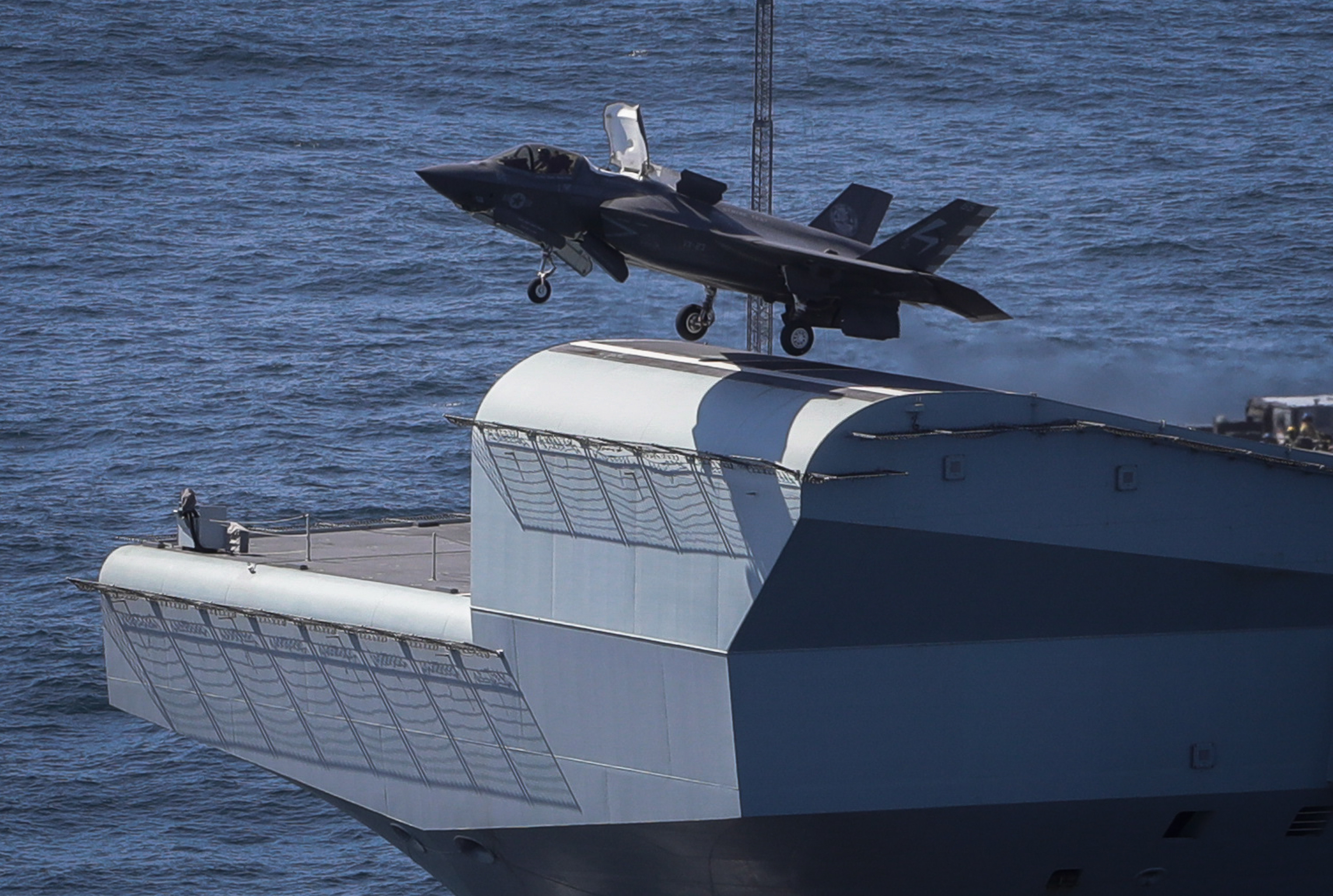
美國海軍陸戰隊F-35B自伊麗莎白女王號航空母艦滑跳起飛
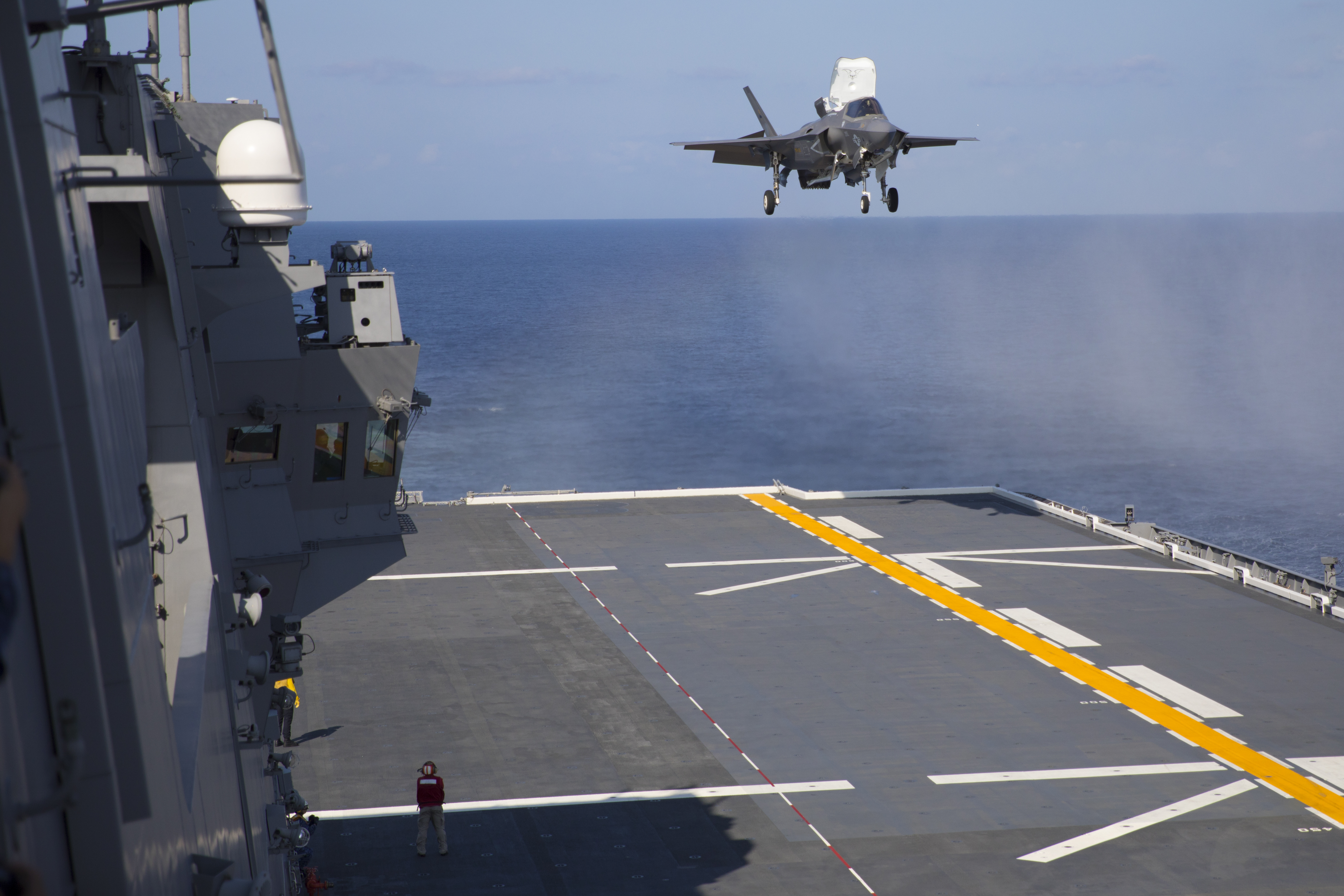
日本出雲號護衛艦(DDH-183）飛行甲板於2021年完成的新塗裝和標線，供美國海軍陸戰隊航空兵的F-35B戰鬥機進行試降，攝於2021年10月
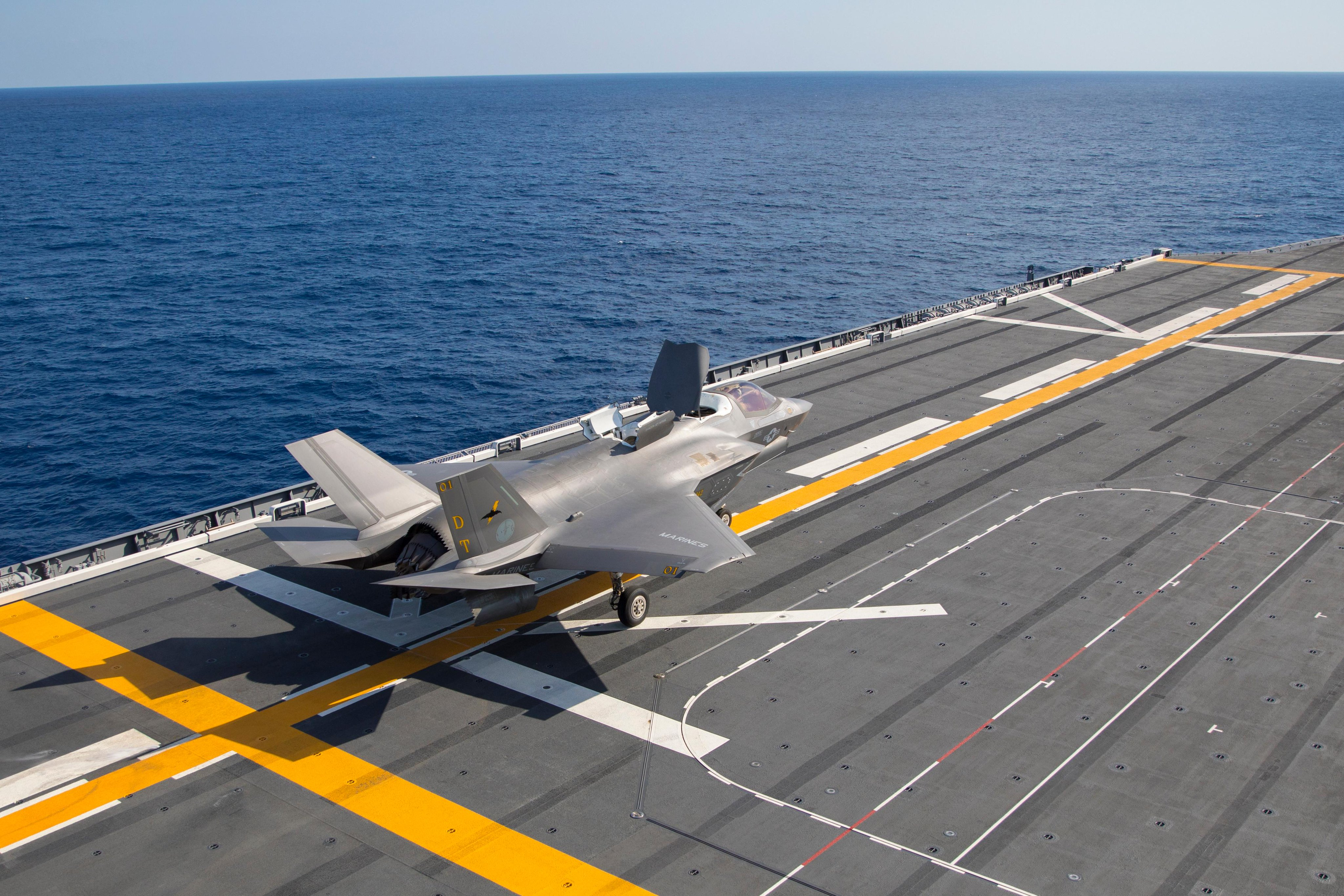
日本出雲號護衛艦(DDH-183）供美國海軍陸戰隊航空兵的F-35閃電II戰鬥機進行滑行起飛，攝於2021年10月
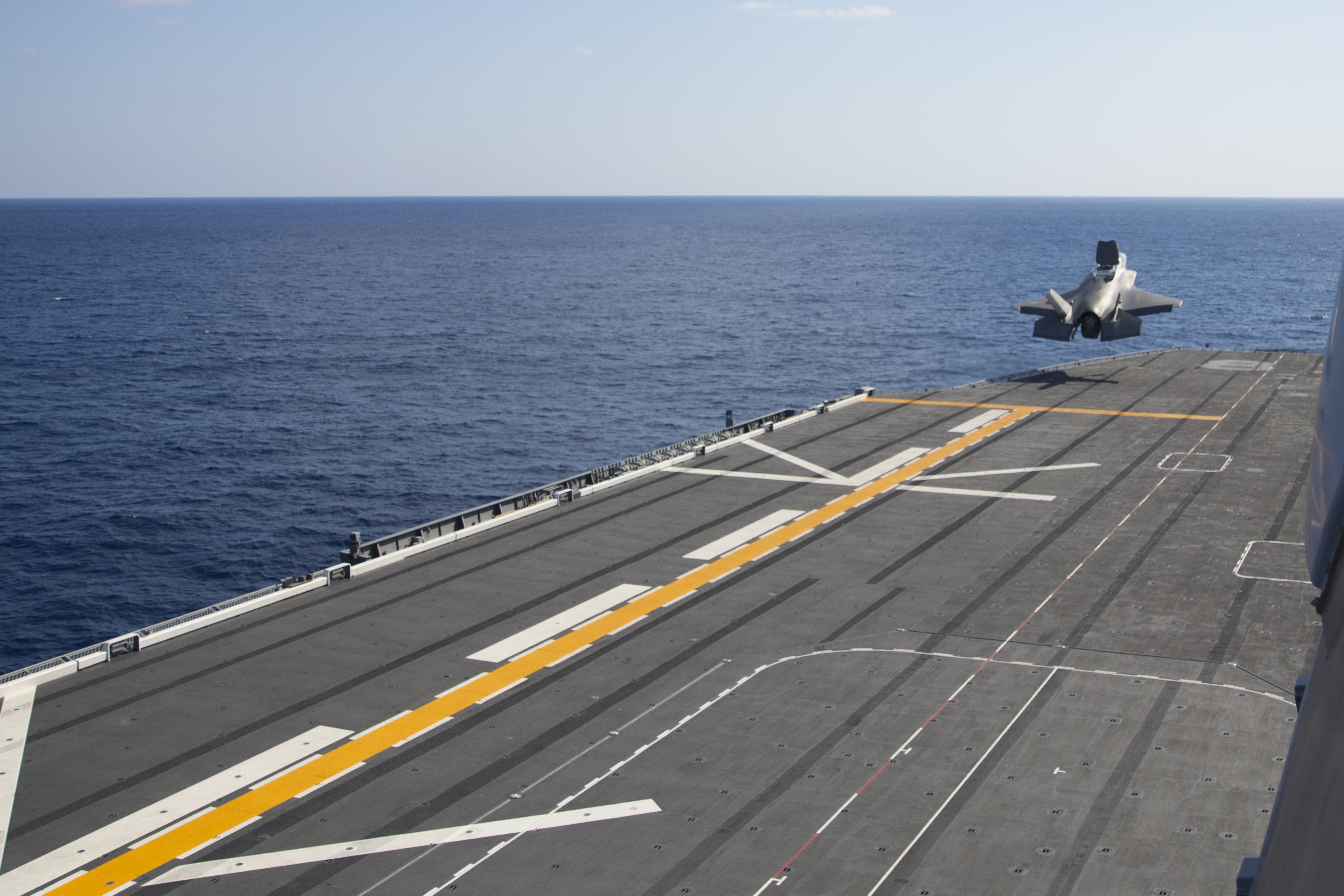
日本出雲號護衛艦(DDH-183）於2021年完成的新塗裝和標線，供美國海軍陸戰隊航空兵的F-35閃電II戰鬥機起飛，攝於2021年10月
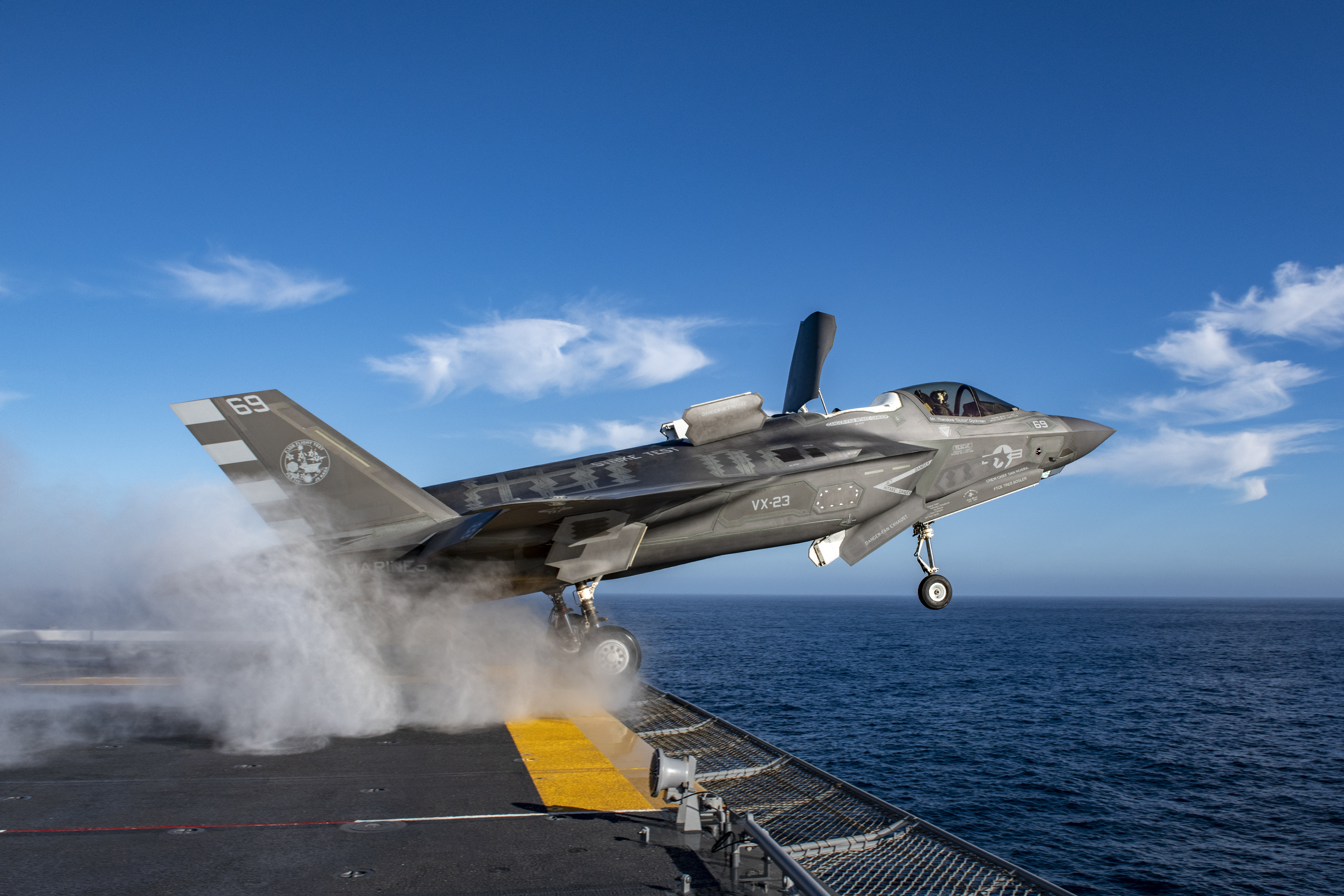
日本加賀號護衛艦(DDH-184）於2023年完成艦艇改裝與新標線，供美國海軍陸戰隊航空兵的F-35閃電II戰鬥機起飛，攝於2024年10月

2011年1月，美国防部长罗伯特·盖茨宣布将进行为期两年的F-35B生产暂停，以期重新设计以提高表现，如果不成功将会取消该子型号。
洛克希德·馬丁副总裁Tom Burbage曾说大部分的F-35发展延误都是由于B型造成的。而陆战队打算先一步不经足够的验收部署F-35B初步作战能力。
2012年1月20日，继任盖茨的莱昂·帕内塔称“所有人都相信F-35B已取得了足够的进展”而恢复生产计划。
2012年8月8日，1架F-35B試驗機BF-3完成首次空中武器投放。BF-3於馬里蘭・大西洋測試區從內部武器艙試驗投放了1枚1000磅的GBU-32聯合直接攻擊彈藥（JDAM）。
2016年11月18－20日美國海軍陸戰隊進行F-35B出海登艦測試，將12架F-35B搭載於美利堅號兩棲攻擊艦上，測試目的為了解F-35B的開發程度及如何將F-35B融入海軍陸戰隊與海軍的作戰結構之中，及驗證閃電航母的概念（有需要時，於兩棲突擊艦上部署定翼機）。海軍陸戰隊第1陸戰隊作戰測評中隊（VMX-1）中隊長Colonel George Rowell上校指美利堅號兩棲攻擊艦原計劃搭載F-35B的上限為20架，認為可增加搭載至22架F-35B使能為美國海軍陸戰隊空地特遣隊（MAGTF）提供最大的空中支援能力。
F-35B裝備一台普惠F-135-600渦輪風扇引擎和一個勞斯萊斯升力系統，如需要機炮則要加裝航炮吊艙。

### F-35C

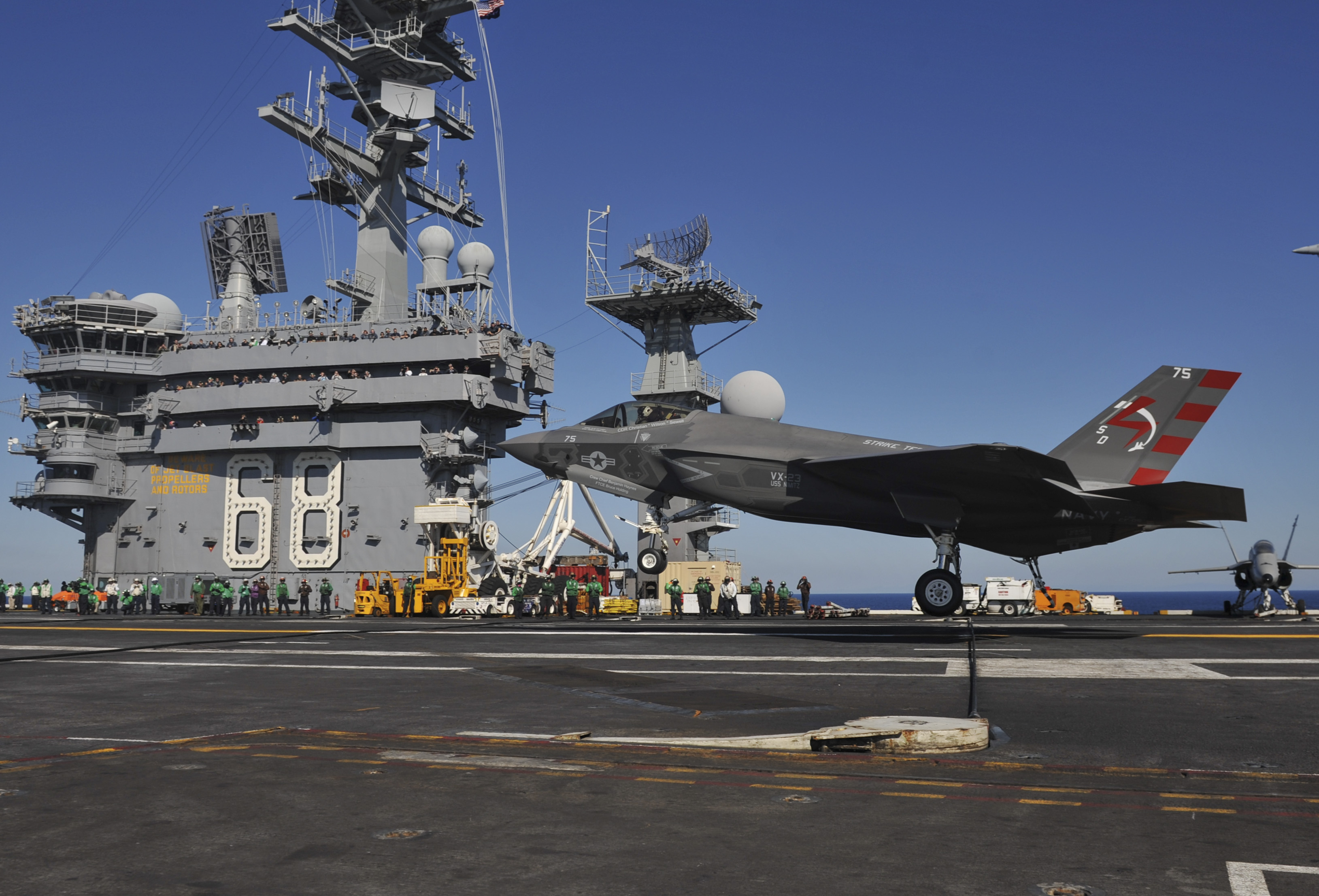
F-35C降落在尼米茲號航空母艦上進行測試

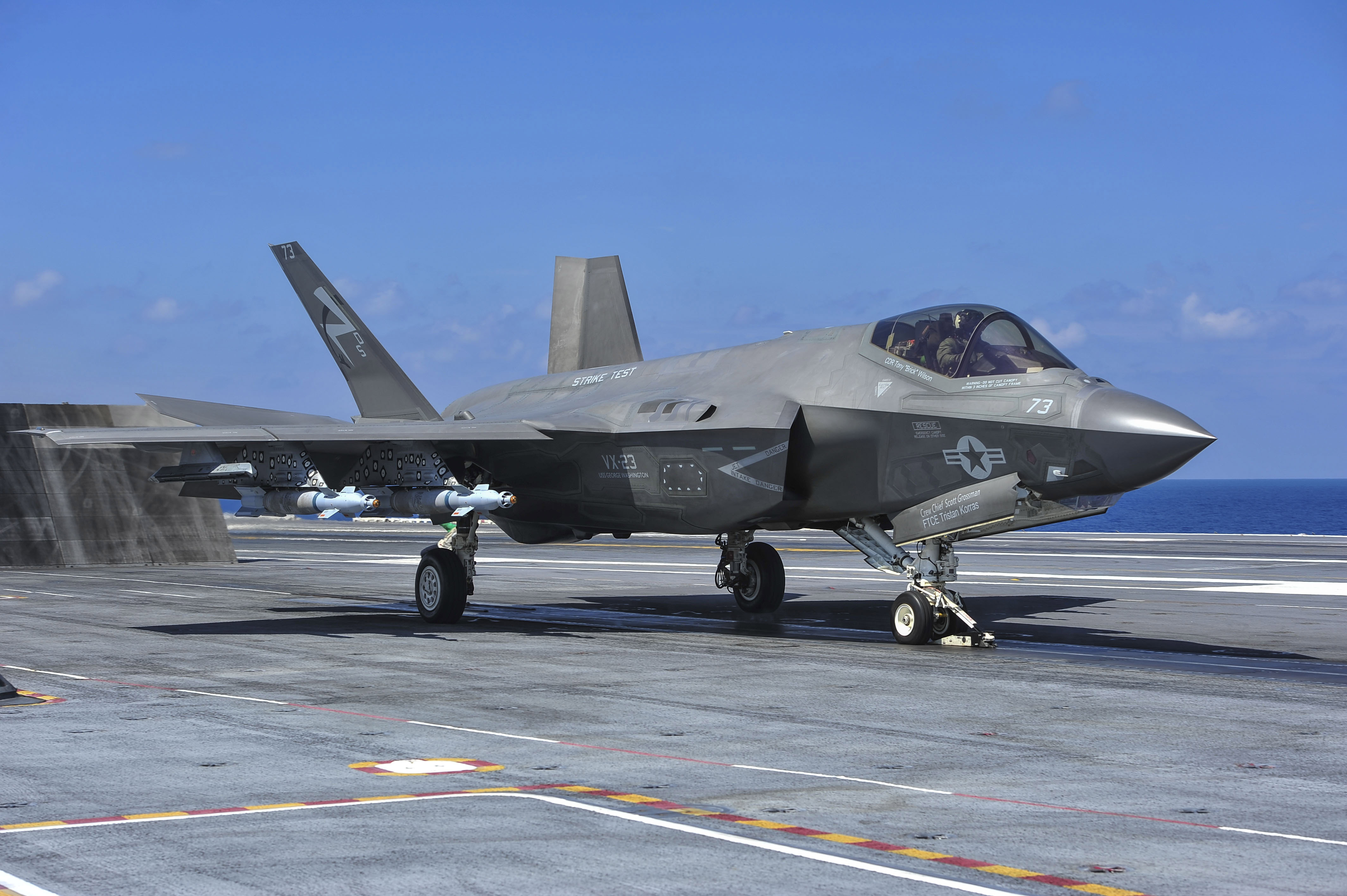
準備從喬治·華盛頓號航空母艦(CVN-73)上彈射起飛的F-35C

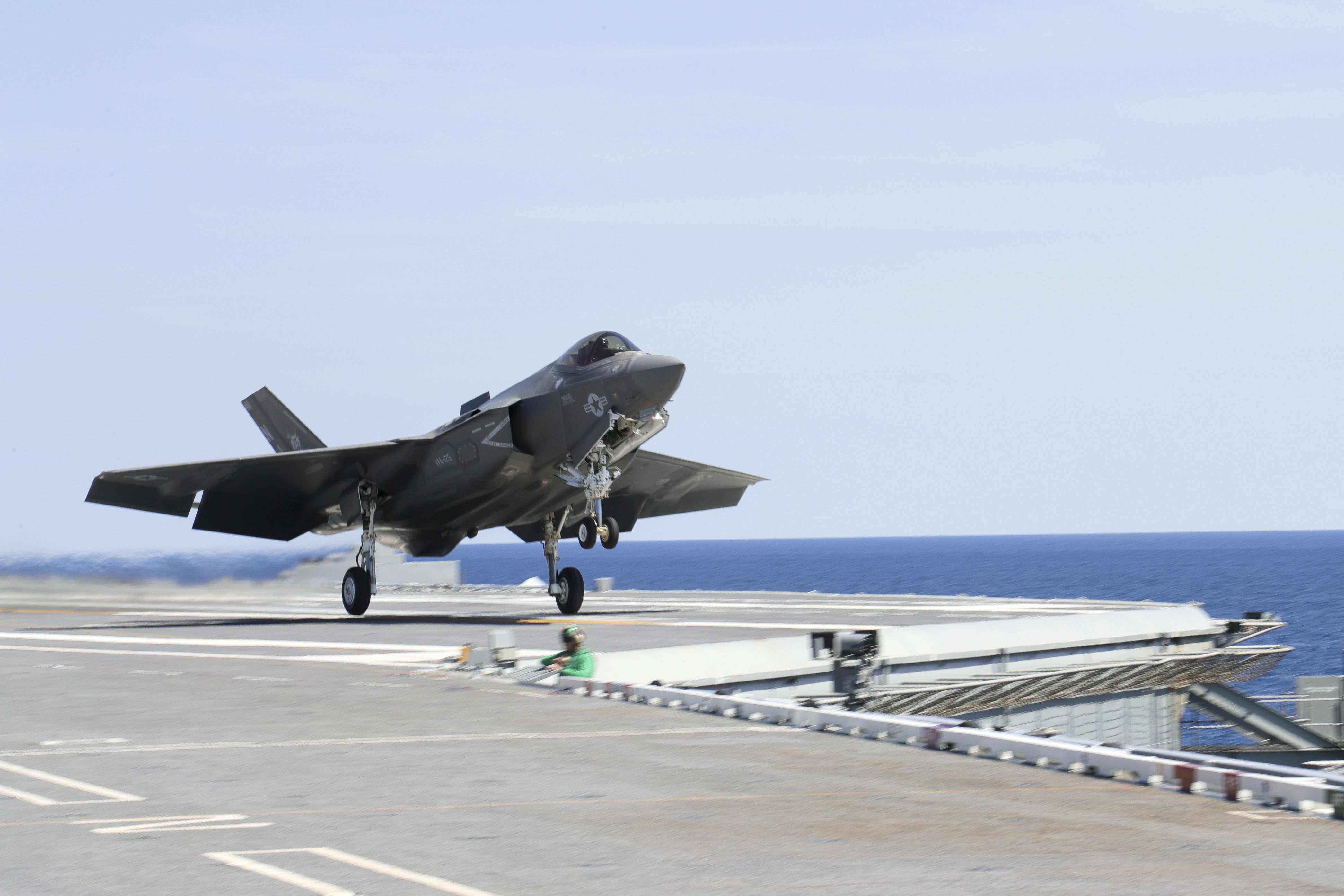
從亞伯拉罕·林肯號航空母艦(CVN-72)上彈射起飛的F-35C

F-35C，美國海軍使用的型號，屬於艦載型。為確保低速時的安全性，主翼及垂直尾翼的面積加大約4成。两翼可折叠收納。用於在傳統起降型航空母艦起降的尾勾，以及对起落架和機身的強化。價值1.429億美元。為F-18的後繼機種，而燃料搭載量還要比F-22猛禽戰鬥機更大，具備空中加油。海軍艦載型F-35C於2010年6月6日在沃斯堡進行第一次飛行。這架編號CF-01的F-35C一共飛行57分鐘，飛行員是洛克希德-馬丁公司的試飛員Jeff Knowles，Jeff同時也擔任過F-117戰鬥機的首席試飛員，翼面積和尾翼面積比A/B型大，將裝備在福特級核動力航空母艦上。
CF-01是在2009年7月28日出廠，然而一些組件運交延遲，加上設計方面的修改，導致第一次試飛的時間從2009年底延後到2010年6月。初期試飛計畫包括15次飛行，接著進行結構偶合和震動測試。接著在2010年10月會將CF-01送到馬里蘭州帕特森河海軍基地與F-35B一同進行後續的試飛工作。
2016年8月23日美國海軍第23飛行試驗與評估中隊（VX-23）及帕德森河整合測試組，於喬治·華盛頓號航空母艦上完成F-35C的第三期開發測試(DT-III)，測試進行了41飛行架次完成所有的測試項目，測試比預期早一週完成，測試中發現當F-35C輕掛載彈射起飛時會遭遇突然且猛烈的震動，引致飛行員頭盔顯示器(HMD)以及氧氣面罩移位，導致飛行員升空後無法判讀頭盔內的投影資訊，需要飛行員自行調整後才能正常閱讀。
2019年2月28日正式在美國海軍服役。

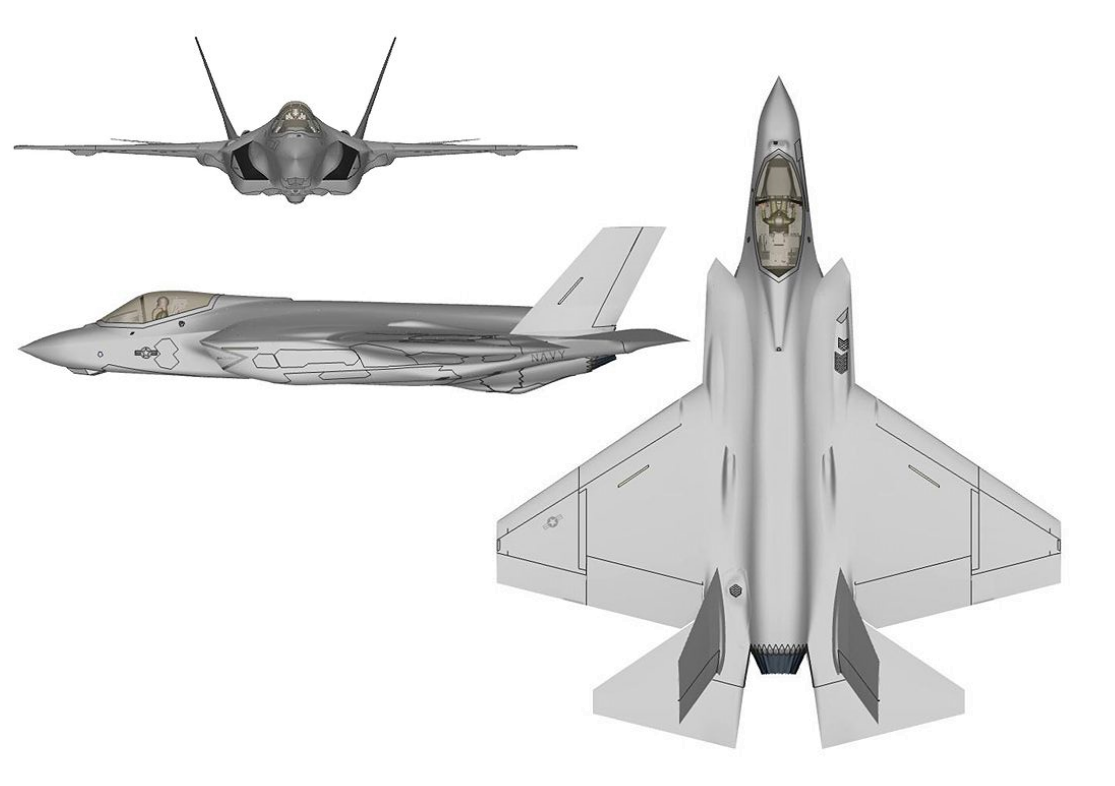
F-35C三視圖
- F-35C降落在尼米茲號航空母艦
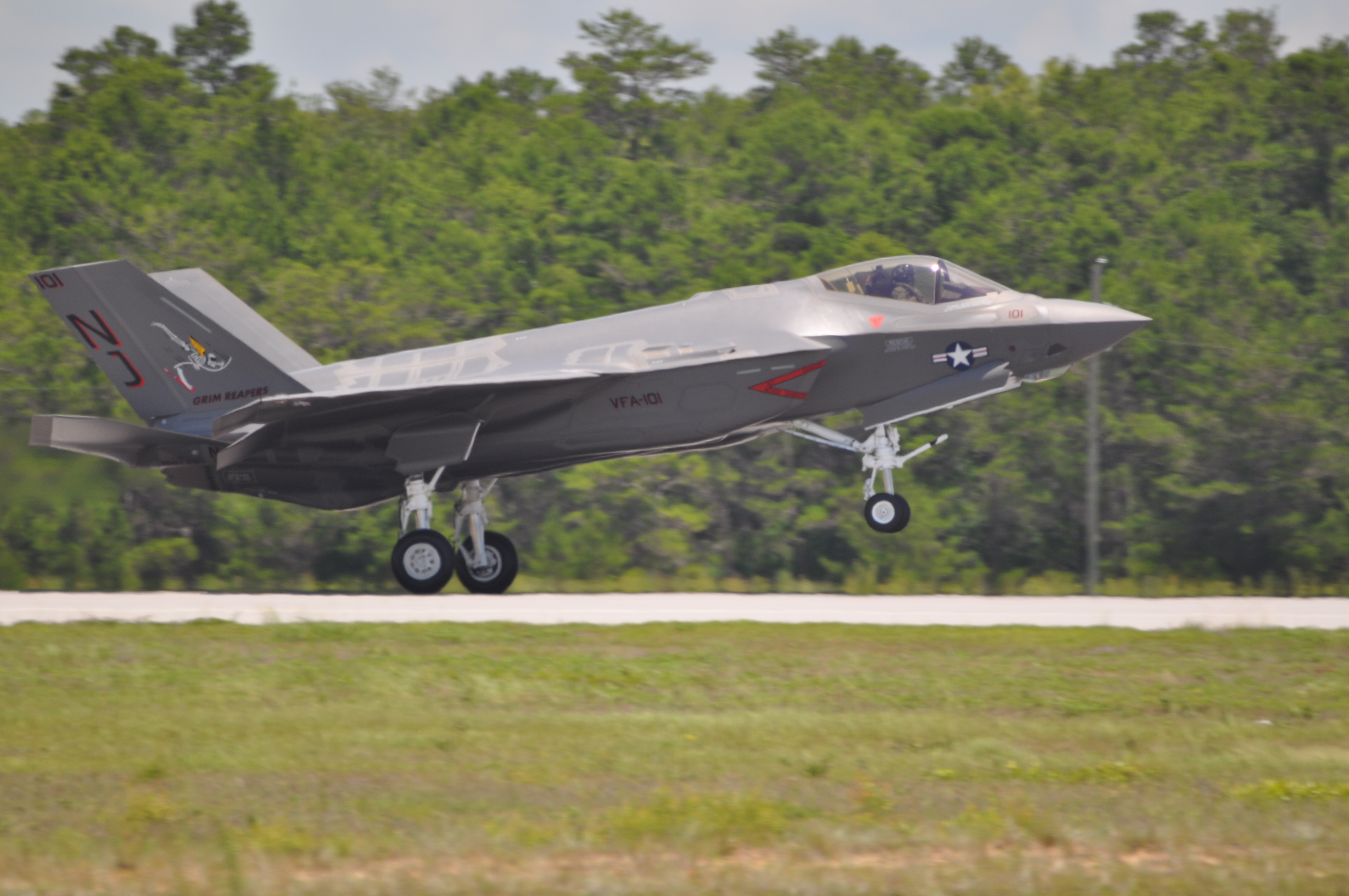
美國海軍VFA-101中隊於2013年6月22日接收傳統塗裝的首架F-35C
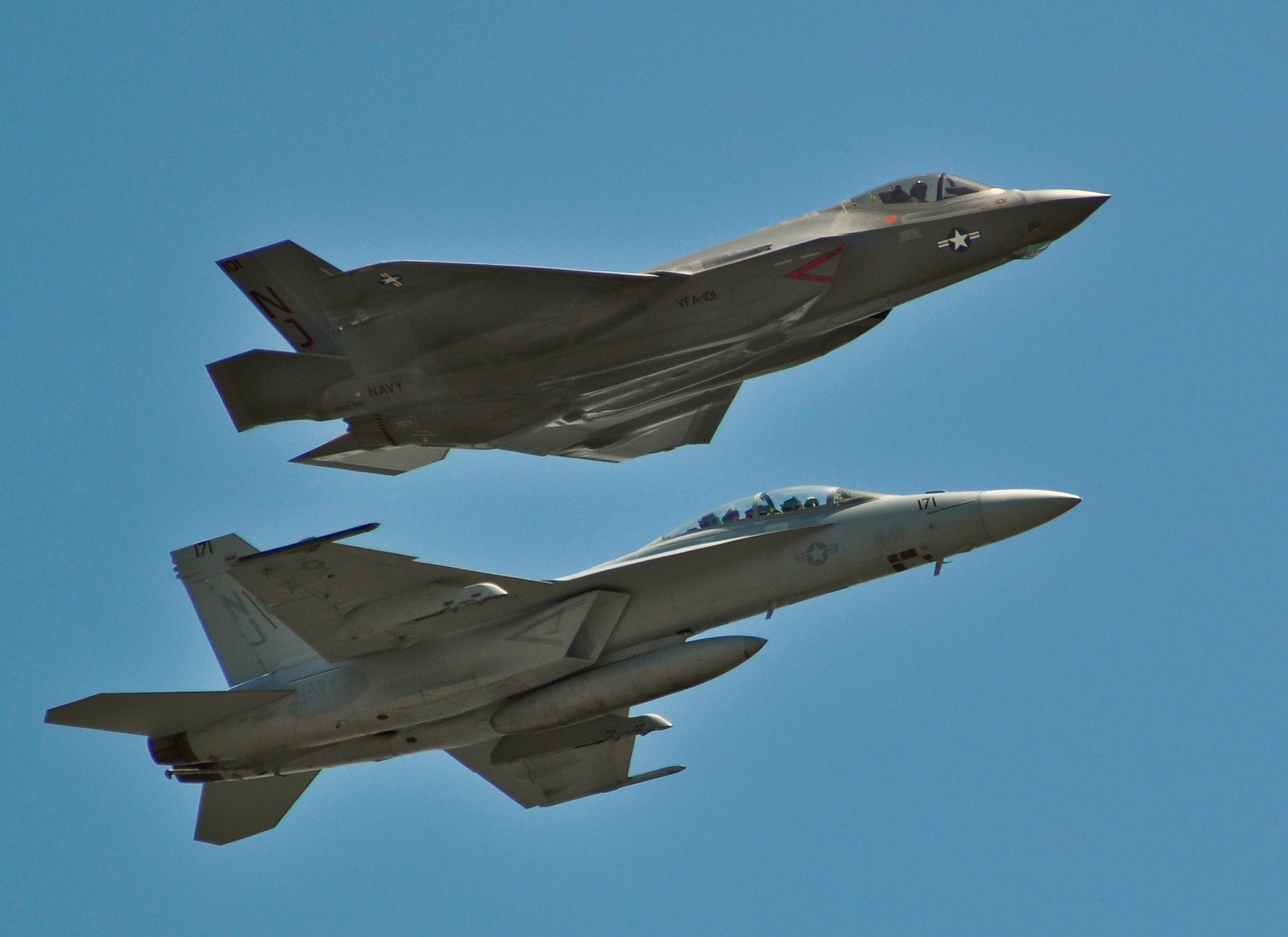
2017年4月15日，美國海軍第101戰鬥攻擊機中隊（英语：VFA-101）的F-35C戰鬥機與第122戰鬥攻擊機中隊的F/A-18F編隊飛行
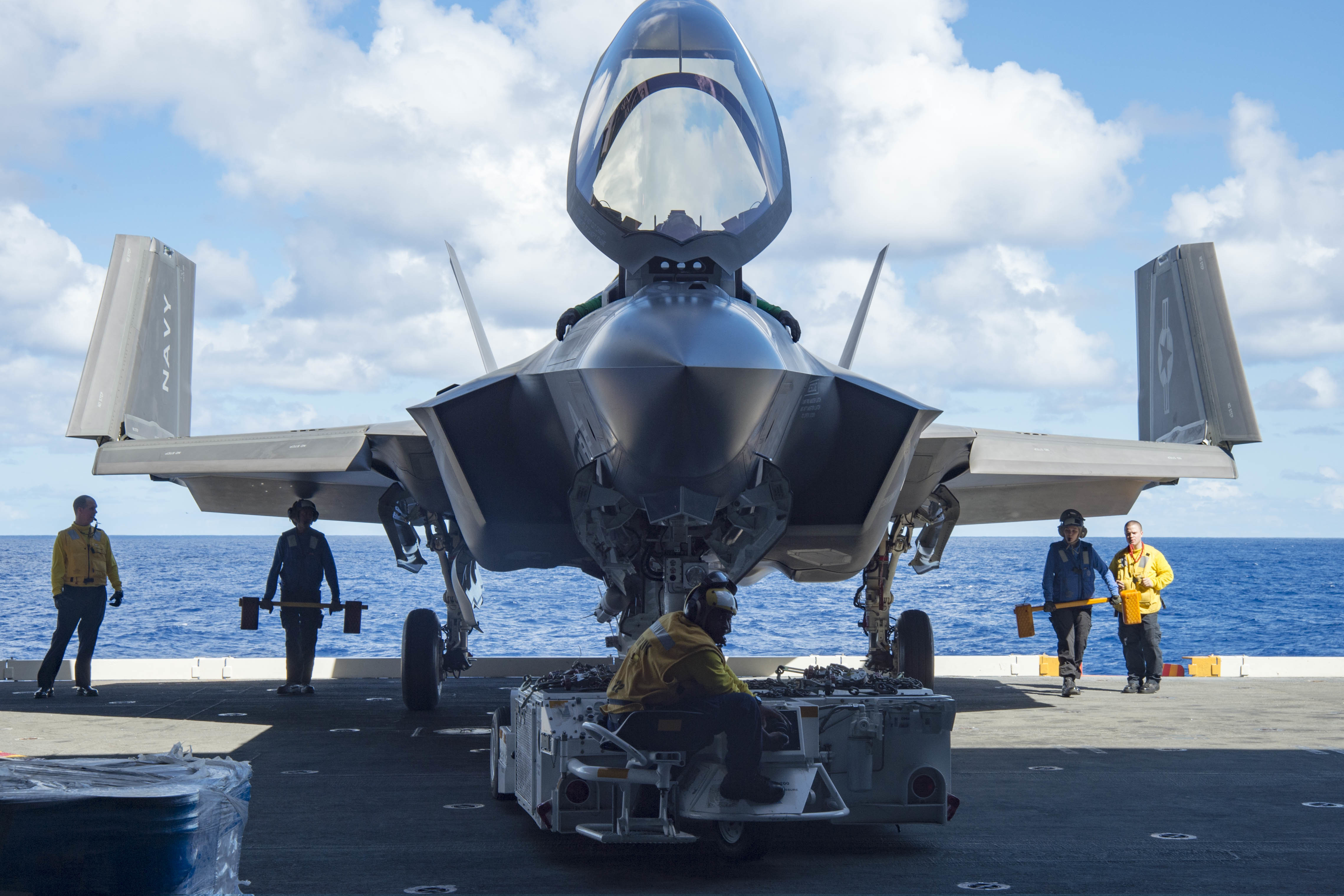
機身處於摺疊狀態的F-35C戰鬥機

### F-35I

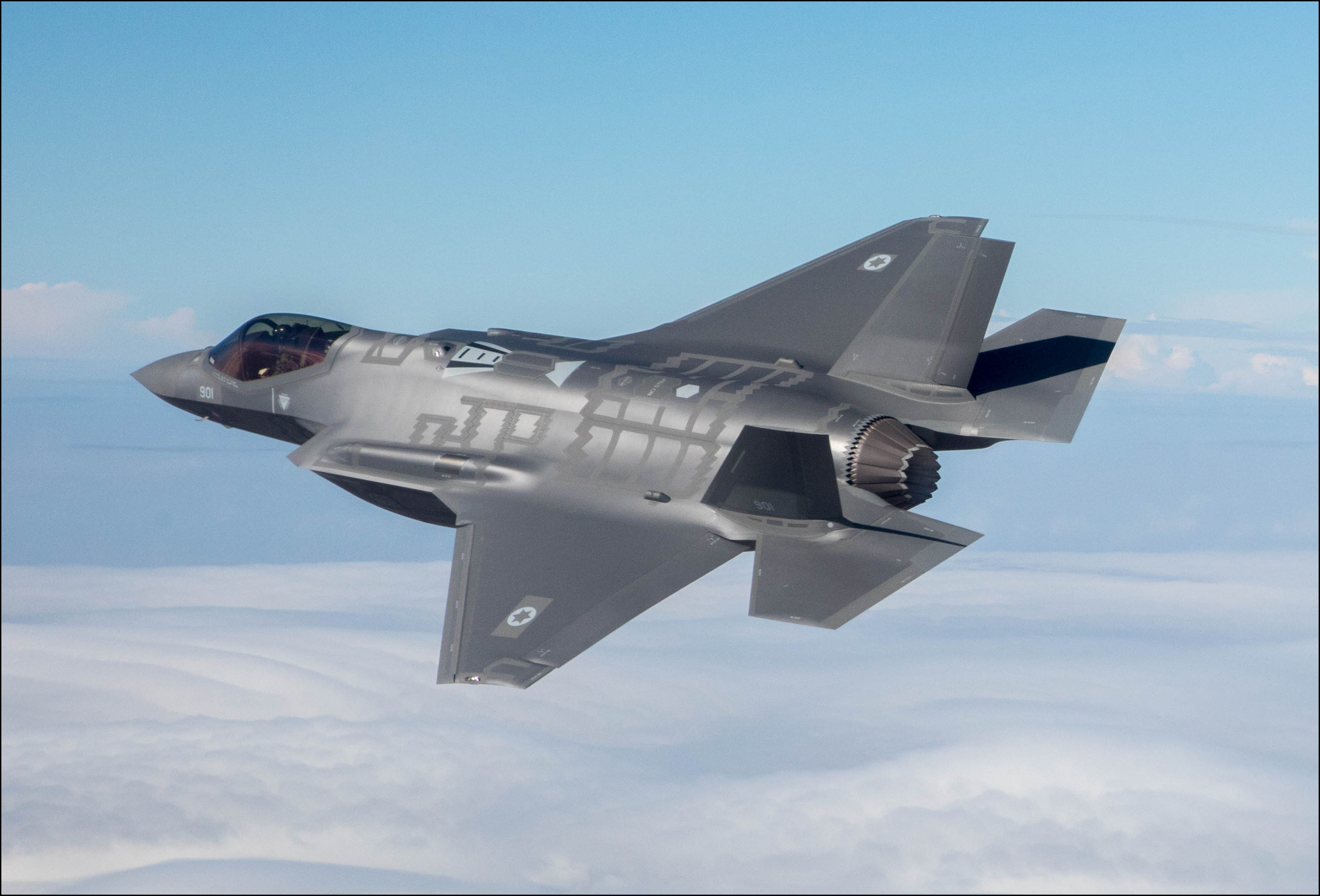
以色列空軍的F-35I首飛，2016年12月13日

F-35I，為以色列空軍所使用的型號，暱稱為ADIR，希伯來文的意思為「全能者」。機體原型為F-35A，內部航電系統則由洛克希德馬丁出廠時加裝以色列航太工業公司所開發的專用C4I模組，加強並獨立於美國且先進的指管資訊處理能力；電戰系統亦加裝由埃爾比特系統公司開發的Elisra電戰系統; 武器及作戰支援系統方面也經修改整合至能夠使用以色列自製的各式武器系統。

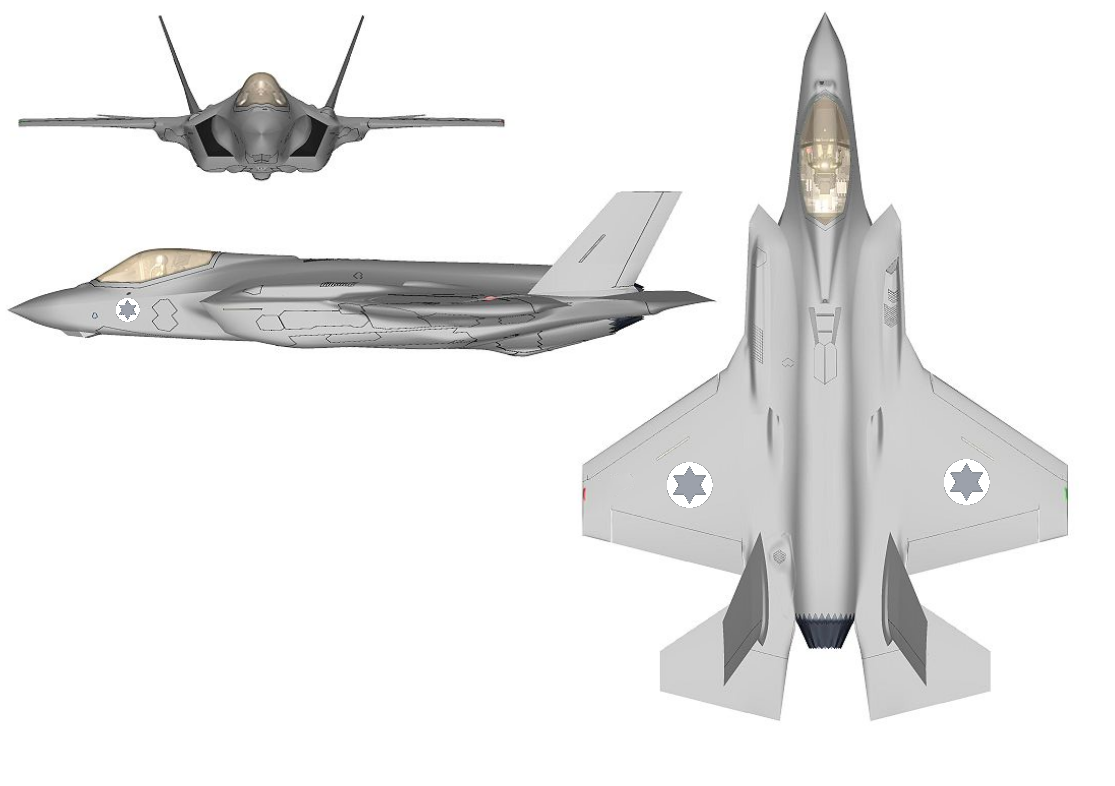
以色列F-35I的三視圖
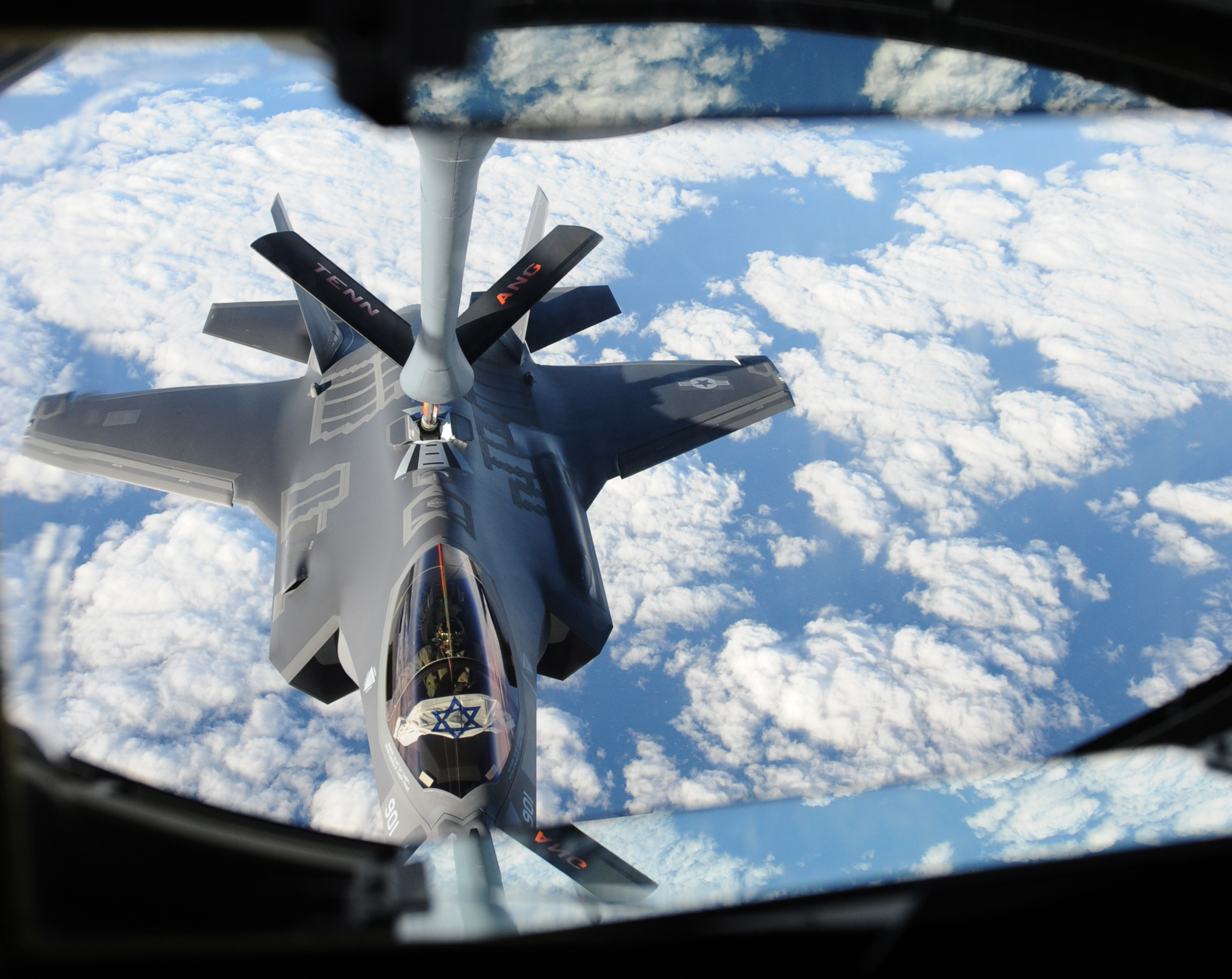
2016年12月6日，美國空軍國民警衛隊的KC-135空中加油機正在為以色列F-35I進行空中加油

## 國際參與和使用國

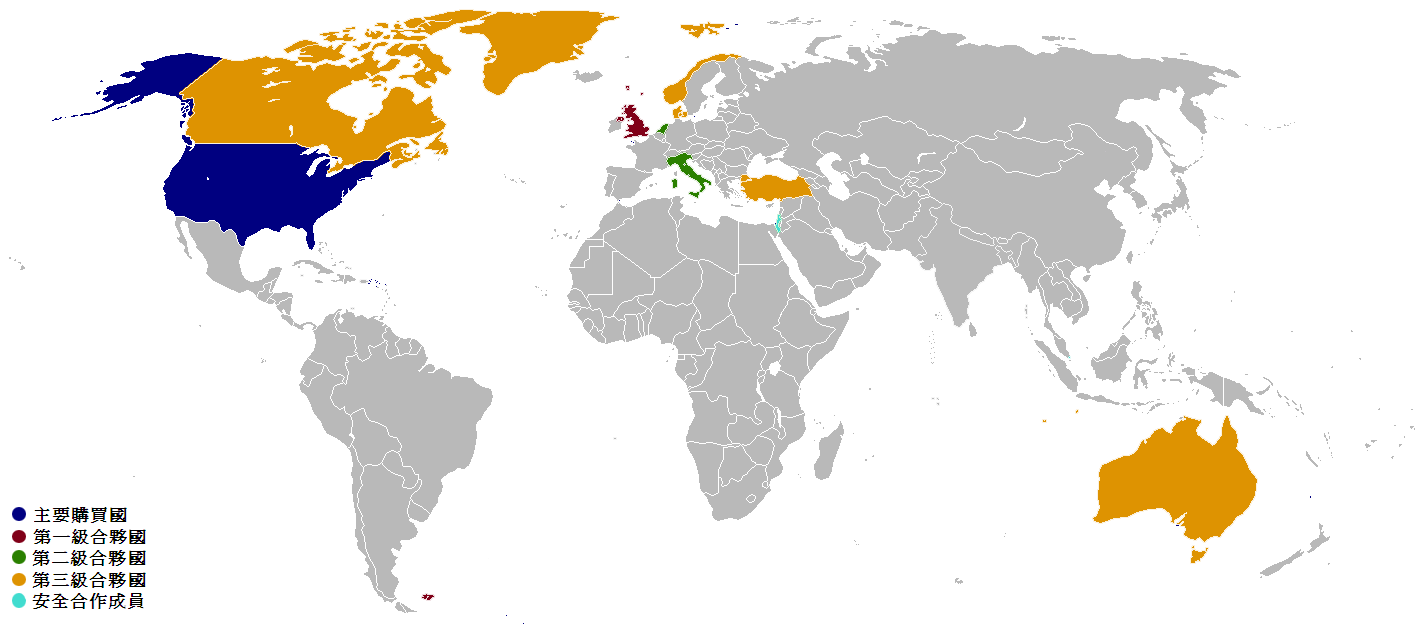
參與聯合攻擊戰鬥機計劃的國家：
主要購買國：美國
第一級合夥國：英國
第二級合夥國：荷蘭、意大利
第三級合夥國：加拿大、澳大利亞、挪威、丹麥、土耳其（已遭排除）
安全合作成員：以色列、新加坡

F-35A、F-35B及F-35C使用國：USA
F-35A及F-35B使用國：JPN、ITA
F-35B使用國：GBR
F-35I使用國：ISR
F-35A使用國：AUS、BEL、DNK、NLD、NOR、KOR
等待交機：CAN、CZE、FIN、GER、GRE、POL、ROU、SGP、SWI

雖然美國是主要的購買國與資金提供者，但英國、意大利、荷蘭、加拿大、挪威、丹麥、澳洲和土耳其也為開發計劃提供了43.75億美元經費。總開發經費預估將超過400億美元，主要由美國買單，購買2,400架戰機預計將另外再花費美國2,000億美元。九個主要參與國計劃在2035年前取得超過3,100架F-35。2009年，以色列、土耳其和新加坡也在就採購F-35與美國進行談判。進一步的樂觀估計、F-35型戰機未來的總銷售量將會突破6,000架，使F-35成為數量最多的噴射戰鬥機。
JSF國際參與分為三級，等級大致反應出對此計劃的財務支援、轉移的科技數量、可競標的分包合約和國家取得飛機的順序。英國是唯一的「一級」合夥人，貢獻25億美元，約研發經費的10%根據1995年英美簽定使英國加入此計劃的瞭解備忘錄。「二級」合夥人是義大利，貢獻10億美元、荷蘭，8億美元。「三級」合夥人是加拿大4億4,000萬，土耳其1億7,500萬，澳洲1億4,400萬，挪威1億2,200萬和丹麥1億1,000萬。以色列與新加坡是安全合作成員。
一些合夥國家對JSF計劃的公開支持出現動搖，並暗示或威脅除非他們穫得更多分包合約或技術轉移，他們會放棄JSF轉採用颱風戰鬥機、獅鷲戰鬥機、達梭飆風戰鬥機或乾脆僅升級他們現有的飛機。挪威已多次威脅會停止他們的支援除非顯著增加他們的工業配額，儘管如此挪威仍簽署了所有瞭解備忘錄，包括最近一次關於JSF計畫未來生產階段細節的備忘錄，不過，他們也表明，他們會強化與JSF對手，颱風和獅鷲的合作。
| 購買國   | 使用者                           | 購買量                  | 型號                    | 服役年                      | 裝備                  | 損失                                               | 變動                                |
| -------- | -------------------------------- | ----------------------- | ----------------------- | --------------------------- | --------------------- | -------------------------------------------------- | ----------------------------------- |
| 美国     | 美国空军 美國海軍 美國海軍陸戰隊 | 1,763架 273架 280/140架 | F-35A F-35C F-35B/C     | 2013年 2012年 2016年/2019年 | 407架 30架 183架/52架 | 3架F-35A（墜毀） 2架F-35C（墜毁） 4架F-35B（墜毁） |                                     |
| 日本     | 航空自衛隊                       | 105架 42架              | F-35A F-35B             | 2018年 預計2024年           | 38架 0架              | 1架F-35A（墜毀） 0架                               | 原採購42架，增購63架 採購42架       |
| 義大利   | 義大利空軍 義大利海軍            | 75架/20架 20架          | F-35A/F-35B F-35B       | 2015年/2020年 2019年        | 27架/4架 3架          |                                                    | 原採購90架，增購25架                |
|          | 大韓民國空軍                     | 65架                    | F-35A                   | 2019年                      | 40架                  |                                                    | 計畫增購25架                        |
|          | 澳洲皇家空軍                     | 72架                    | F-35A                   | 2018年                      | 72架                  |                                                    |                                     |
| 挪威     | 挪威皇家空軍                     | 52架                    | F-35A                   | 2015年                      | 47架                  |                                                    |                                     |
| 英国     | 英國皇家空軍 英國皇家海軍        | 138架                   | F-35B                   | 2015年                      | 37架                  | 1架F-35B（墜毀）                                   |                                     |
| 荷蘭     | 荷蘭皇家空軍                     | 58架                    | F-35A                   | 2016年                      | 40架                  |                                                    | 已下訂增購12架                      |
| 比利时   | 比利时航空部队                   | 34架                    | F-35A                   | 2023年                      | 8架                   |                                                    |                                     |
| 波蘭     | 波蘭空軍                         | 32架                    | F-35A                   | 2025年                      | 6架                   |                                                    |                                     |
| 丹麦     | 丹麥皇家空軍                     | 27架                    | F-35A                   | 2023年                      | 11架                  |                                                    |                                     |
| 以色列   | 以色列空军                       | 75架                    | F-35I                   | 2016年                      | 39架                  |                                                    |                                     |
| 新加坡   | 新加坡共和国空军                 | 8架 12架                | F-35A F-35B             | 預計2026年 預計2030年       | 0架                   |                                                    | 8架F-35B選擇權已于2023年2月24日执行 |
| 芬兰     | 芬兰空军                         | 64架                    | F-35A                   | 預計2026年                  | 0架                   |                                                    |                                     |
| 瑞士     | 瑞士空軍                         | 36架                    | F-35A                   | 預計2027年                  | 0架                   |                                                    |                                     |
| 德国     | 德國聯邦國防軍空軍               | 35架                    | F-35A                   | 預計2028年                  | 0架                   |                                                    |                                     |
| 加拿大   | 加拿大皇家空軍                   | 88架                    | F-35A                   | 預計2028年                  | 0架                   |                                                    |                                     |
| 捷克     | 捷克空军                         | 24架                    | F-35A                   | 預計2031年                  | 0架                   |                                                    |                                     |
| 希腊     | 希腊空军                         | 20架                    | F-35A                   | 預計2028年                  | 0架                   |                                                    |                                     |
| 羅馬尼亞 | 罗马尼亚空军                     | 32架                    | F-35A                   |                             | 0架                   |                                                    |                                     |
|          | 合計                             | 2578架 75架 512架 374架 | F-35A F-35I F-35B F-35C | 服役                        | 696架 39架 227架 82架 | 4架（墜毀） 0架（墜毀） 5架（墜毀） 2架（墜毀）    |                                     |

### 英国
英國計劃為英國皇家空軍和英國皇家海軍艦隊航空隊買各型F-35。
英國越來越對美國缺乏意願授權英國可無須依賴美國獨自維修和升級它的F-35的技術感到洩氣，據了解這主要是關於此飛機的軟體。在長達五年的時間，英國官員尋求一項軍武管制科技讓渡以獲得更多技術轉移，這個要求，雖有布希政府加持，但履次被美國聯邦眾議院外委會主席亨利·海德眾議員阻擋，他認為英國必須加強關於轉移美國最先進技術給第三方的法律。
BAE系統總裁麥可·透納抗議美國拒絕讓他公司取得此飛機的原始碼。在2005年11月21日，《格拉斯哥先驅報》一篇文章引述下議院國防委員會主席言論說：「若未獲授權取得飛控軟體原始碼，英國可能必須考慮是否繼續此計劃」。國防採購國務大臣保羅·德瑞森上議員在2006年3月訪問華盛頓時立場堅定的表示：「我們要求此軟體技術轉移，若無法取得軟體原始碼我們將放棄購買此型戰機。」他還說假若交易失敗英國政府已有「B計划」。這可能是指海軍版的歐洲戰機。
2006年5月27日，布希總統和布萊爾首相宣佈「雙方政府皆同意英國將有順利操作、升級、佈署和維修聯合打擊機的能力也就是英國保有此飛機的獨立操作權」。儘管如此，遲至2006年12月仍有對缺少技術轉移表達憂慮的聲音，不過，在2006年12月12日，德瑞森上議員簽署了一份符合英國對後續參與提出的要求的合約，例如取得軟體原始碼和獨立操作權，此合約提供「連貫的英國指揮鏈」操作此飛機。德瑞森說英國將「不須要有任何一位美國國民在我們的指揮鏈之中」。不過，德瑞森還說，英國仍在考慮未公開的「B計划」替代F-35。
2007年7月25日，英國國防大臣證實他們已下單購買兩艘伊利沙白女皇級航空母艦，這使F-35B次型獲得購買機會。
2016年6月29日，歸屬英國編號為BK-3的F-35B與另兩架美國海軍陸戰隊的F-35B護航下，飛行十個小時橫越大西洋飛抵英國費爾福德空軍基地，並將於2018年編入英國皇家空軍和英國皇家海軍服役。英國海空兩軍配備F-35B的部隊分別為海軍809航空中隊及空軍617中隊。
2020年11月，洛克希德·马丁公司向英国皇家空军交付了三架F-35B短距起飞/垂直降落战机；英国皇家空军高级军官艾伦·马歇尔表示，在获得三架F-35B之后，英军拥有的F-35战机数量增加到21架。
2021年11月一架英軍的F-35B起飛後隨即墜毀於地中海。英國當前已訂購的48架F-35B戰機，至此已交付24架，折損一架，預計2025年前全數交付完成。

### 義大利
意大利原先計畫為意大利空軍購買109架F-35A，並為意大利海軍購買22架F-35B以部署於加富爾號航空母艦，取代龍捲風戰鬥轟炸機、AMX International AMX、AV-8獵鷹II式攻擊機。最终意大利決定購買共90架F-35，包括空軍60架F-35A、15架F-35B及意大利海軍15架F-35B。
2015年3月12日，意大利卡梅里組裝工廠展示意大利第一架F-35A(編號為AL-1)。同年12月3日，該架F-35A(編號為AL-1)正式交付予意大利空軍，該架F-35A為首架海外製造的F-35。
2016年2月5日，隸屬義大利空軍的F-35A，飛行7小時橫越大西洋飛抵美國帕圖森河海軍基地，途中義大利空軍派出KC-767A空中加油機為F-35A空中加油，成為F-35首次由非美國空軍加油機空中加油認證試驗的紀錄。該架F-35A並駐紮於亞利桑那州路克空軍基地作訓練飛行員的任務。
2016年12月12日，義大利空軍第32聯隊第13中隊接收由意大利自行生產編號為AL-5及AL-6的F-35A，該兩架F-35A由意大利空軍飛行員駕駛，由北部產地飛往南部空軍基地，使義大利空軍成為世界首支得到美國海外可作戰之F-35的軍隊。
2017年5月5日，意大利首架由卡梅F-35最終組裝廠組裝的F-35B舉行出廠儀式，該架F-35B將於2017年8月底進行首飛，該機亦是美國本土以外首架組裝完工的F-35B。

### 荷蘭
2006年時荷蘭計畫为荷蘭皇家空軍购买85架F-35A，用于取代老化中的F-16AM機群，荷蘭政府預計這將包括55億歐元的采购预算和91億歐元的30年使用预算。後續兩度簽訂的契約合計採購了46架F-35A戰機，預算達約56億歐元。
2016年5月23日，兩架歸屬荷蘭皇家空軍編號分別為AN-1及AN-2的F-35A，飛抵荷蘭本土。

### 比利时
於2018年，比利時空軍決定採購34架F-35A，取代F-16戰機。

### 丹麦
2016年6月9日，丹麥政府宣佈將採購27架F-35A戰機，取代現行服役的F-16戰機。

### 挪威
挪威政府採購的52架F-35A，依照計劃將於2017年接收6架，當中3架將首先交付至美國亞利桑那州路克空軍基地作為培訓之用，其餘3架會於2017年11月初抵達挪威本土。2018年其後交付的F-35A將以每年6架的速度接收，並將直接飛抵挪威本土。挪威皇家空軍預計於2019年宣布已交付的F-35A具備作戰能力，並於2021年底取代現役的F-16機隊。

### 

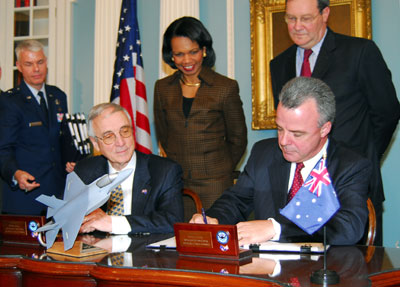
2006年12月，澳大利亚國防部部長布蘭登·尼爾森（Brendan Nelson）正在簽署JSF生產，維修和後續研發瞭解備忘錄。

在2005年5月，澳大利亚政府宣佈它將購買JSF的決定由2006年延至2008年，因而超過當時政府的任期。澳大利亚和英国一样，堅持它必須能取得所有修改和修理飛機所需的軟體。澳洲皇家空軍做的研究顯示F-35是「最適合澳洲所需的飛機」。
澳洲內部對F-35是否是最適合澳洲皇家空军的飛機存在爭論，據一些媒體報導，遊說團體和政治家質疑F-35可能不能即時取代澳洲皇家空军老化中的F-111攻擊機和F/A-18大黃蜂戰鬥機。一些評論家認為更昂貴的F-22或歐洲戰機可能是更好的選擇，在可能不會比F-35貴很多的價錢提供更佳的航程、空戰能力和超音速巡航。
2006年8月初發佈的一份聲明中，當時的國防部長布蘭登·尼爾森博士披露雖然F-35仍受政府支持，澳洲已開始研究其他替代方案以備F-35不可行時。2006年10月，空軍副總司令，約翰·布拉克邦恩（John Blackburn）中將，公開表明澳洲皇家空军已否決在F-35出現延誤時購買過度時期的打擊機，並相信F-35是合適的。不過在2007年3月6日，尼爾森部長宣佈澳洲政府將向波音購買24架F/A-18F超級大黃蜂填補F-111退役留下的空隙，預計花費60億澳幣。不過，尼爾森部長仍然贊成澳洲購買F-35，2007年3月在澳洲電視台的發言，尼爾森部長表示F-35有5%的性能是機密，他聲稱，「這5%真的很有價值」。
2006年12月13日，尼爾森部長簽署JSF生產、維修和後續研發瞭解備忘錄，此合約為澳洲對JSF的取得和後續支援提供了合作架構。澳洲最初預計花費160億澳幣購買100架F-35A。
2009年，陸克文政府批准斥資32亿澳元購買14架F-35。
2014年4月22日，澳洲總理托尼·阿博特正式宣佈該國將新購58架F-35，使澳洲的F-35A訂單總計達72架。後續58架的总成本为124亿澳元（约116亿美元），是澳洲有史以来最大規模的軍備采购之一，預計前14架將於2018年交付并于2020年时投入裝備。
2018年，首批F-35进驻新南威尔士州的威廉镇基地。

### 波蘭
2019年5月28日波蘭國防部長[[[马里乌什·布瓦什恰克]]推特宣布，「我們已向美國遞交請求報價單，擬採購32架最新型F-35A戰機。取代冷战時期Su-22、米格29。美國於2019年9月11日批准了這一軍售案，向波蘭出售32架F-35型戰鬥機，總金額65億美元。

### 以色列
2003年，以色列簽署價值近2千萬美元的同意書，正式做為「安全合作成員」加入F-35系統研發和驗證。以色列空軍在2006年表示F-35是IAF重整計畫的關鍵部份，且以色列計畫將花費50億美元購買超過100架F-35A戰機替換F-16機隊。在對中國軍售喊停後，以色列在2006年7月31日暫時回復F-35發展夥伴的身份。
2007年9月3日，以色列國防軍參謀總長加比·阿什克纳齐中將宣佈購買一中隊F-35並將在2014年開始陸續接收，不過，美國國防官員後來同意讓以色列最早在2012年開始接收。2008年9月美國政府同意向以色列出售25架的F-35A，2016年以色列追加採購25架F-35A使訂單總數達50架。服役於以色列的F-35A將整合該國自製的電戰系統，型號亦更改為F-35I。2016年12月12日，美國國防部長卡特訪問以色列，共同慶祝第一批兩架F-35I戰機運抵以色列。一個月後2017年1月16日晚上僅接收兩架F-35I執行首次夜間飛行任務，為以色列空軍所有機型當中最快執行夜間飛行任務的機種。2017年4月23日第二批次共三架F-35I戰機飛抵位於內蓋夫沙漠的內瓦提姆空軍基地，連同第一批共5架F-35I編入別稱金鷹中隊的140中隊，2019年7月15日以色列國防部宣布再接收2架F-35I，使F-35戰機總數量為16架。2023年9月3日，以色列国防部長约亚夫·加兰特再向美国提出需求書採購25架F-35，總數將達75架。

### 日本
日本原本希望獲得F-22戰機，曾向美國提出過購買意向。但是美國政府為避免技術外洩為由1998年立法規定F-22禁止出口，日本只能退而求其次選擇F-35。日本防衛省在於2012年初召開機型選定委員會，F-35即使延遲交機，但仍將是航空自衛隊下一代戰機的首選，2012年5月4日新聞，美國國防部日前向國會提交報告稱，日本計劃購買的42架F-35戰機總價預計將高達到100億美元，以汰換掉老舊的F-4EJ機隊。
2011年12月20日，日本政府召開安全保障會議和內閣會議，決定以F-35汰換航空自衛隊老舊的F-4EJ「幽靈二式」戰鬥機、三菱F-1戰鬥機，作為下一代密接支援戰機，以負責對地對海打擊任務。防衛省將於2012年度預算編列採購經費，期望美國能在2016年交機。防衛省起初將F-35、美國波音公司F/A-18「超級大黃蜂式」戰鬥機以及歐洲「颱風式」戰鬥機作為下一代主力戰機候選機種，而一如預期，匿蹤性能出色、與自衛隊現有戰機在資訊分享方面匹配的F-35終於出線，因應中國研發中的殲-20隱形戰機所帶來的衝擊平衡壓力。
2013年12月17日通過《國家安全保障戰略》與新的《防衛計劃大綱》等文件，闡明未來五年預計把國防開支增加5%，並再申請增購100架F-35。
2015年12月，日本於名古屋組裝第一架F-35A戰鬥機授權生產型，AX-5聯合打擊戰鬥機。該架F-35A將於2017年進入日本航空自衛隊服役。而且日本訂購42架F-35A之中，其中4架由洛克希德·馬丁於美國沃斯堡組裝，剩下38架則於日本名古屋工場組裝。
2016年9月23日，洛克希德·馬丁於美國沃斯堡組裝的第200架F-35A舉行出廠典禮，該架戰機將歸屬於日本航空自衛隊，並於2017年1月12日首先交付至亞利桑那州路克空軍基地的國際訓練團隊作為培訓之用。
2017年1月18日，首批兩架美國陸戰隊F-35B戰鬥機，飛抵日本山口縣岩國基地。這是F-35B首度部署在美國境外。
2017年6月5日，在位於愛知縣豐山町的三菱重工業公司小牧南工廠舉行首架在日本組裝的F-35A出廠儀式，該工廠負責生產F-35的引擎等部分零部件、最終組裝及性能檢測。
2020年7月10日，美国国务院發表同意對日本出售105架F-35戰機的軍售案，價值估計達230億美元（約新台幣6,800億元），其中包括63架F-35A、42架F-35B戰機、110具普惠公司F135渦輪引擎及相關設備。這是日本採購的第二筆F-35訂單，整體累計已訂購了105架F-35A、42架F-35B戰機。

### 
現時韓國與印尼正在合作研製下一代戰機KF-21，受到日本採購F-35以及中國自研的殲-20戰機之影響，為了對朝鮮的軍事保有優勢下，於2011年時預計將招標採購60架先進戰機，需具備隱形能力，可能選擇F-35或是波音公司的F-15SE沉默鷹，為F-35的潛在客戶，預估花費108億美元。此型戰機預計取代類似用途的F-4、F-5戰鬥機。美國國防部審核後，同意讓F-35或F-15SE戰機出售予韓方，在F-15SE出局後，最終韓國選定採購40架F-35A戰機，同時將繼續研發國產戰機；韓國空軍總計40架F-35A的訂單自2019年3月起開始陸續接收F-35A戰機，於2022年3月全數交機完成。
2020年8月韓國政府計畫將申請採購20架F-35B戰機，配置於海軍旗下預計2033年服役的自製航空母艦，但在後續研討中是否確認選定F-35B為艦載機則尚未做出結論。
2023年9月13日，美国国务院批准对韩国出售新一批25架F-35A战机。

### 新加坡
2019年3月2日新加坡宣布展開採購程序，預計先行採購4架F-35，保留8架選擇權。

2020年1月10日國防安全合作局（DSCA）正式公告，美國國務院批准對新加坡出售12架可短場起降型號F-35B及相關設備，預估軍售案總價可高達27.5億美元，新加坡則按計畫先執行4架的訂單，保留8架的選擇權。2023年2月24日，新加坡宣布执行剩余8架的选择权。

### 芬兰
2015年10月20日，芬蘭國防部宣佈展開「HX」計劃（芬蘭下世代戰機），五年內揀選新一代戰鬥機取代現役60餘架 F/A-18C/D戰鬥攻擊機。 國防部點名七款戰鬥機作初步評估，包括陣風戰鬥機、颱風戰鬥機、F/A-18E/F超級大黃蜂、JAS 39獅鷲戰鬥機、及F-35閃電II戰鬥機。 當局預計2025年起汰除現役F-18C/D戰機，並於隨後15年內完成替換。
2021年12月10日，芬蘭宣布將採購64架F-35A戰機。2022年2月11日與美方簽訂約94億美元（約合新台幣2616億）的軍購。

### 瑞士
美國國防安全合作局於2020年9月30日正式公告指出，美國國務院當日批准向瑞士售出40架F35、40架F/A-18E/F「超級大黃蜂」戰機等大量軍事武器。
瑞士聯邦委員會2021年6月30日發出新聞稿，經過會議確認，決定將採購36架F-35A 戰鬥機。2022年在尚未與廠方正式簽約下，瑞士的反對黨發起公投反對政府的F-35採購案，初步已達申請公投的10萬人連署門檻，F-35是否落腳瑞士將進一步交由公投決定。
為免公投結果影響採購計劃的進度，瑞士國防部於2022年9月19日率先與洛歇馬丁簽約，正式下訂36架F-35A，預計於2027-2030年間交付。當中，首四架飛機將於美國製造，其後28架由意大利代工生產，而最後四架將盡可能由瑞士製造。

### 德国
由於龍捲風戰鬥轟炸機日漸老化，德國政府於2018年就替換機種進行招標，共有四份競標方案，包括F-35A、F-15E、F/A-18E/F及增購颱風戰鬥機。然而，F-35A及F-15E在第一輪競標均告落選。
據信由於俄羅斯入侵烏克蘭給歐洲帶來的巨大衝擊，2022年3月德國政府公佈在採購颱風戰鬥機的同時，亦申請採購35架F-35戰機，用以替換陣中已顯老舊的龍捲風戰機。
2022年7月美國政府批准了德國對F-35的採購案，預計採購內容為35架戰機，估計總值達84億美元，德方自此可進入與廠方議約的流程。同年12月14日，德國聯邦國防部正式與洛歇馬丁簽約，下訂35架F-35A，作價138.5億美元，預計於2028年起交付。
2023年7月，德國軍火商萊茵金屬獲得美方授權，將於2025年起負責製造包括德軍訂單在內、共400架F-35A的中段機體。

### 加拿大
加拿大國防部尋求在2020年前替換老化中的CF-18機群並對F-35抱持很大興趣，國防部官員表示預計花費38億美元引進80架戰機，但此數額未包括訓練、維修和任何後續費用。加拿大可待2012年再決定是否購買F-35，不過他們已投資一億五千萬美元在JSF計畫。
2010年7月16日，加拿大国防部长彼得·麦凯宣布，加拿大政府决定斥资90亿加元（约合86亿美元）购买65架美国生产的第五代F-35闪电2型联合攻击战斗机。
2012年12月12日，加拿大政府因評估花費過高决定停购F-35战机，先前的F-35訂單全數歸零，自此重新启动新式戰機的采购程序，招标时将考虑所有货源，寻找新的替代方案。2021年底加拿大的新式戰機採購案在久經研討後，候選名單有F-35A與瑞典的JAS 39兩款戰機，對於未來的機隊更新選項尚未得出結論。
2022年3月28日，加拿大政府宣布將申請採購88架F-35戰機，預計花費總計達190億加幣（150億美元），並期望在2025年交付首批戰機。若是之後對F-35的採購在談約上受阻，才會轉換以JAS 39為優先選項。
2023年1月，加拿大政府落實採購88架F-35A戰機，費用合計為190億加元，將於2026-2032年間交付，2029年開始成軍。

### 希腊
2019年希臘國防部長阿波斯托拉基斯（Evangelos Apostolakis）日前受訪時，表示在確認升級F-16戰機後，為維持對土耳其的空防優勢，他們有興趣、成為研發計畫夥伴之一，並採購一支中隊規模的新型F-35戰機，強化其抵禦土耳其。
2021年希臘自法國訂購了24架飆風戰機，但依然持續推進向美方申請採購F-35的計畫進程。希臘國防部長帕納裘托普羅斯於2023年2月告訴希臘廣播電視第一台（ERT 1），第1架F-35將會在2028年飛抵希臘。而雅典已要求採購20架F-35，並擁有再買20架的選擇權，然而ERT 1電視頻道2023年2月8日報導，美國聯邦參院外交委員會主席鲍勃·梅嫩德斯批准了希臘的F-35軍售案，但接下來還要獲得美國政府和國防條約正式批准。
2024年7月25日希臘與洛克希德馬丁簽署了軍售「發價書」（Letter of Offer and Acceptance，LOA），以估計約86億美元的價格採購F-35，除了採購20架戰機外，還有額外買20架戰機的選擇權，而這些戰機將從2028年開始交付。

### 羅馬尼亞
由於自挪威購買的二手F-16機隊的使用期限估計僅能延長至2030年代初期，2022年2月羅馬尼亞官方表示有意在2030年後引進F-35戰機以填補空缺。至2024年9月，美國國務院批准向羅馬尼亞出售32架F-35A戰鬥機，以及33具（含一具備用）F135引擎，總值72億美元。

## 前客戶或潛在客戶

### 摩洛哥
以色列《猶太身份報》（Identité Juive）和《保加利亞軍事網》（BulgarianMilitary.com）30日報導，摩洛哥軍方料將收到經以色列和五角大廈共同批准的官方文件，證實它將採購由洛克希德馬丁打造的 F-35 戰機。
這筆交易料將包括 32 架F-35隱形戰機，總成本超過170億美元（約5,573億台幣）。這象徵摩洛哥空軍現代化的一大進展，目前它主要依賴 F-16 等4代戰機執行任務。據悉這筆交易早自2020 年開始談判，當時摩洛哥尋求以色列的協助，以加速進程，並突破與美國當局的政治和行政障礙。2021 年 11 月，當時的以色列防長本尼·甘茨與摩洛哥防長洛迪（Abdellatif Loudiyi）會面，討論區域安全的未來，還有F-35 對摩洛哥軍方的重要性。
而這些努力的核心在於，摩洛哥與鄰國阿爾及利亞日益緊張的關係，阿爾及爾在爭議區西撒哈拉的持續衝突中，支持獨立運動組織「波利薩里歐陣線」（Polisario Front）。在這背景下，摩洛哥採購F-35不僅是為了實現空軍現代化，還為了在面對潛在威脅時，能取得戰略優勢。例如，阿爾及利亞正準備部署包括俄製苏-57在內的新型高科技軍事平台，而這使F-35交易對摩洛哥來說更重要。

### 土耳其
2002年7月12日，土耳其成為JSF計畫第七個國際合夥人，加入英國、意大利、荷蘭、加拿大、丹麥和挪威。在2007年1月25日，土耳其簽署關於F-35生產的瞭解備忘錄，據報導土耳其預計花費110億美元訂購100架F-35A「CTOL／空軍版」。
土耳其航空工業公司（TAI）和美國承包商諾格公司在2007年2月6日簽署購買意向書，根據此購買意向書，TAI將成為F-35低速初期生產（LRIP）兩階段時期中央機身的第二來源，自LRIP-1開始生產，並在LRIP-2生產最少400個中央機身。在2007年12月10日，開始為兩架F-35製造零組件，即合成元件和飛機出入口，這將用在F-35中央機身，諾格公司在洛馬領導下為此飛機生產的重要部分。本型戰機預計取代F-4幽靈II戰鬥機、F-5戰鬥機等老舊機種。
然而土耳其卻在2017年向俄羅斯訂購S-400导弹，此舉引發美國政府不滿，美方認為俄羅斯很可能利用土耳其的S-400來偵測出F-35的雷達頻率，藉此得以開發突破匿蹤科技的飛彈系統，這將威脅美軍優勢。因此2018年6月參議院便欲中止土耳其的F-35A訂單來要求土耳其停止S-400的採購計畫，但土耳其仍堅持採購S-400，並於2019年7月12日受付第一批飛彈，美國總統川普在7月17日正式宣布暫停F-35出口土耳其的計畫。土耳其原本計劃將採購100架F-35，當時已簽署30架F-35A的訂單；其中4架已經生產，停泊在路克空軍基地作訓練用途，也一同被美國凍結交付，土耳其至今並未獲得任何F-35戰機，而已支付的部分採購款項（14億美元）依然被美方扣留。2020年7月20日美國政府向洛馬發出批文，將8架原擬交付土耳其的F-35轉售予美國空軍。

### 印度
截至2007年7月F-35也是印度空軍的潛在選擇，當時洛馬尋求向印度出售F-16多用途戰機，並暗示印度可將購買F-16當作將來採購同公司旗下F-35的敲門磚，這被理解成洛馬向印度販賣F-16策略的一部份，最終印度並未選購F-16戰機，轉而在2016年簽約訂購了法國的飆風戰機。
2025年2月14日，美國總統川普與印度總理莫迪聯合記者會上川普表達出售印度F-35戰機等軍售項目，金額達數十億美元。

### 中華民國
雖然不具發展夥伴身份，但中華民國曾多次於不同場合向美國表達對F-35B的高度興趣，並有意借鑒其部分功能為其下一代戰機研發計畫的發展要點。
2002年對美傳送一份正式意向書（LOI），表示中華民國空軍規畫向美尋求採購100至120架F-35戰機與相關訓練、綜合後勤，希望能與空軍C4ISR通聯、整合電戰系統武器庫存。
2018年3月15日，時任國防部長嚴德發上午在立法院外交及國防委員會證實，中華民國國軍確實在2018年對美軍購清單上，對美國政府提出採購F-35戰機的需求。
2024年11月11日，據英國金融時報報導，台灣方面已向川普團隊接觸．打算之後提出超過150億美元（約新台幣4828億元）的軍購案藉此對抗中國，清單中可能包含60架的F-35A戰鬥機，截至2025年3月，美台雙方已在洽談出售F-35的相關事宜。

### 阿联酋
2020年9月，以阿和平協議簽署，美国同意考虑批准阿联酋购买F-35战机。卡塔尔随后也正式向美国政府提出申请，要求购买美制F-35战机。以色列情报部长則以需要保持以色列军事优势為由反对美国向卡塔尔出售F-35战斗机。不過在2020年11月10日，美國國務院依舊同意向阿聯酋出售50架F-35战斗机。2021年1月美國政府決定重新審議此筆軍售，暫停了之後一切的商業流程。在交易暫停後阿聯於2021年底向法國訂購了80架飆風戰機，且表示並未放棄對F-35的採購。

### 印度尼西亞
在印尼與俄羅斯有意締結Su-35戰鬥機購買合約的態勢下，2020年3月有媒體報導印尼在美國施壓下將停止採購Su-35戰機，美方更進一步推薦以F-16戰隼戰鬥機取代之，但印尼卻提出購買F-35的要求，有可能成為繼新加坡之後第二個引進F-35的東南亞國家。後續操作下印尼並未選購美方推薦的F-16亦無法取得F-35，轉而向法國購買了飆風戰機。

### 
2020年《國會山報》（The Hill）報導，卡達政府向美國表達有意採購數架F-35戰機的意願，但所申請的採購項目和數量並未公佈。

### 埃及
2019年時美國國防新聞週刊報導，埃及在一年多前曾向美國提出購入約24架F-35戰鬥機的要求，但是美國不置可否，埃及後續轉向俄羅斯購買Su-35戰鬥機，2022年俄羅斯入侵烏克蘭後，美國向埃及施压造成埃及退出苏-35交易案，且美方內部已在討論出售F-15戰機給埃及作為替代品。

### 捷克
2022年7月捷克官方發表將向美國申請採購24架F-35戰機，用以取代租約將在2027年到期的JAS 39戰機；而捷克對於五代機的需求升高之原因，則是來自2022年俄羅斯入侵烏克蘭的影響。2023年6月美國國務院批准向捷克出售24架F-35A及其配套彈藥。

### 西班牙
2023年，西班牙空軍計畫採購約40至50架「F-35A」，以取代F/A-18大黄蜂战斗攻击机，西班牙海軍則計畫採購12至15架具備短場起降與垂直降落「F-35B」，以取代AV-8B獵鷹II式攻擊機。但2025年8月6日西班牙政府暫時擱置採購計畫。

## 事故
- 2018年8月22日中午12時50分，美國空軍一架隸屬第33聯隊58戰鬥機中隊的F-35A戰機，因不明原因緊急降落在佛羅里達州埃格林空軍基地，並且未放前起落架，發生機鼻觸地意外，基地隨即派出緊急處理小組，飛行員安然無恙，但推測裝置於下方的[光電目標標定系統(EOTS)]恐嚴重毀損，機鼻錐內的APG-81型主動電子掃描陣列(AESA)雷達亦可能受損，不過目前美空軍並未公布毀損狀況[216]。事實上，2017年時，使用F-35C的海軍飛行員抱怨說:當從航母上彈射起飞時，會發生機鼻因前起落架，上下垂直震盪跳動，顯示該型戰機有持續修正與改進的必要[217][218]
- 2018年9月28日上午11時，一架美國F-35B於南卡羅來納州進行飛行訓練時，因不明原因墜毀，該機型也成為F35系列戰機研發到量產飛行以來首架墜毀事故（Class A mishap）。美国政府问责署近日提交正式的調查報告，顯示該次事故之因，源自於機身內的燃油管線因製造瑕疵而破裂，導致加油量不足而讓引擎失去動力，進而引發後來的悲劇。經調查後約有117架F-35B使用了同型燃油管線，目前已進行全面更換作業[219]
- 2019年4月9日，一架日本航空自衛隊F-35A於三澤基地起飛，進行夜間訓練，後從雷達上消失，於青森縣外海墜毀，已發現部分尾翼殘骸。41歲飛行員細見彰里（三等空佐，等同少校）失蹤，這一次則是F-35A首度失事。[220]5月3日，協助航空自衛隊搜尋的日本海洋研究開發機構（JAMSTEC）解明號海洋調查船的探測、定位技術支援下，美國第7艦隊租用的商業深海潛水支援船梵谷號（DSCV Van Gogh）已於東北青森三澤基地以東約135公里、水深約1500公尺深海中，尋獲失事F-35A戰機的部分殘骸，包括座艙罩碎片及飛航記錄器的一部分等部分零件，不過由於損壞過於嚴重，飛航記錄器的資料儲存裝置仍下落不明，無法進一步分析事故發生原因[221][222]。5月7日已在海底深處尋獲戰機的飛行記錄器（黑盒子）等部分零件。[223]6月7日失事海域尋獲飛行員部分遺骸，確定死亡; 航空自衛隊官方估計這場事故的原因很可能是該戰機在低空飛行時，不慎高速撞擊海面導致事故。 [224]
- 2019年5月12日，美國海軍陸戰隊第一航空飞机联队发言人埃里克弗拉纳根少校证实，2019年5月7日星期二部署在日本岩国基地的一架美国海军陆战队第一航空飞机联队12号F-35B战斗机，因鸟类撞击被迫中止起飞。造成发动机严重损坏，部分机体隐形涂层出现问题。初步估计，这起鸟撞事故可能造成200万美元或以上的损失，並將此事件列為「甲級事故」，事件無任何人員受傷，戰機順利返回跑道，待修復。[225]。
- 2020年5月19日晚上9點30分，一架隸屬於美國空軍第58戰機中隊的F-35A戰機在埃格林空军基地降落時不慎墜毁，飛行員成功彈射逃生，已被救起送醫。[226]
- 2020年9月29日下午4時，一架隸屬美軍陸戰隊F-35B與空中加油機KC-130J碰撞。五角大廈官員證實，在加州埃爾森特羅海軍航空站（Naval Air Facility El Centro）附近墜毀，飛行員跳傘逃生成功。遭撞擊的KC-130J在一處農田成功迫降，全體機組員無事。[227]
- 2021年11月17日，英國皇家海軍航空母艦伊利沙伯女王號一架F35B隱形戰機在地中海失事，機師彈射逃生並返回艦上。[228]因海軍人員看到一塊「紅布」飄在母艦附近，推測是地勤人員未拆除遮雨罩，布條被捲入引擎內，造成墜機。[229]
- 2022年1月4日韓國標準時間下午12:51（格林威治標準時間 03:51），發生在首爾以南的瑞山空軍基地，一架屬於韓國大韓民國空軍的F-35A，在不明原因造成除了飛行控制系統與引擎可正常運作外，機上其他電子系統全數失靈，無法放下起落架，飞行员為了保全戰機，決定放棄彈射逃生，冒險迫降，最终著陸成功。[230][231]
- 2022年1月24日，美國海軍卡爾文森號航空母艦（CVN-70）在南海進行例行飛行操作時，一架隸屬于第2艦載機聯隊（CVW-2）第147戰鬥攻擊機中隊（VFA-147）的F-35C着陆时尾部撞擊飛行甲板，戰鬥機起火在跑道上滑行並墜海。飛行員彈射逃生，由直升機营救，飛行員情況穩定。此事件波及甲板上工作人員，造成共7名海軍官兵受傷，三人在接受了船上醫務人員的治療後，被送往位于馬尼拉的医院，被評估為状况穩定; 其余四人在船上接受治疗，三人经醫療後被評估為状况穩定，现已離開醫療所。[232][233]3月2日，海洋體系司令部（NAVSEA）利用CURV-21遙控潛水器把戰鬥機殘骸從12,400尺深的海底打撈上來，並運到附近的軍事基地作進一步調查。[234]
- 2022年7月，F-35飞机被检测出弹射座椅故障，美国暂停了整个F-35机队的飞行，以色列也将该系列飞机停飞了一段时间。[235]
- 2022年10月19日當地時間下午6時15分, 位於美國猶他州鹽湖城附近希爾空軍基地的美國空軍第388聯隊(388th Fighter Wing)在推特上發佈消息，一架F-35A在基地跑道最北方末端墜毀，飛行員彈射逃生，目前事故原因不明, 飛行員及時彈射逃生，已轉送當地醫療中心進行治療[236]
- 2022年12月1日，一架美军海军陆战队F-35B战机在嘉手纳空军基地降落後因为地勤人员没有插安全销，被牵引時前起落架故障斷裂，機头觸地。[237][238]
- 2022年12月15日，美軍1架F-35B戰鬥機，在德州沃思堡海空軍聯合預備基地準備垂直降落，重落地後，起落架著往上彈了一下後斷裂，機頭直接觸地，接著機身開始以翼尖觸地的姿勢, 旋轉並冒出白煙, 飛行員緊急跳傘成功。[239]12月25日，以色列国防军决定停飞其11架F-35A战斗机。[235]12月28日，美国国防部F-35联合计划办公室決定将一些风险系数较高的F-35至少停飞至2023年1月。[240]
- 2023年9月17日，美國海軍陸戰隊一架F-35B戰鬥機，於當地時間下午2時左右在南卡羅來納州北查爾斯頓上空失事，飛行員跳傘逃生順利獲救，戰鬥機墜毀處下落不明，美軍查爾斯頓聯合基地(Joint Base Charleston)後續在社群平台X(前身為推特)發文，指出正在與南卡羅來納州博福特陸戰隊航空基地(MCAS Beaufort)合作，確認發生事故的F-35戰機下落，貼文中更留下電話，請知道任何消息的民眾聯絡，協助軍方確認戰機行蹤[241]。
- 2024年1月26日，美國海軍陸戰隊一架，隸屬於加州米拉瑪海軍陸戰隊航空站，第311 海軍陸戰隊戰鬥機攻擊中隊(VMFA)，編號CF-89/170109，代碼WL-04的F-35C戰機，在內華達州法倫海軍航空站，完成了一次並無問題的訓練飛行，返回後停在機棚之下，當飛行員啟動內置簡易登機梯時，前起落出現緩慢的塌陷，飛行員爬下梯子後，鼻輪架完全塌陷。這是F-35C首次前起落架事故，過去在A /B 兩型戰機，也發生過類似事件[242][243]
- 2024年5月28日下午，一架F-35B战斗机在美国新墨西哥州阿尔伯克基国际机场附近坠毁并起火。飞行员弹射逃生。[244], 據報道飛行員受傷住院[245]
- 2025年1月28日下午12時49分左右，美國空軍一架F-35A戰鬥機在阿拉斯加州艾爾森空軍基地進行訓練時，於著陸過程中發生飛行故障並墜毀。飛行員成功彈射逃生，隨後被送往巴塞特陸軍醫院接受評估，狀況穩定。[246][247]現場視頻顯示，戰機墜地後發生爆炸，釋放出巨大的火球與濃煙。[248]
- 2025年7月30日下午18时41分左右，美国海军一架隶属于VFA-125“粗暴袭击者”的F-35C战斗机在勒莫尔海军航空站附近坠毁。勒莫尔海军航空站确认，飞行员已成功弹射逃生，目前安全。暂无其他人员受灾。[249]

## 戰績
- 2017紅旗軍演，F-35在第一階段取得了15:1的交換比，[250][251]第二階段取得40：0的交換比，可解釋為在一場對抗中，F-35擊落對方戰機105架自己損失7架，也就是1架換對方15架，甚至可以一架都不損失就完成任務。
- 以色列軍方指出，兩次空襲隱身戰機成功躲過了敘利亞、俄羅斯防空網，多次進入了敘利亞腹地對伊朗軍事目標進行了打擊。
- 2018年5月22日的报道，在以色列对叙利亚境内的伊朗部队的空袭中，叙防空部队发射了100多枚防空导弹，但无一命中以色列空军的F-35战斗机。[252]
- 2020年，以色列空軍出動F-35戰機襲擊敘利亞空軍基地，不僅摧毀大量基礎設施，還命中6架基地內的米格-29戰機，令敘利亞空軍損失慘重。
- 2024年4月1日，以色列空軍出動兩架F-35戰機，發射6枚導彈空襲被指為軍事設施的伊朗駐敘利亞使館，除炸毀使館大樓外，亦令7名伊朗革命衛隊成員死亡[253]。
- 2025年6月，以色列空軍使用包括F-35I在內的戰機空襲伊朗的目標。[254]

## 流行文化

### 動畫情節
- 為動畫《勇氣爆發Bang Bravern》中美國海軍的艦載機[255]。

### 電影情節
- 在動作电影《終極警探4.0》中，一架F-35B奉命前往追擊挾持麥克連女兒的蓋伯爾一行人，飛行員卻被蓋伯爾誤導，反而將麥克連（飾）當作目標，以滯空方式攻擊地面車輛，奇怪的是有兩個機砲口入鏡，並安裝在進氣道中。
- 在電影《復仇者聯盟》中，F-35用作分散綠巨人的注意、並被擊毀，後來更向城市發射核彈。但在電影中的F-35設計與現實有些許不同，進氣道設計形狀較接近F-22，升力系統也較接近原型機X-35。
- 為電影《綠燈俠》主角的駕駛機[256]。
- 在電影《超人：鋼鐵英雄》[257]、《蝙蝠俠對超人：正義曙光》[257]中，一批F-35對克利普頓星人的行星改造機具進行攻擊，但都被機具干擾而紛紛墜毀。
- 在電影《閃電俠》中，當美軍與薩德將軍交涉失敗後，F-35曾與氪星人交戰。
- 在電影《美國刺客》中，被幽靈以自殺式核攻擊襲擊的第六艦隊德懷特·D·艾森豪號航空母艦所搭載的艦載機是F-35C[258]。
- 在電影《变形金刚5：最后的骑士》中，主力由F-35組成的機群向斯比頓星發動攻擊，並掩護電影主角身處的直升機空降斯比頓星表面。
- 在电影哥斯拉 (2014年电影)、哥吉拉 II 怪獸之王[259]、哥吉拉大戰金剛[260]中多次登場，唯由於劇情需要，過半F-35機群都在打鬥中被淪為炮灰擊毁。
- 2019年電影《航母伊吹（日语：空母いぶき）》中，F-35B成為日本海上自衛隊伊吹號護衛艦的艦載機，用於擊退侵佔日本離島的虛構國家「東亞聯邦」。
- 在電影《急先鋒》中，停泊在迪拜港口的斯坦尼斯號航空母艦上的一架F-35C趕在恐怖分子操縱無人機發動攻擊前緊急升空，在航母被一枚未攔截成功的導彈擊中後發射導彈摧毁了無人機。
- 在《劇場版 假面騎士ZERO-ONE REAL×TIME》中，Think.net持有約干架基於F-35的無人戰鬥機，具有由奈米機器控制的客製化駕駛艙，原玻璃艙蓋以上還覆蓋了金屬艙蓋而且導彈外掛於機翼以上。
- 在電影《安德的遊戲》中，地球人與蟲族爆發第一次衝突時，Mazer Rackham曾將一架F-35撞向蟲族戰艦[261]。
- 在電影《美國隊長：無畏新世界》中日本曾派出F-35閃電II戰鬥機與美國海軍的F/A-18大黃蜂式戰鬥攻擊機、美國隊長、飛隼 (維堅·托雷斯)展開空戰[262]。

### 电子游戏
- 在2005年第一人称射击游戏《戰地風雲2》以及2011年續作《戰地風雲3》、2013年續作《戰地風雲4》、2021年續作《戰地風雲2042》中，F-35四度以美國海軍陸戰隊戰鬥機之姿出現。
  - 其中在2021年的《戰地風雲2042》中命名為F-35E，依照遊戲中的垂直起降來看原型應是現實中的F-35B，武裝方面使用了25毫米機砲，和30毫米機砲(解鎖後)，掛載方面可以選擇AIM-9紅外導引導彈、AGM-65空對地導彈、AIM-260聯合先進戰術飛彈雷達導引導彈
- 在2011年射擊遊戲《皇牌空戰：突擊地平線》中，F-35是可使用機體之一。
- 在2012年第一人稱射擊遊戲中以「FA38」的名字出现，外形修改为无尾布局雙引擎垂直起降戰機。
- 在2019年射擊遊戲《空戰奇兵7 未知天際》中，登場的是F-35C型號。
- 在2023年夏季《俠盜獵車手Online》聖安地列斯傭兵更新登場，擁有垂直升降以及隱身功能，奇怪地使用與YF-23相似的機尾。

## 图集

F-35A
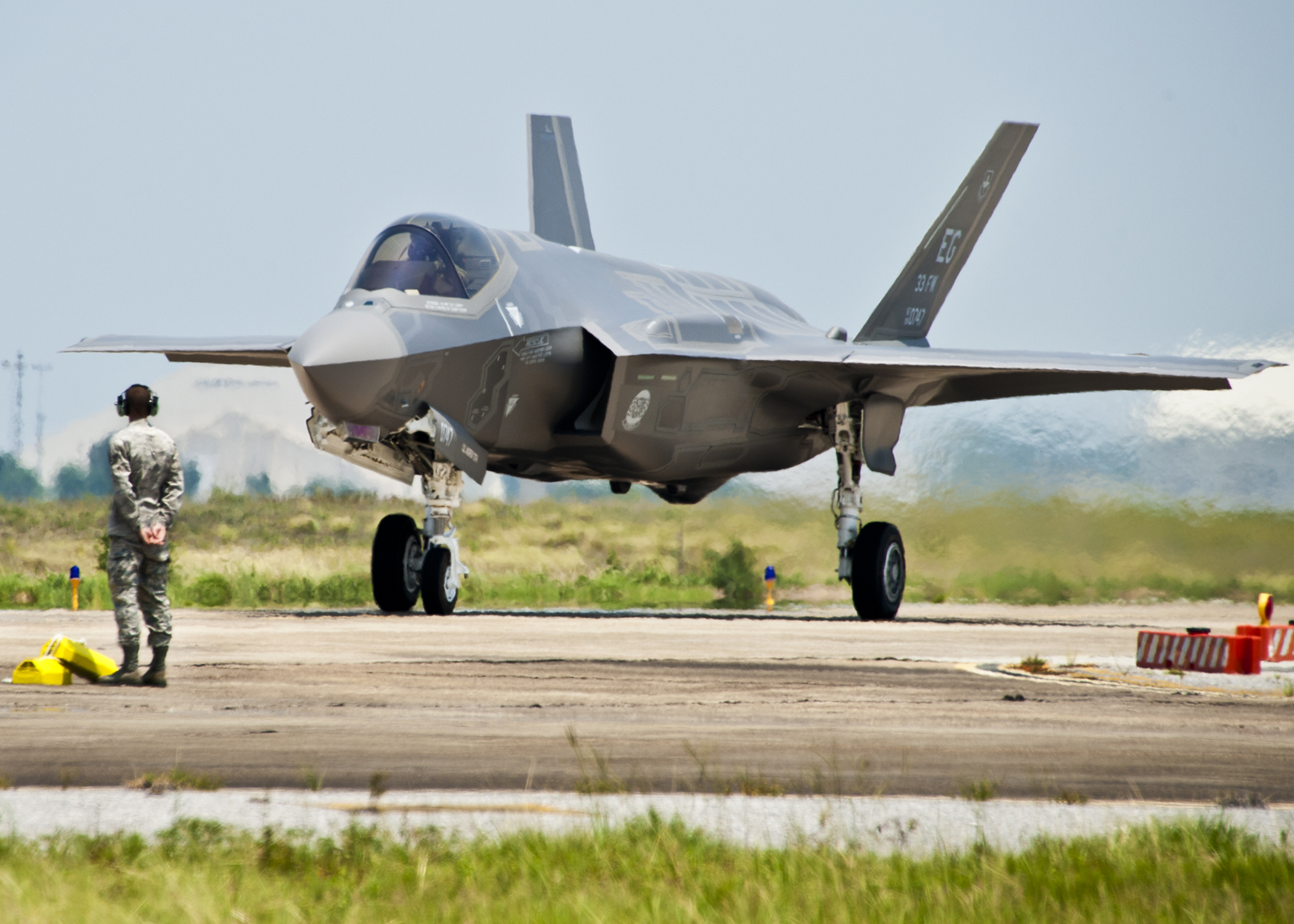
停在艾格林空軍基地滑行道上的F-35A
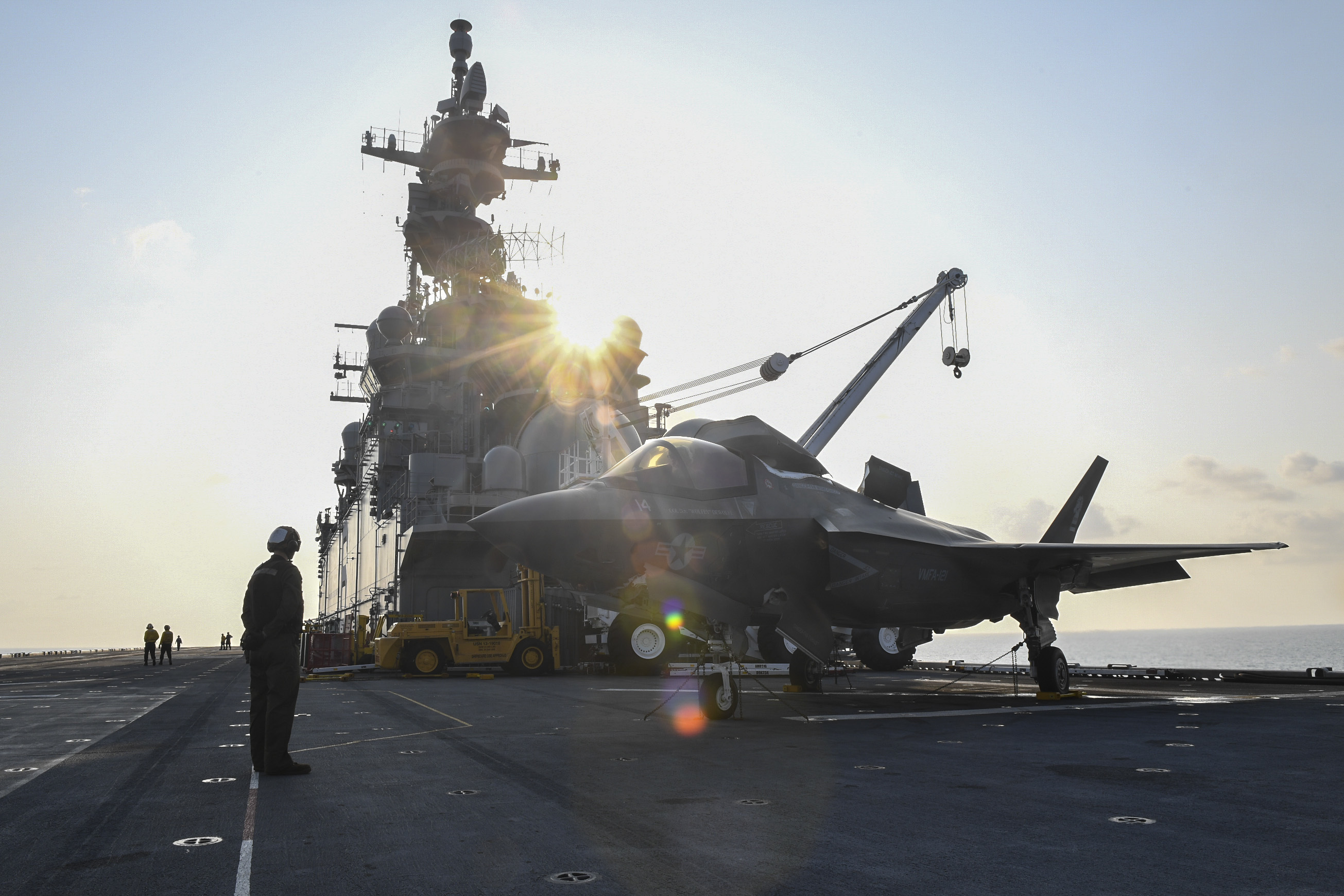
F-35B在美利堅級兩棲突擊艦上
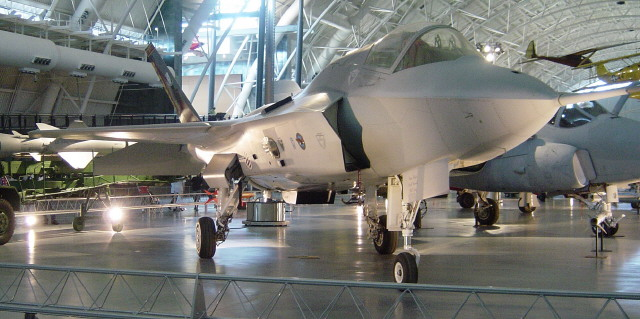
美國國家航空及太空博物館展出的X-35
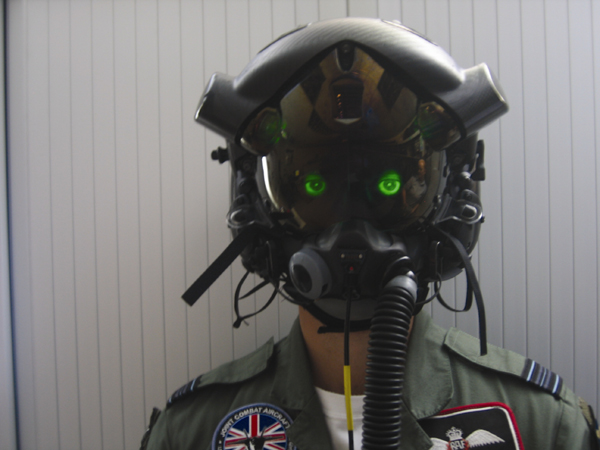
頭盔顯示器
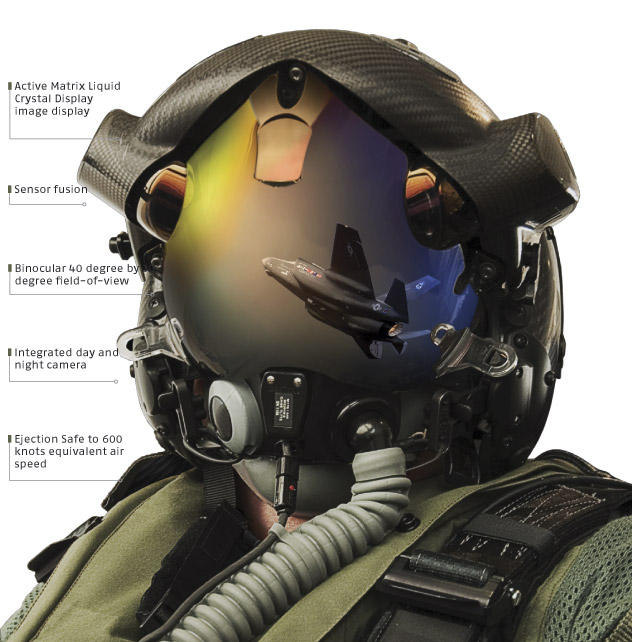
F-35戰鬥機的頭盔顯示器(Gen 1)
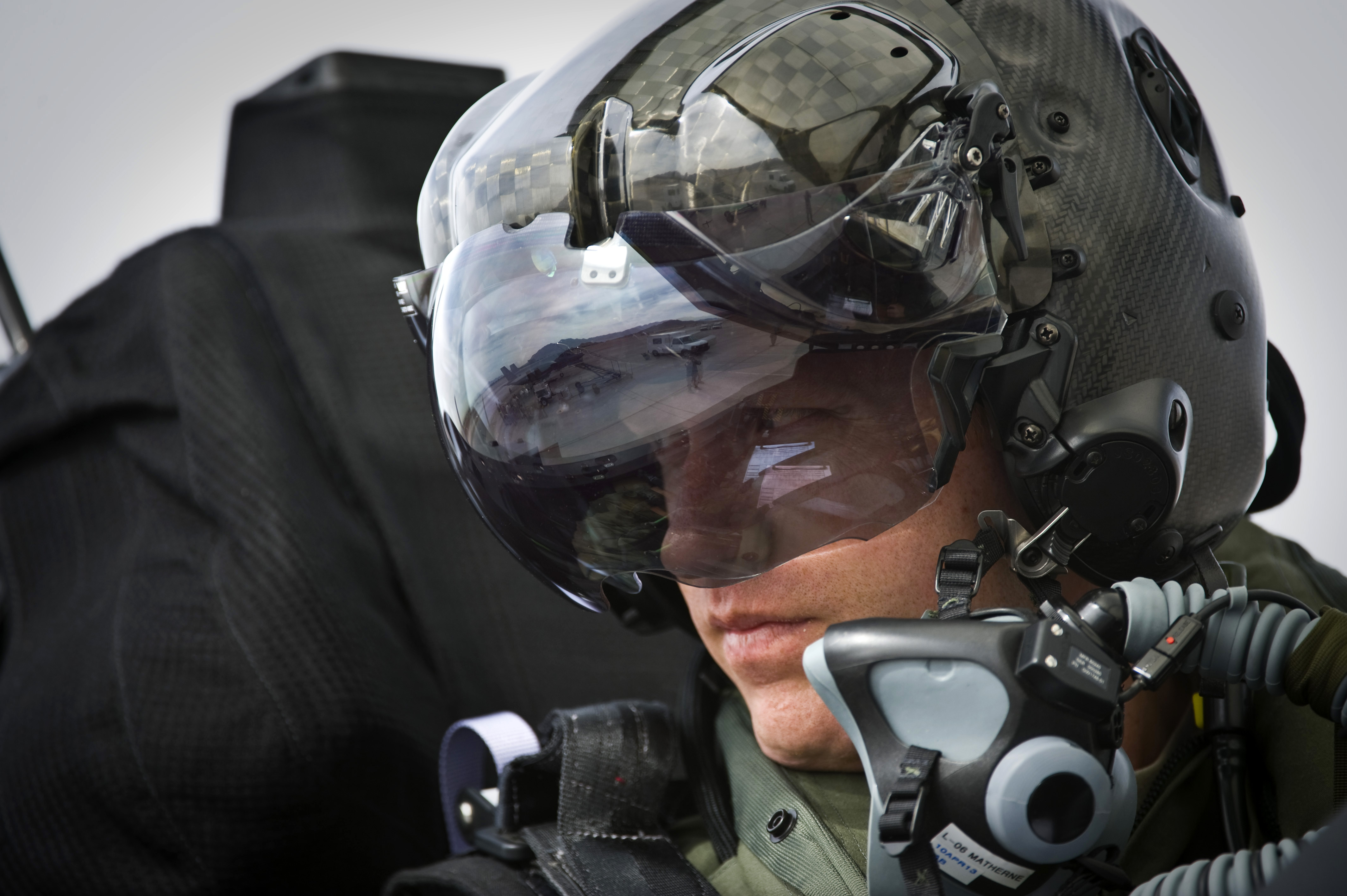
F-35戰鬥機的頭盔顯示器(Gen 3)
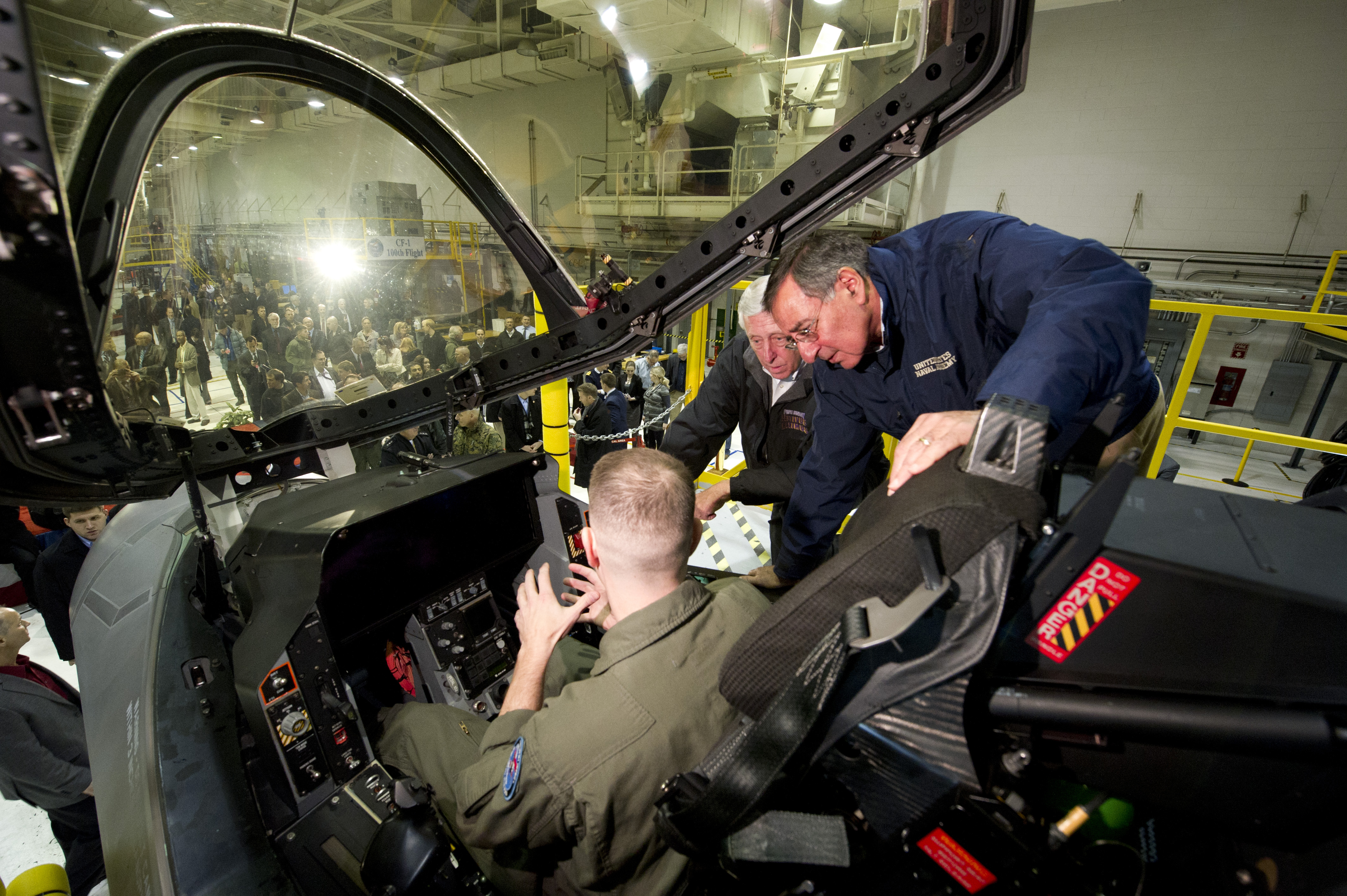
F-35C駕駛艙
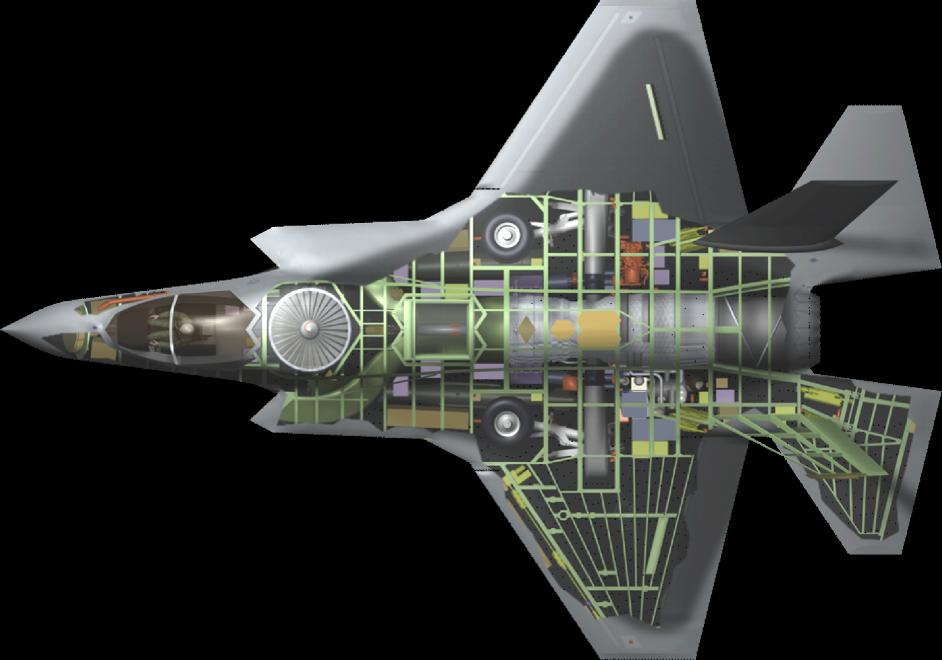
F-35B構造解剖圖
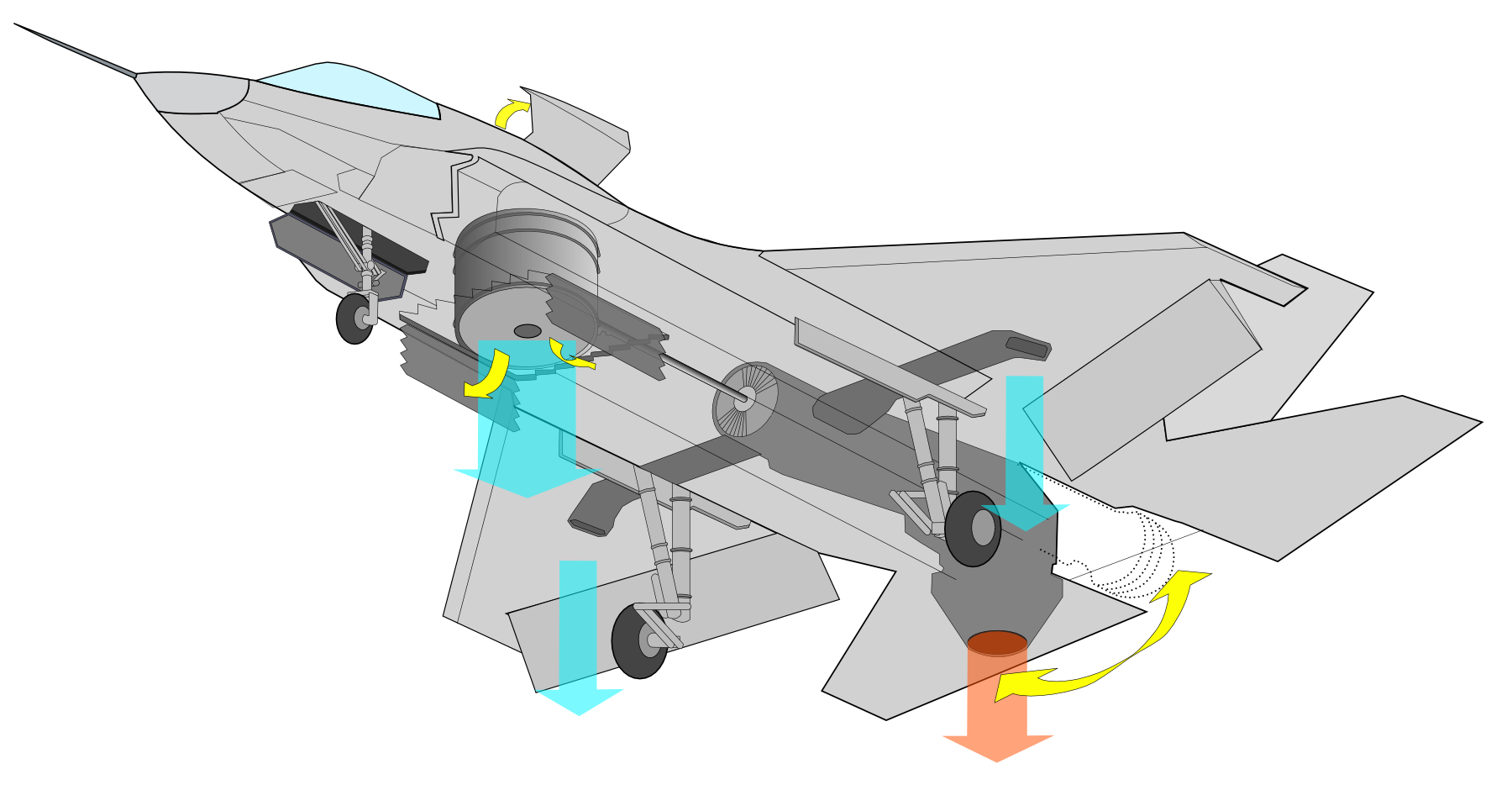
F-35B動力解剖圖
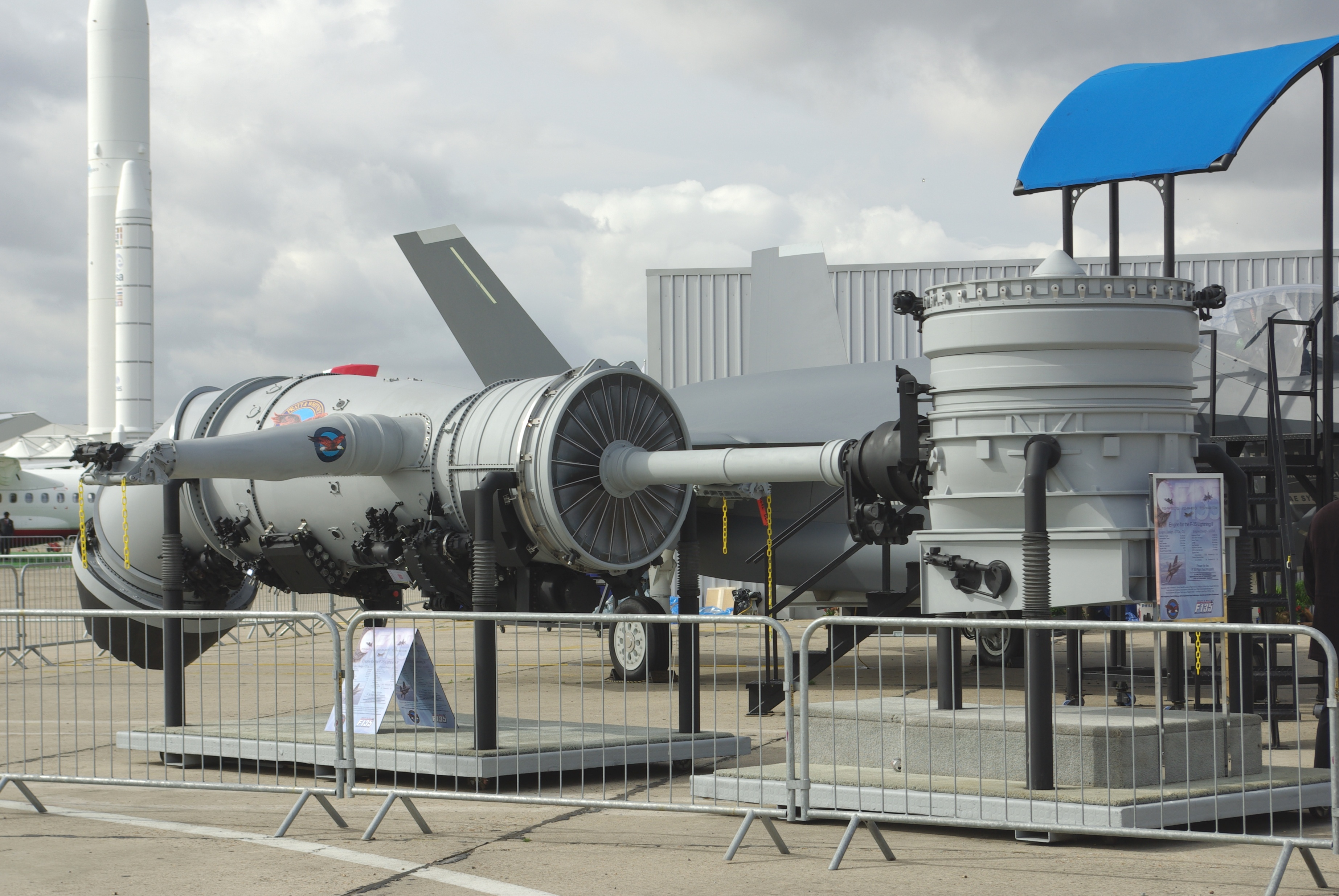
垂直舉升扇的動力透過引擎傳動軸傳送，該軸承受的壓力極大可比巡洋艦的車葉軸，所以是高度材料工程產物
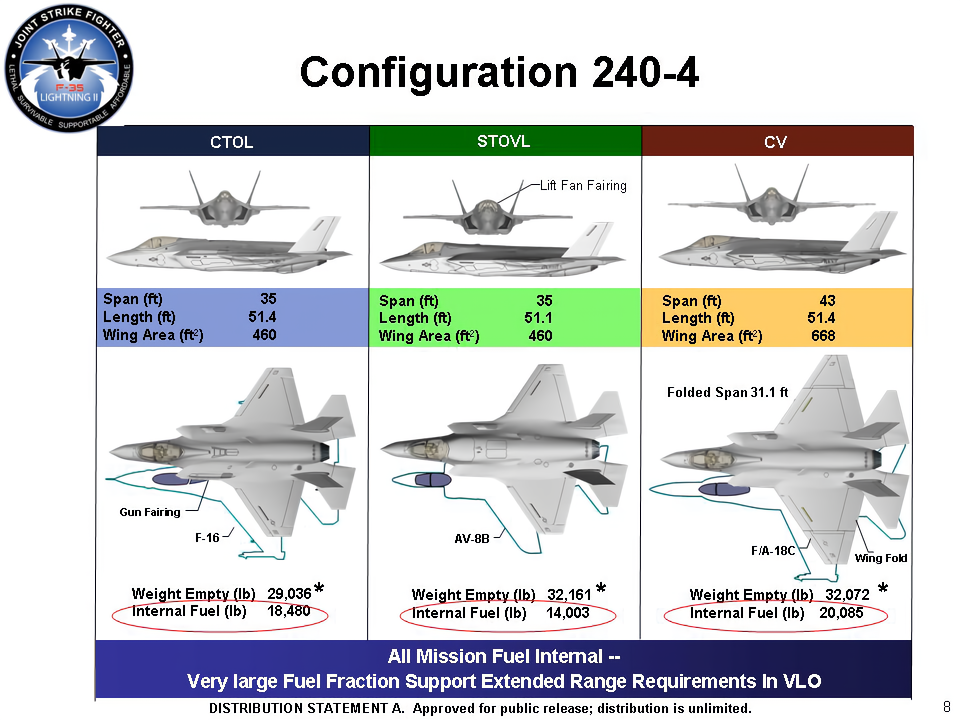
F-35A型、B型、C型的簡介
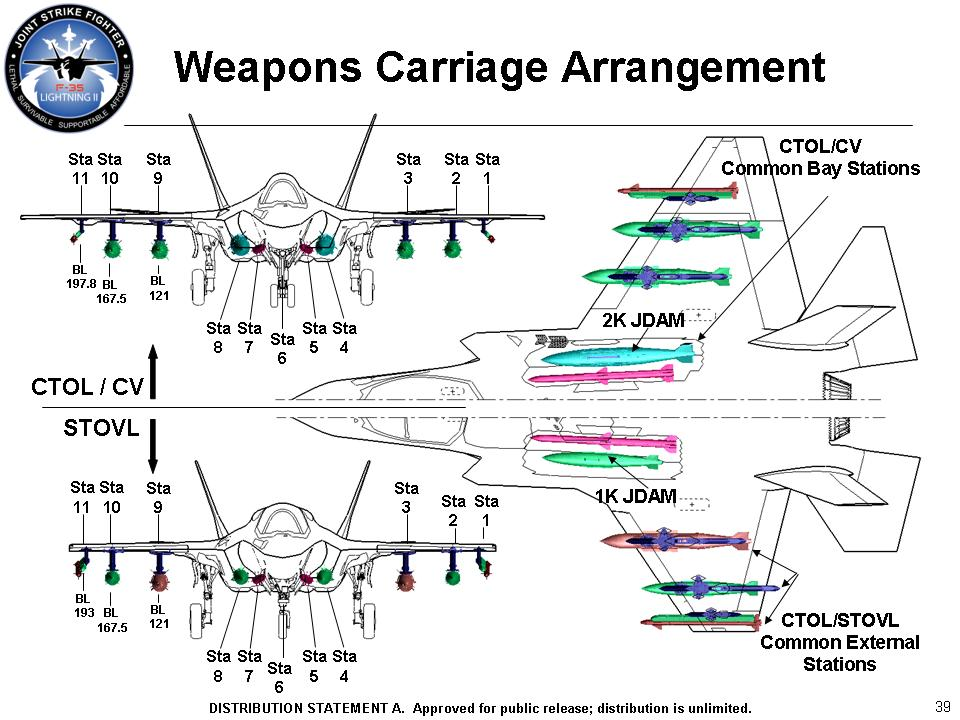
F-35A型、B型、C型的武器掛載點
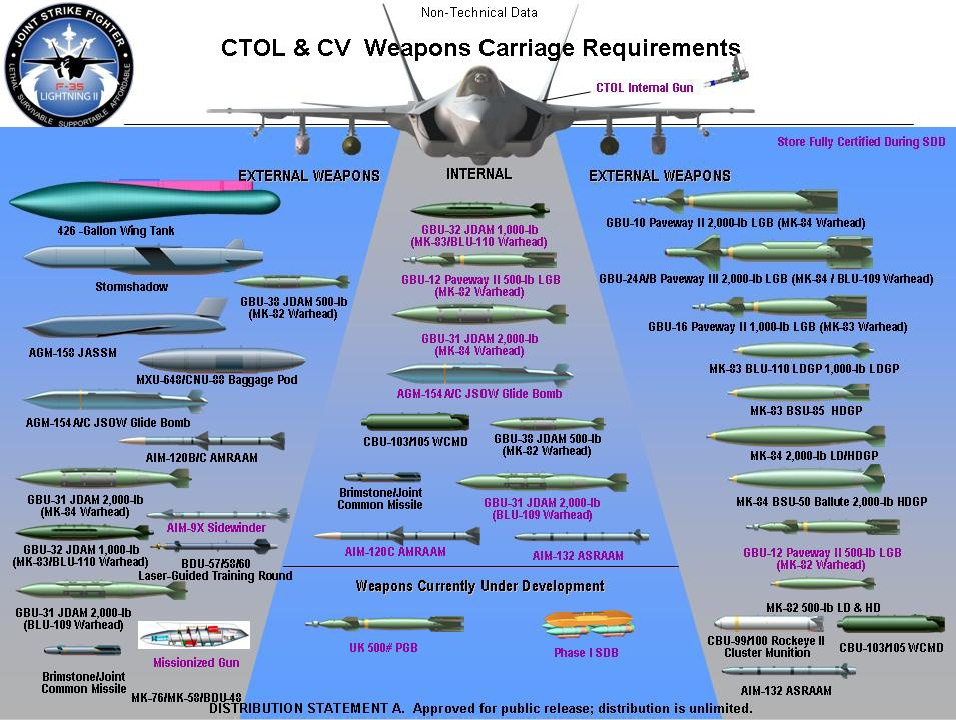
F-35A和C型的武器掛載
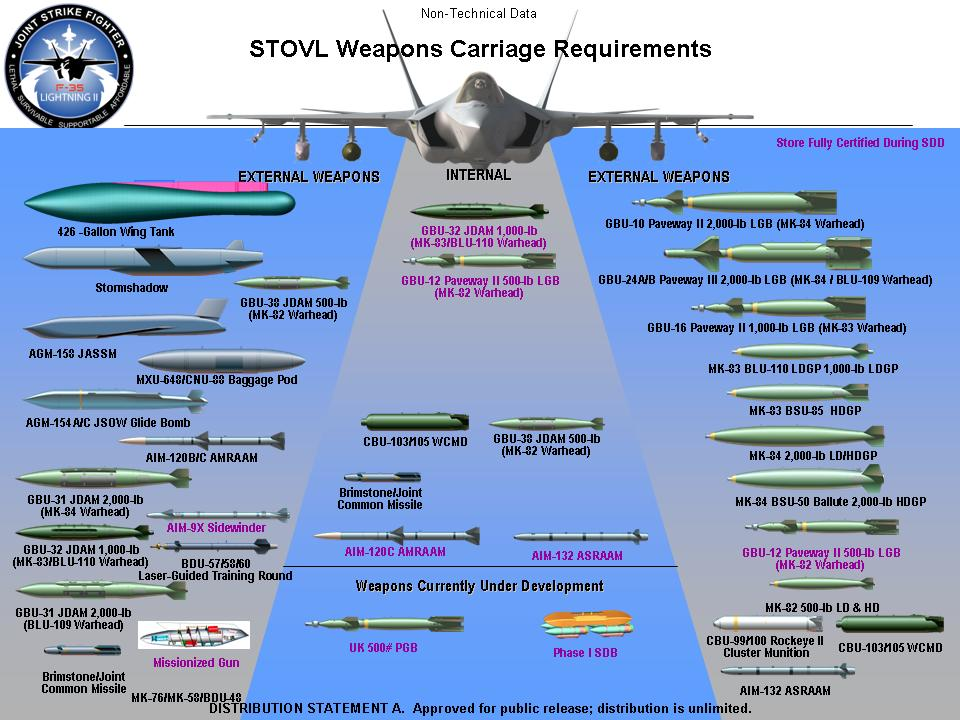
F-35B型的武器掛載
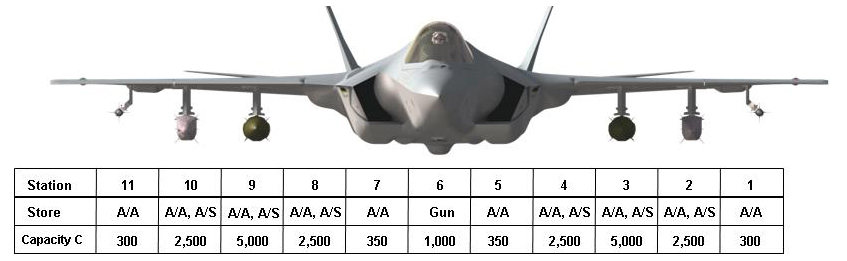
武器掛載磅數
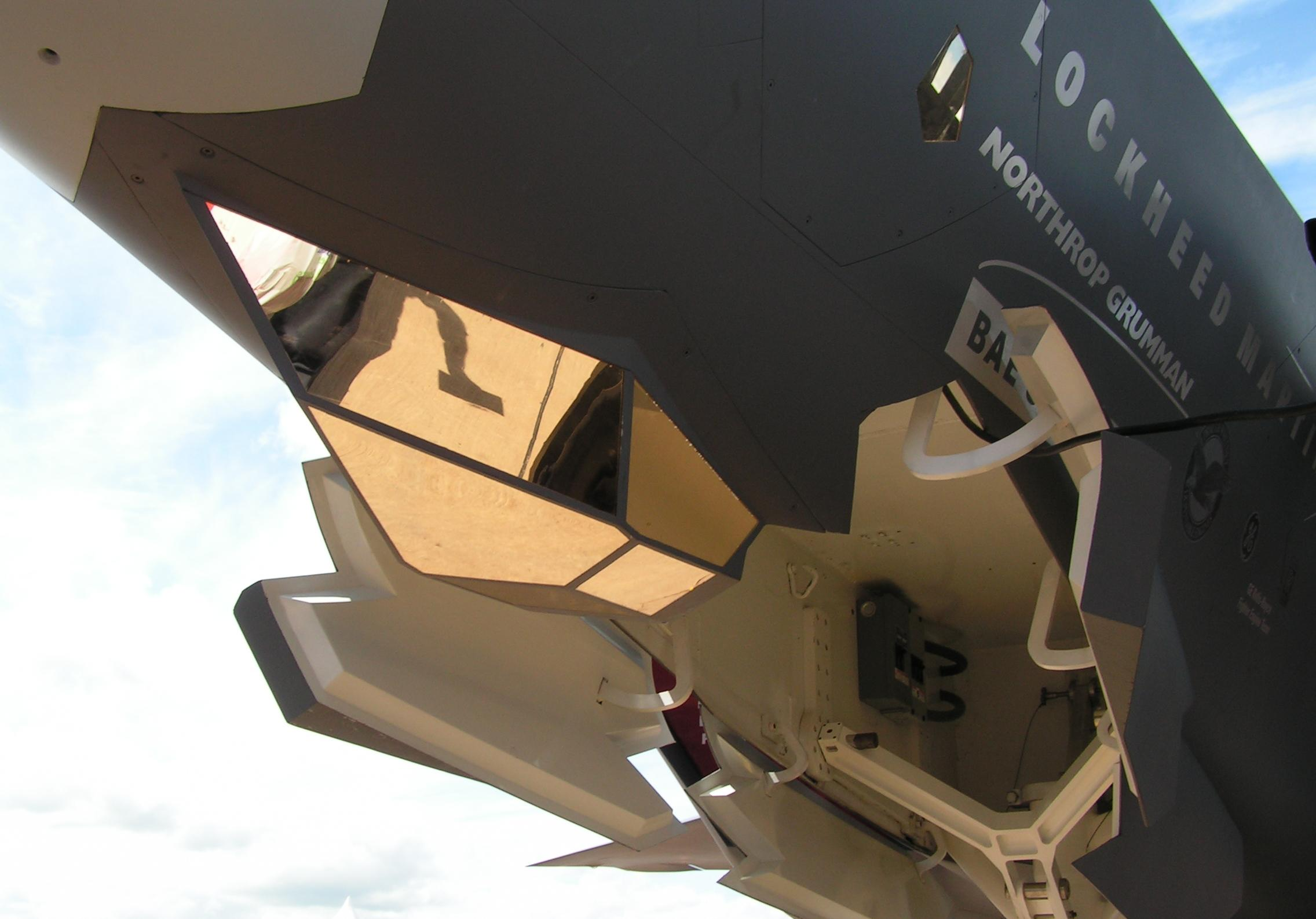
電子・光学式照準（EOTS）
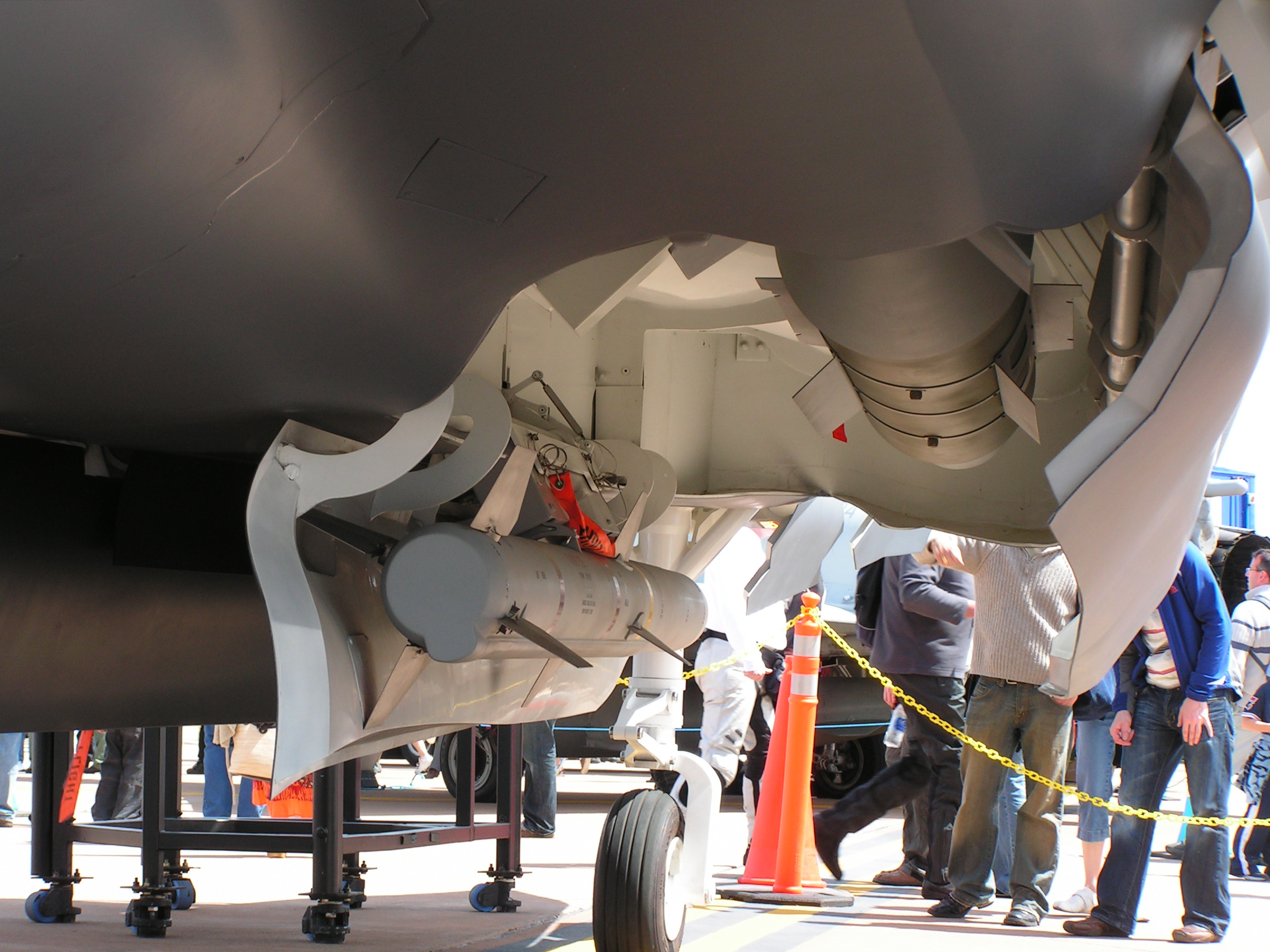
机体内置武器倉